# Biserica de lemn Adormirea Maicii Domnului din Piatra Neamț

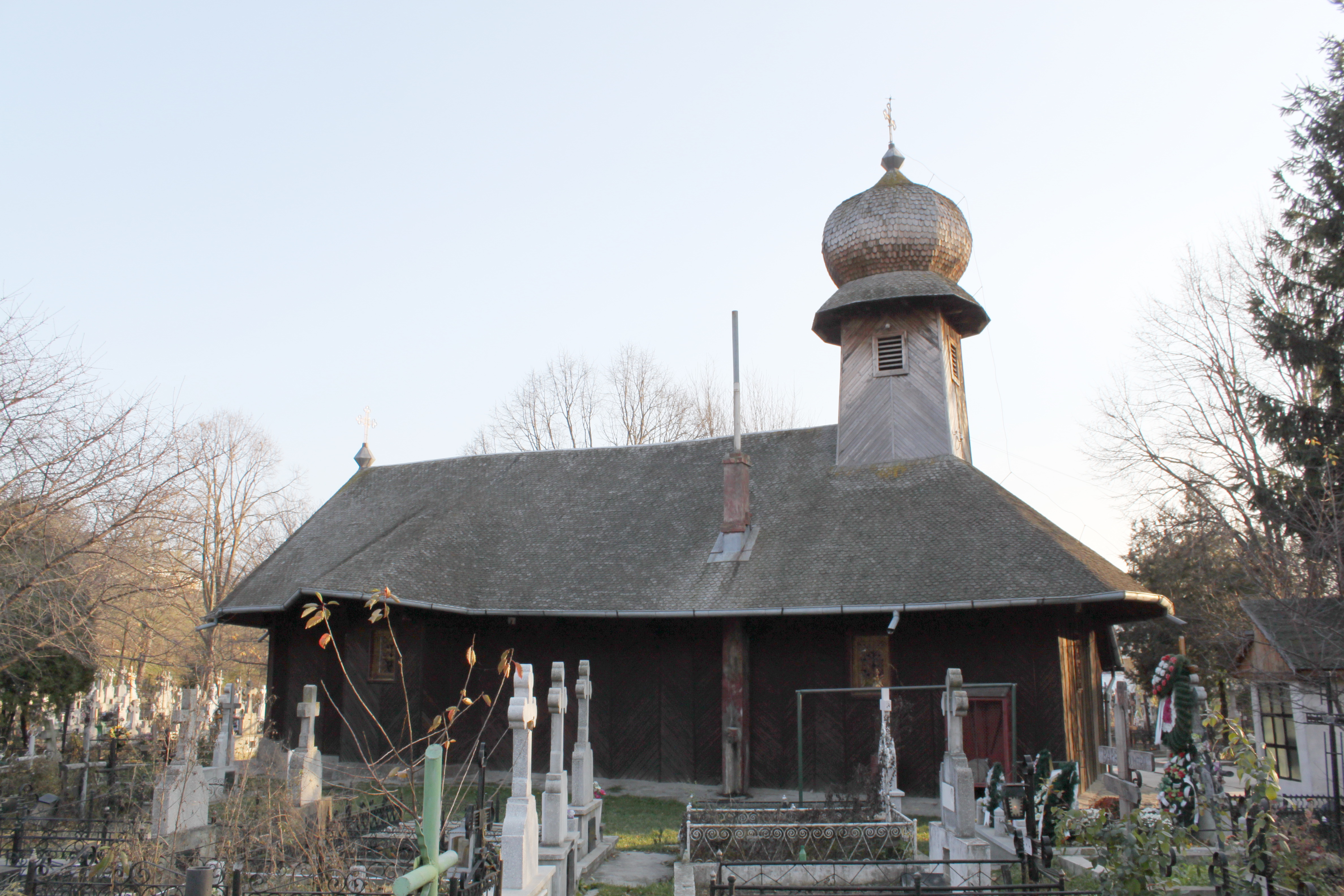
Biserica de lemn Adormirea Maicii Domnului din Piatra Neamţ

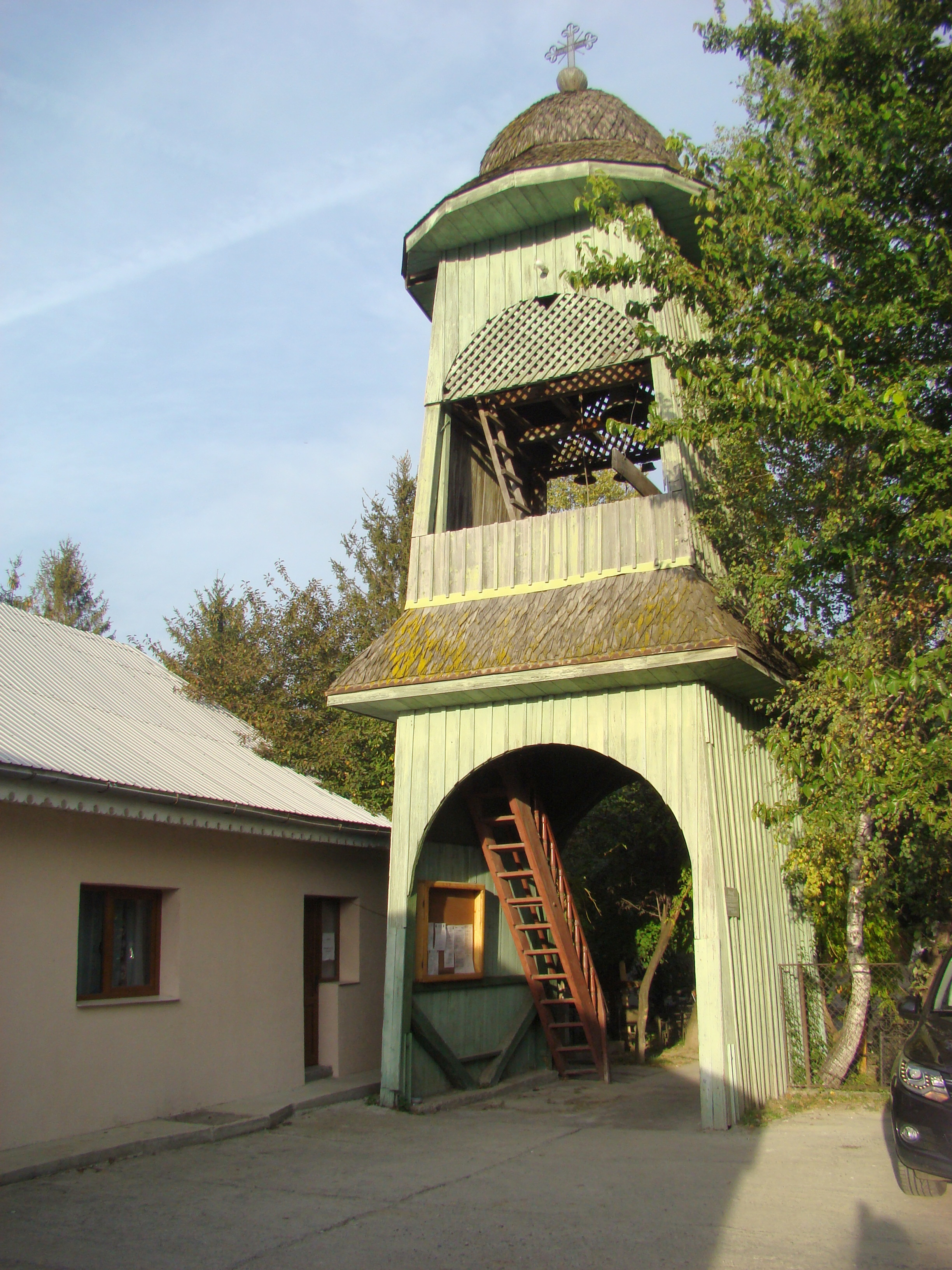
Clopotnița

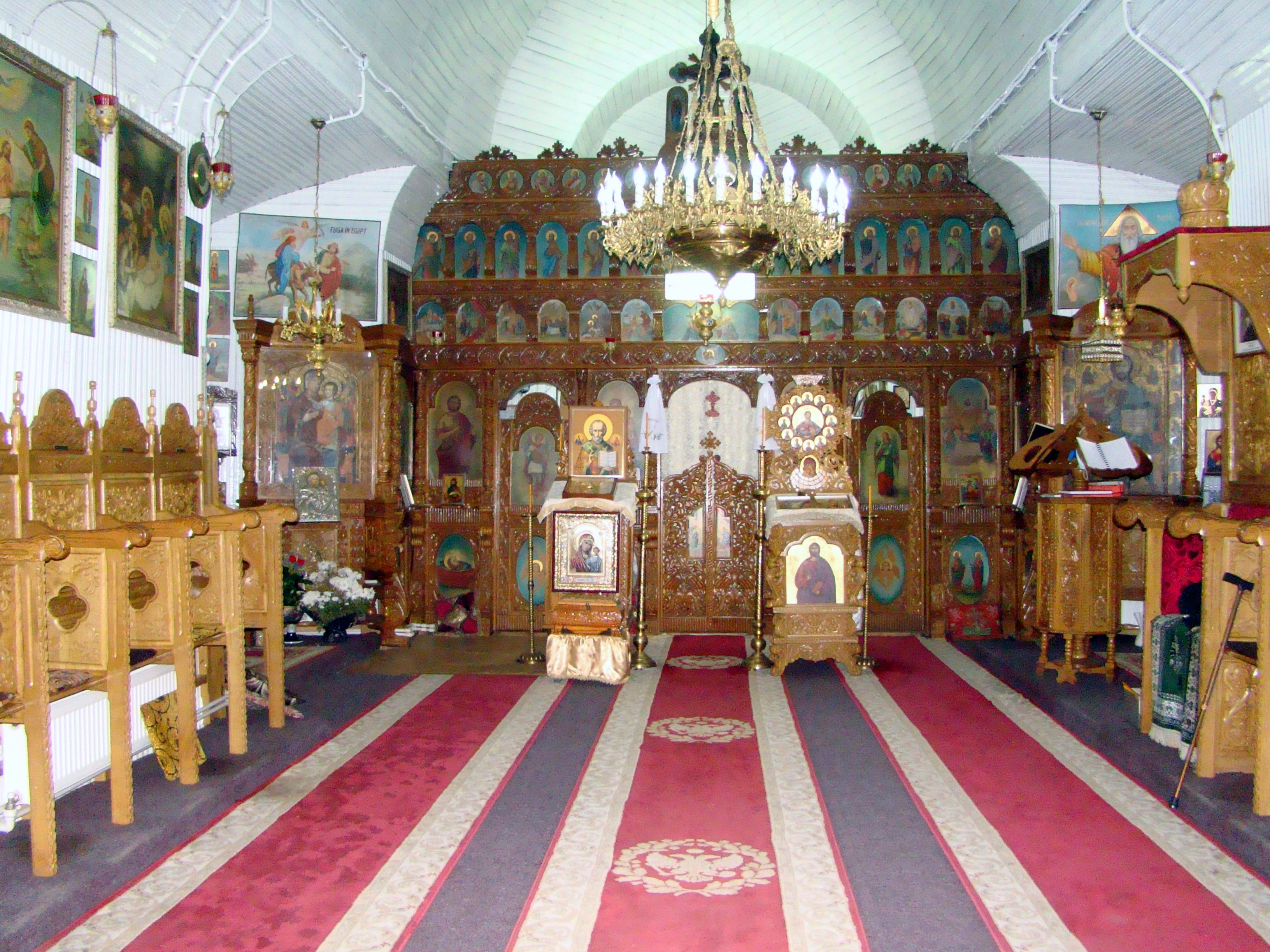
Nava spre iconostas

Biserica de lemn Adormirea Maicii Domnului din Piatra Neamț este un monument istoric din județul Neamț. Ansamblul are codul NT-II-a-B-10559 și este format din următoarele componente:
- Biserica de lemn „Adormirea Maicii Domnului” (cod LMI NT-II-m-B-10559.01)
- Turn clopotniță (cod LMI NT-II-m-B-10559.01)

## Istoric și trăsături
Este ctitorie din 1774 a lui Ioil Egumen de Bisericani după cum o arată  inscripția dăltuită în lemn, în limba română, dar cu caractere chirilice, aflată deasupra ușii vechi de la intrarea în biserică: „Această biserică a fost făcută prin silința și cheltuiala lui Ioil, egumen de Bisericani, 1776.IS.HR.NI.KA.”.
Este construită din bârne de brad pe temelie de piatră, în stil specific moldovenesc, cu un plan trilobat, absidele laterale și cea a altarului fiind ușor pronunțate. Pridvorul de la sud și pronaosul ce prelungește spre vest nava bisericii, sunt adaosuri ulterioare, ca și turla cu acoperământ bulbat. Acoperișul de draniță, în două ape, cu margini evazate, se rotunjește la absidele laterale și cea a altarului, închizându-se în unghiuri drepte.
În interior, pridvorul și pronaosul prezintă un acoperământ plan, însă naosul se înalță printr-o elegantă boltă en berceau (semicilindrică), ce se desfășoară până la catapeteasmă. Absidele laterale sunt acoperite în arc, iar altarul este dominat de un arc transversal de susținere spre care converg nervurile unui segment de sferă. Catapeteasma originară este lucrată în lemn de tei și stejar, respectând cu strictețe dispunerea ierarhică și spațială specifică iconografiei creștine ortodoxe. Psihologia personajelor biblice emană un anume hieratism bizantin, cromatica folosită creează o transparență renascentistă, iar frecvența planurilor secundare de inspirație locală trimite cu insistență la frescele de la Mănăstirea Voroneț și Mănăstirea Sucevița. Ușile împărătești sunt tratate preponderent pictural și mai puțin sculptural. Catapeteasma originară, realizată odată cu biserica în secolul al XVIII-lea, se păstrează în Muzeul Mănăstirii Văratec.

## Lucrări de întreținere și restaurare
De-a lungul existenței sale, lăcașul nu a fost niciodată restaurat integral. De altfel, până în 1927-1928 registrele parohiei nu consemnează nici un fel de intervenție asupra bisericii. În 1928 biserica Vânători a fost reparată cu dania credincioșilor. În anul 1955, în timpul păstoririi preotului Neculai Grimalschi se întocmește deviz pentru reparații mai ample la biserică, în valoare de 11.000 de lei, de către Comitetul Executiv al sfatului popular al regiunii bacău, Serviciul tehnic de proiectare.
Era vizat în special acoperișul din draniță care datorită vechimii, începea să se deterioreze. Prin adresa nr. 3179/26 octombrie 1956, parohia este înștiințată că poate executa lucrarea în regie proprie și Sfatul popular al Regiunii Bacău virează pentru lucrare suma de 10.000. Nu se știe din ce motive s-a intervenit numai la jumătate din acoperiș.
În 1962 a fost nevoie din nou de proiect de deviz pentru definitivarea lucrărilor pentru că jumătatea nereparată se degradase rău de tot. Prin Ordinul 11750 al Mitropoliei și Sucevei vine aprobarea pentru lucrare, conform devizului în valoare de 4.500 de lei. De data aceasta o parte din cheltuieli sunt suportate de Departamentul Cultelor de la acea vreme care face o donație substanțială pentru reparațiile ce se impuneau.
La începutul anilor 70 apare o altă problemă. Consiliul parohial împreună cu credincioșii doresc să cumpere un clopot mai mare. Turla bisericii servea drept clopotniță și se constată cu nu putea susține trei clopote. Drept urmare, au ajuns la concluzia că se impunea construirea unei clopotnițe separate. 
În timpul păstoririi pr. Ioan Gherasim au avut loc unele amenajări la biserică. S-a mărit spre vest suprafața bisericii prin desființarea unui zid despărțitor care fusese adăgat mai de demult, nu-și avea rostul și era și inestetic. S-a pavat cu piatră și beton în jurul bisericii. În 1982 s-a schimbat catapeteasma bisericii. Între 1986-1987 s-a înlocuit întreaga scândură care căptușea biserica la exterior. S-a izolat cu vată minerală și carton asfaltat, după care s-au înlocuit scândurile vechi putrezite. S-au înlocuit dușumelele și ușile și s-a schimbat dranița acoperișului. O intervenție deosebită a fost schimbarea draniței de pe acoperiș și instalarea de uluce și burlane pentru scurgerea apei. În anul 1994 parohia a întocmit un proiect, prin S.C. Proiect-Popa-SNC prin care se dorea extinderea pridvorului bisericii din Vânători. Era vorba de extinderea spre sud a bisericii, urmând a se construi pe o suprafață de 25,25 m.p., utilă 20,25 m.p., valoarea devizului era pentru vremea aceea 1.750.000 lei. Motivația parohiei a fost că biserica nu era destul de încăpătoare. Biserica fiind înconjurată de cimitir, la unele înmormântări sau sărbători mai mari oamenii erau nevoiți să stea și pe afară, neîncăpând în biserică. Se arăta de asemenea că extinderea nu va afectă aspectul bisericii și va sluji oamenilor, adică își va îndeplini misiunea pentru care a fost ridicată. Lucrarea nu s-a realizat, cu toate insistențele părintelui Ioan Gherasim, pentru că nu s-a obținut aprobarea.

## Imagini din exterior

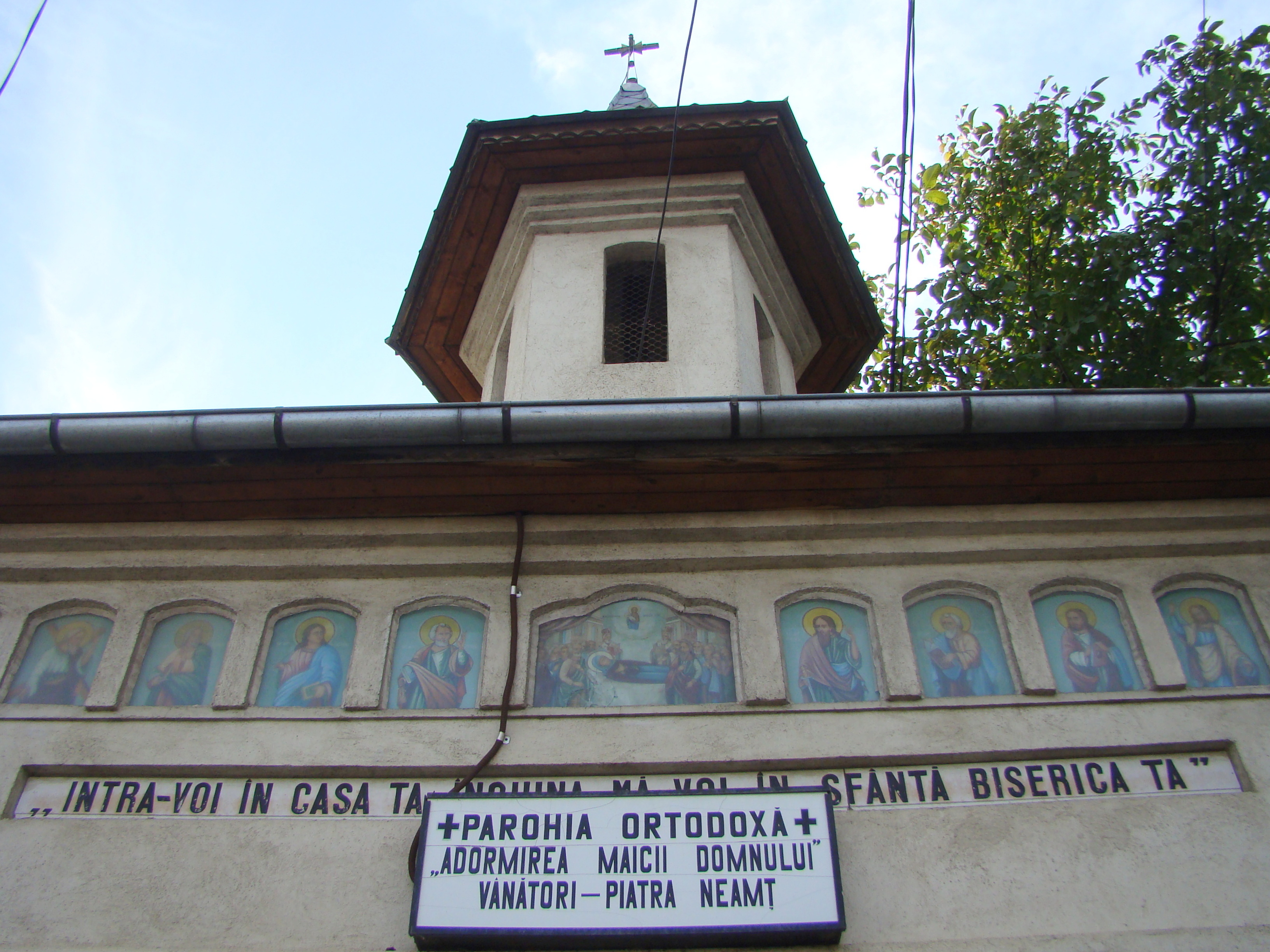
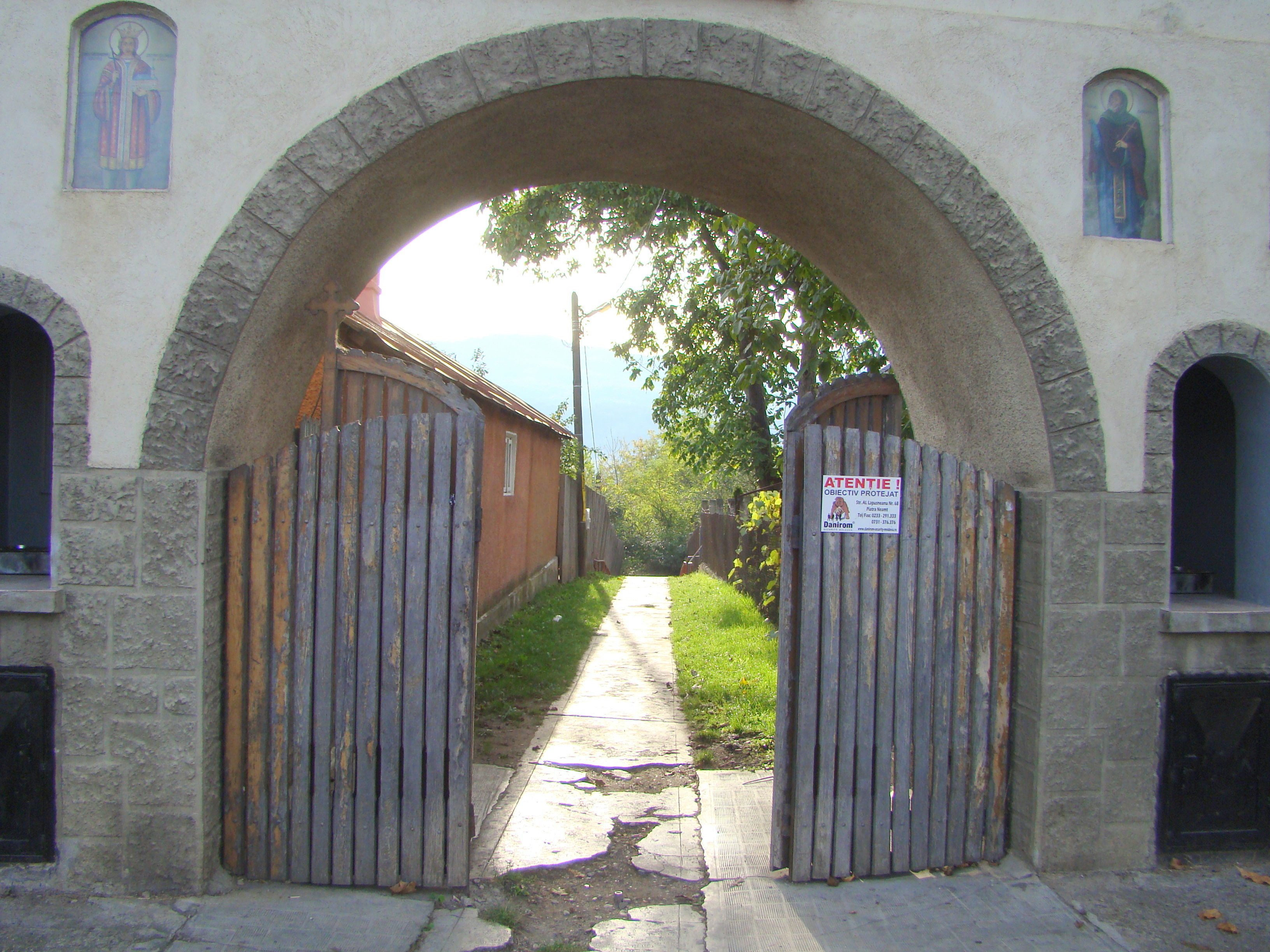
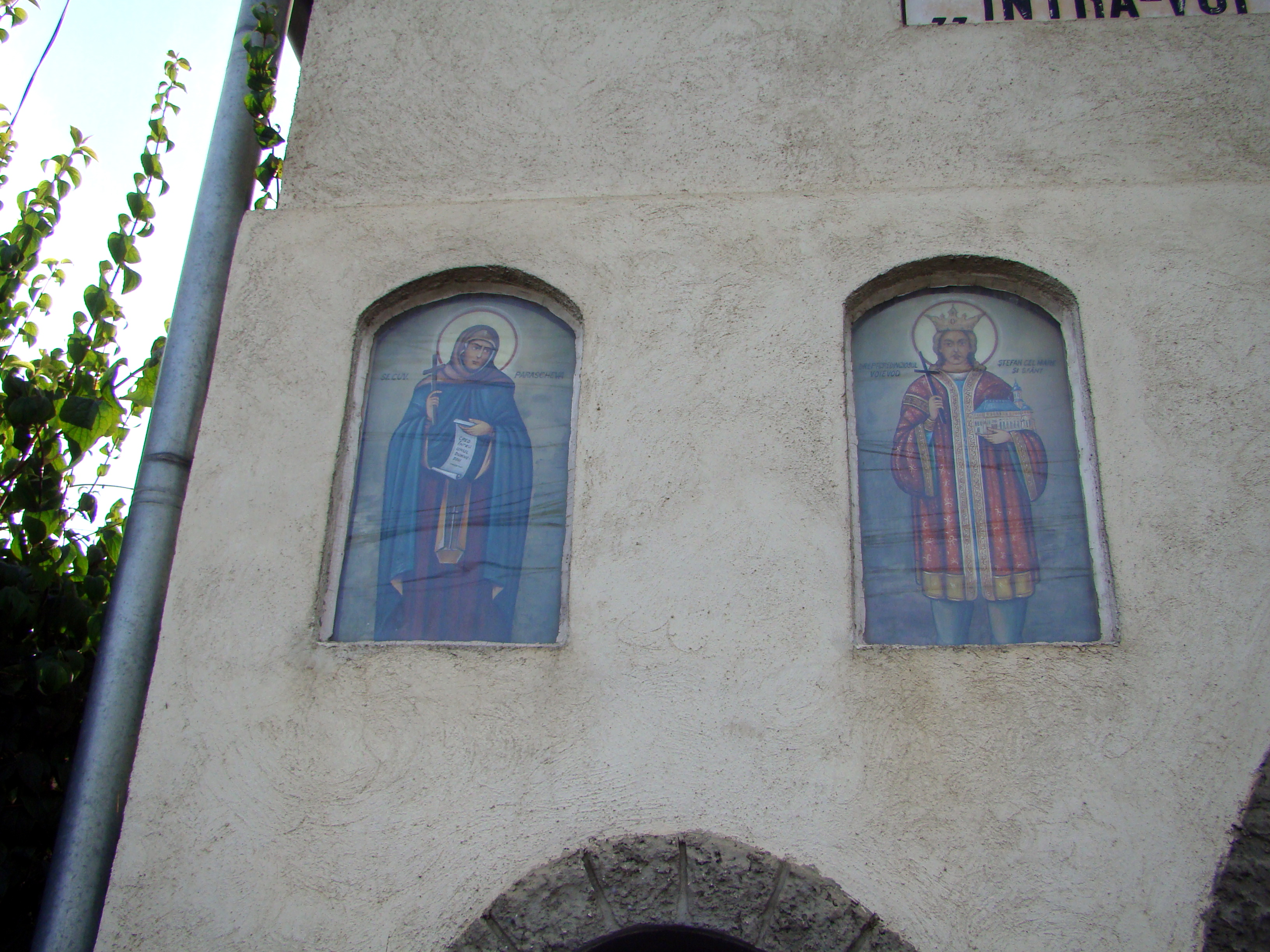
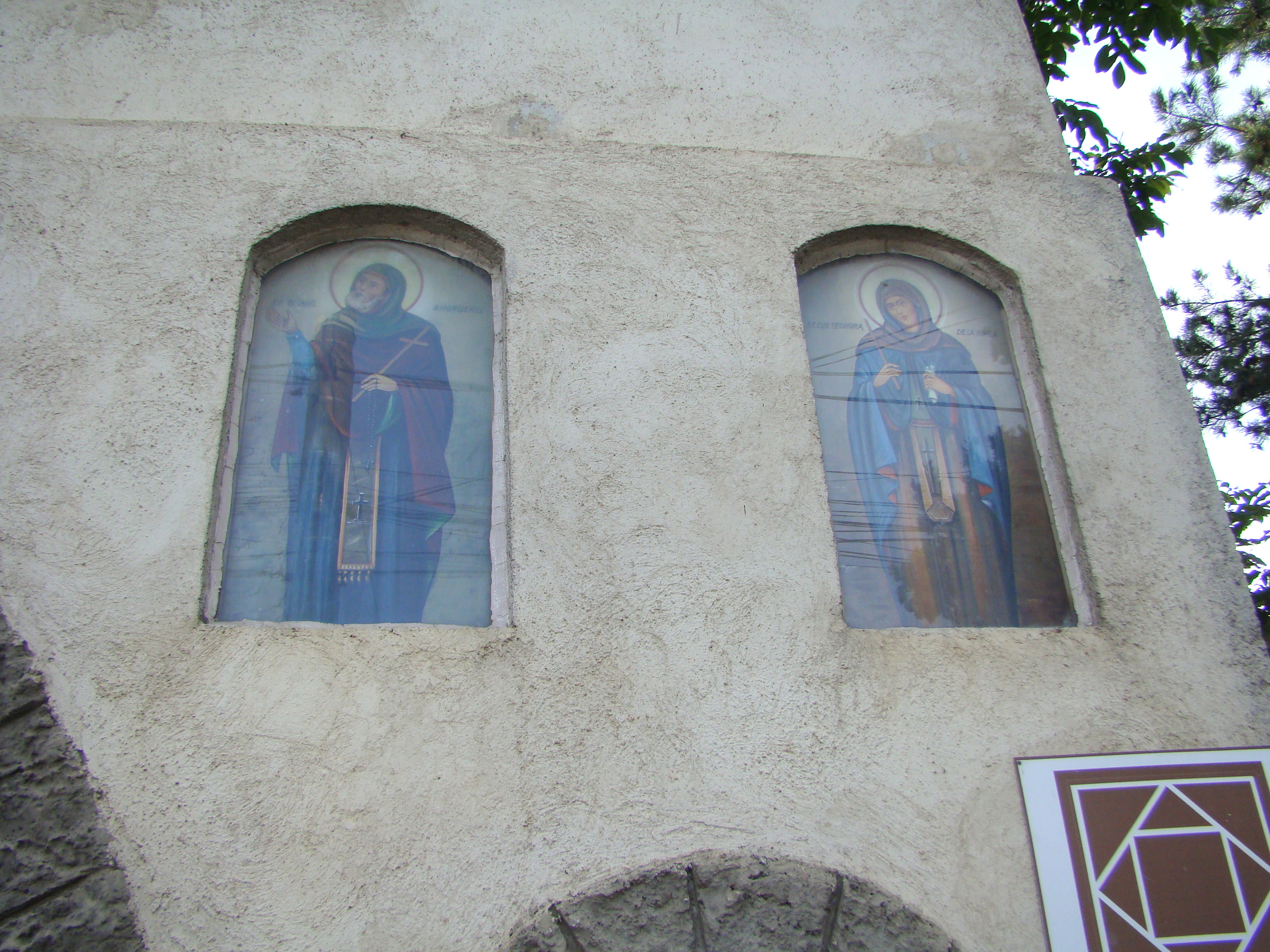
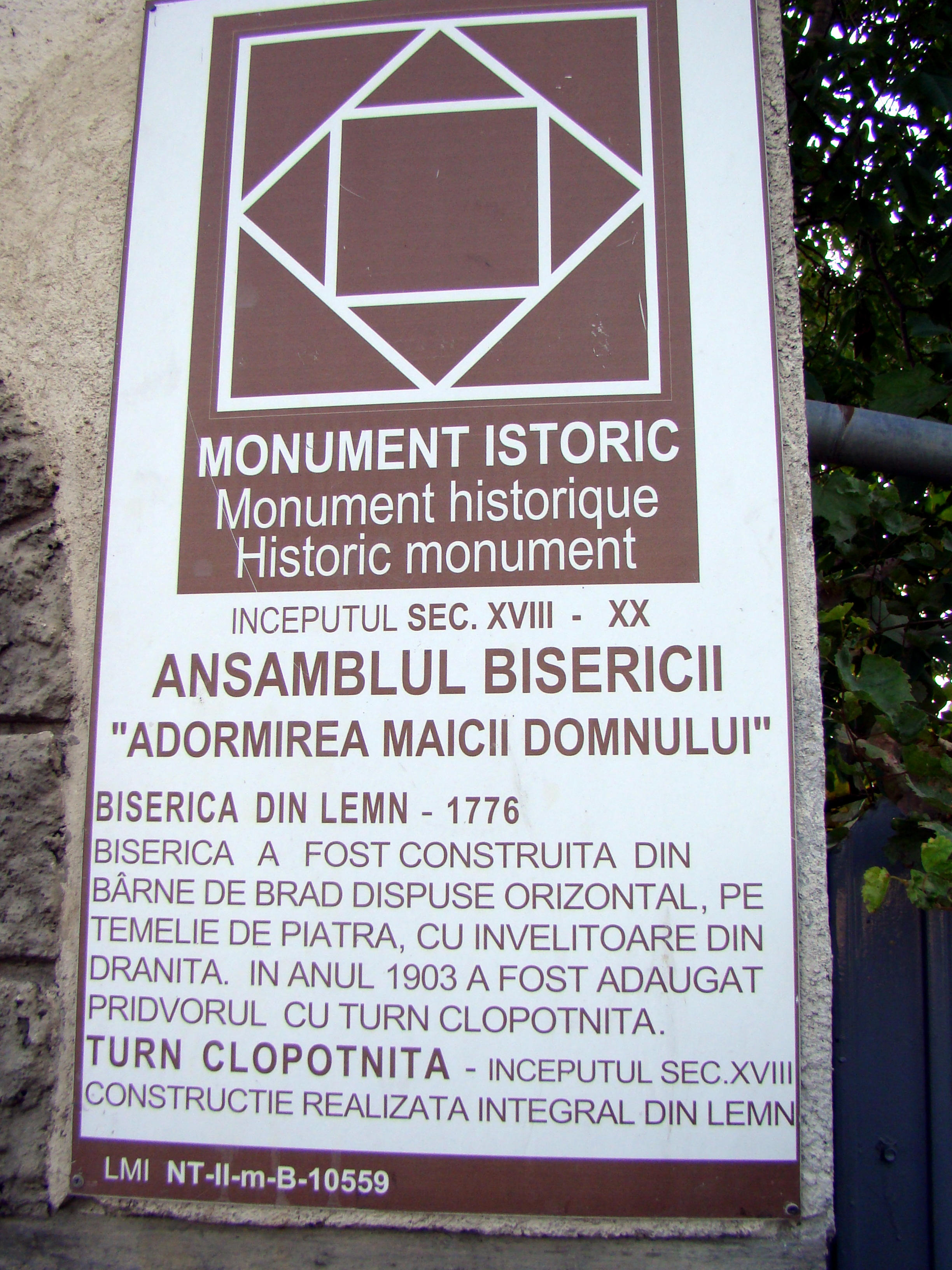
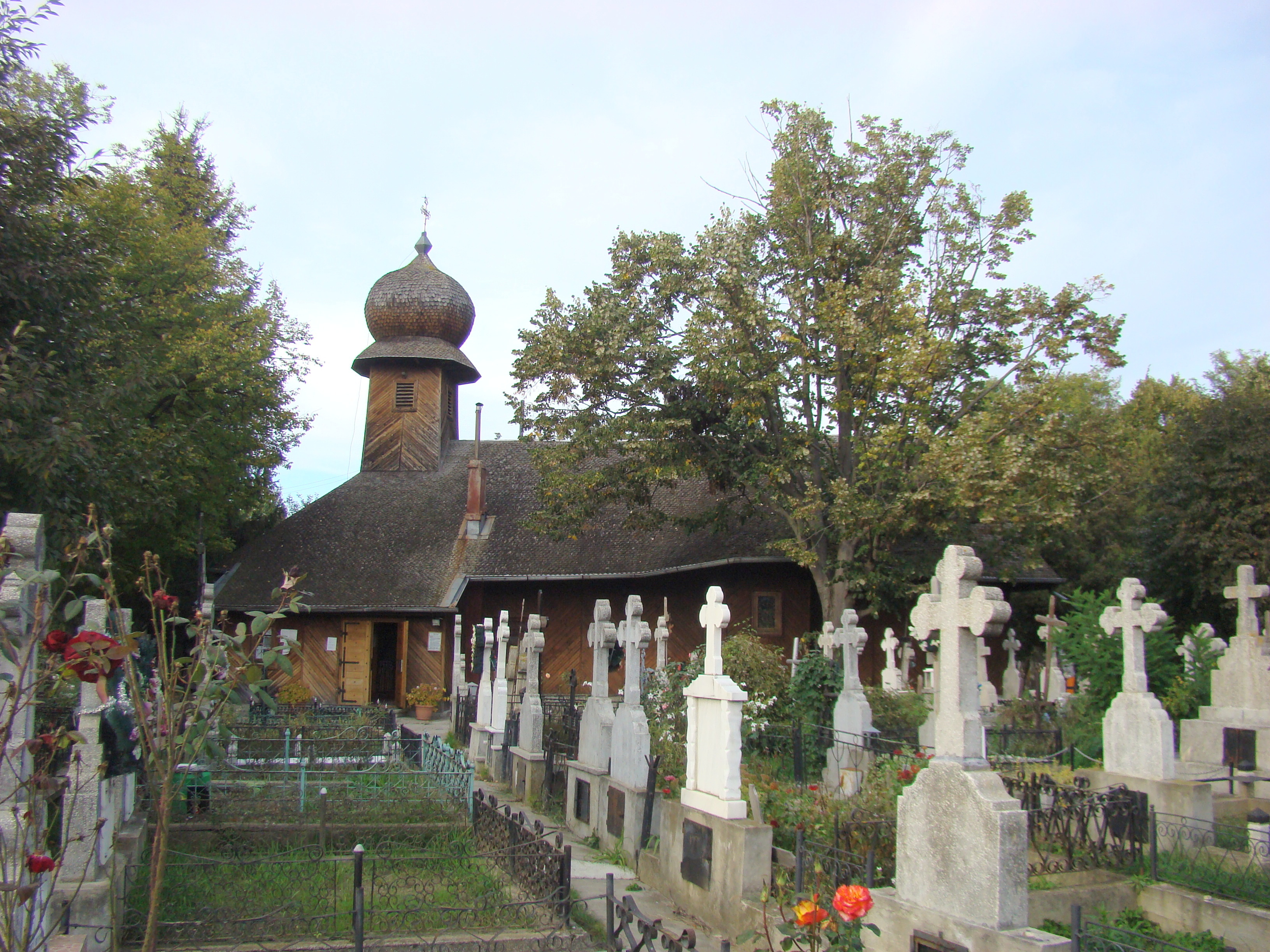
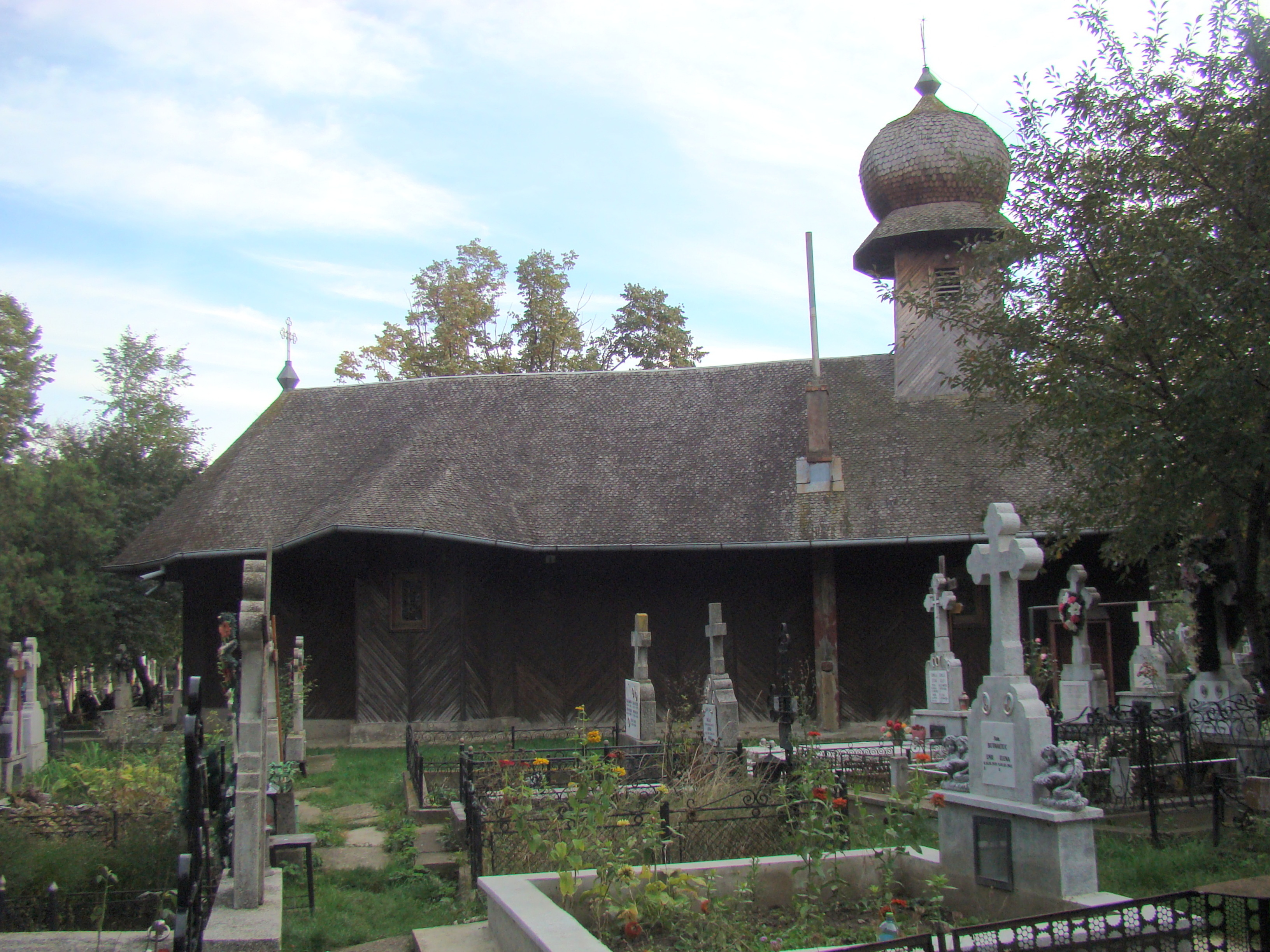
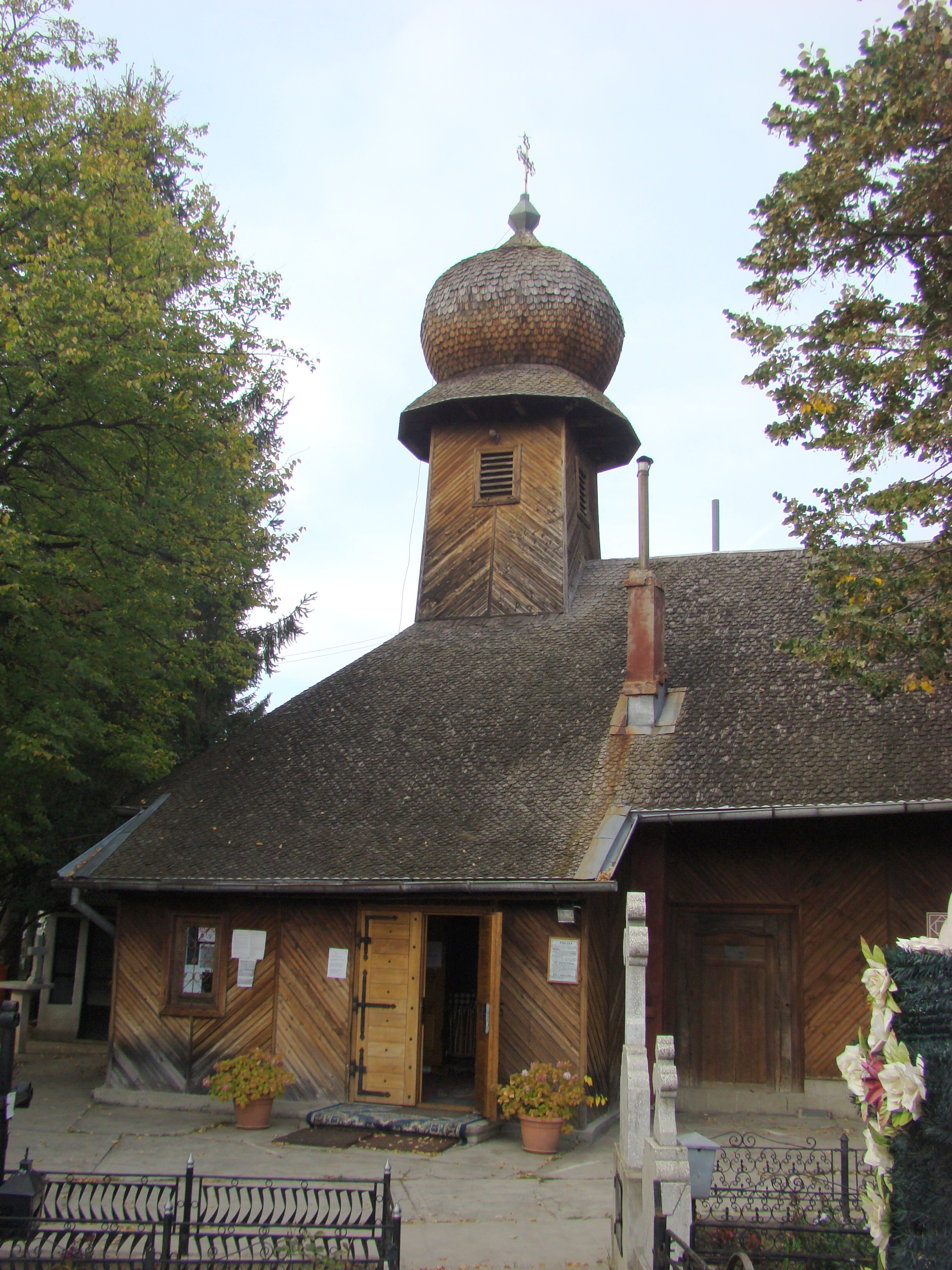
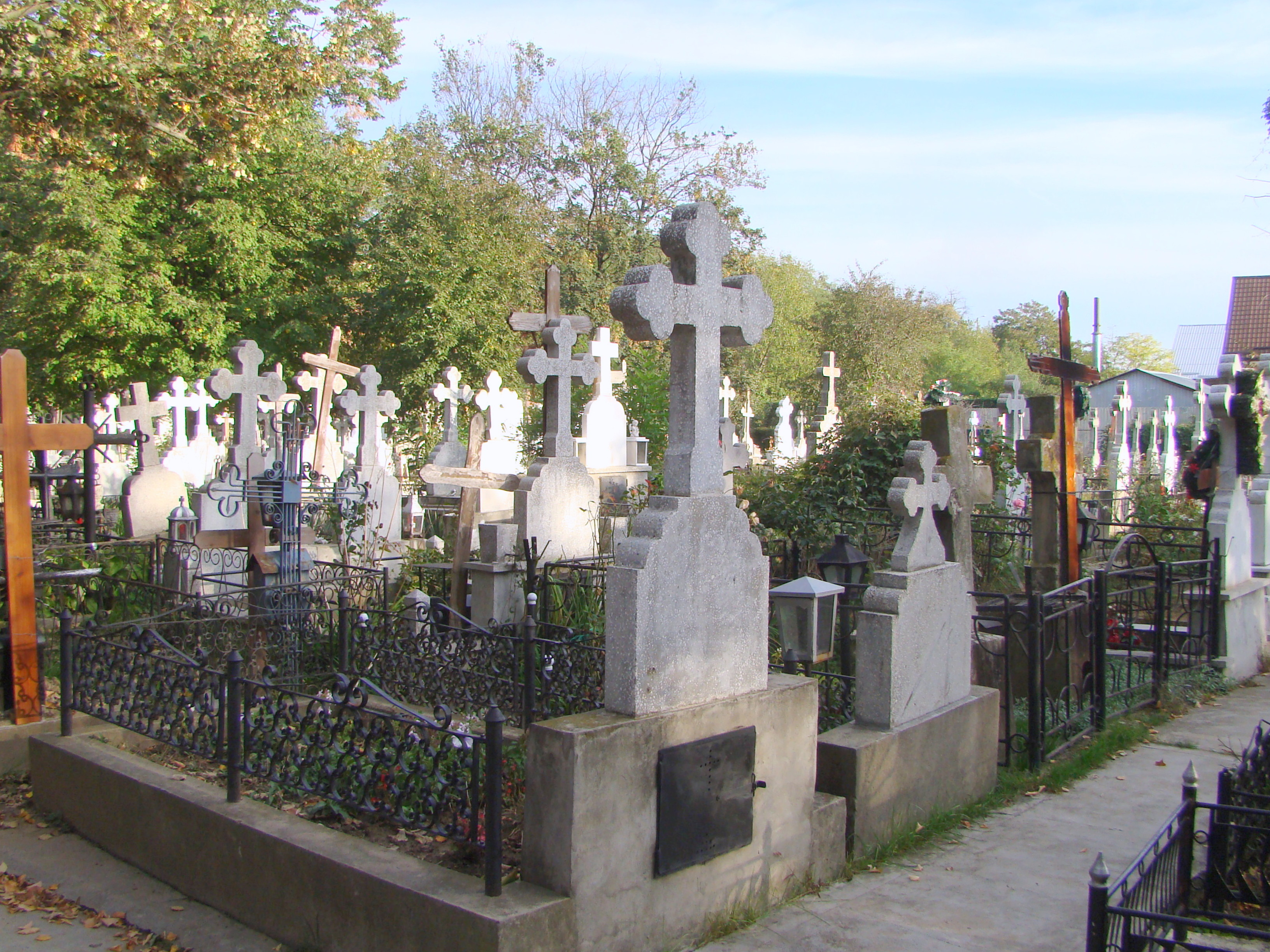
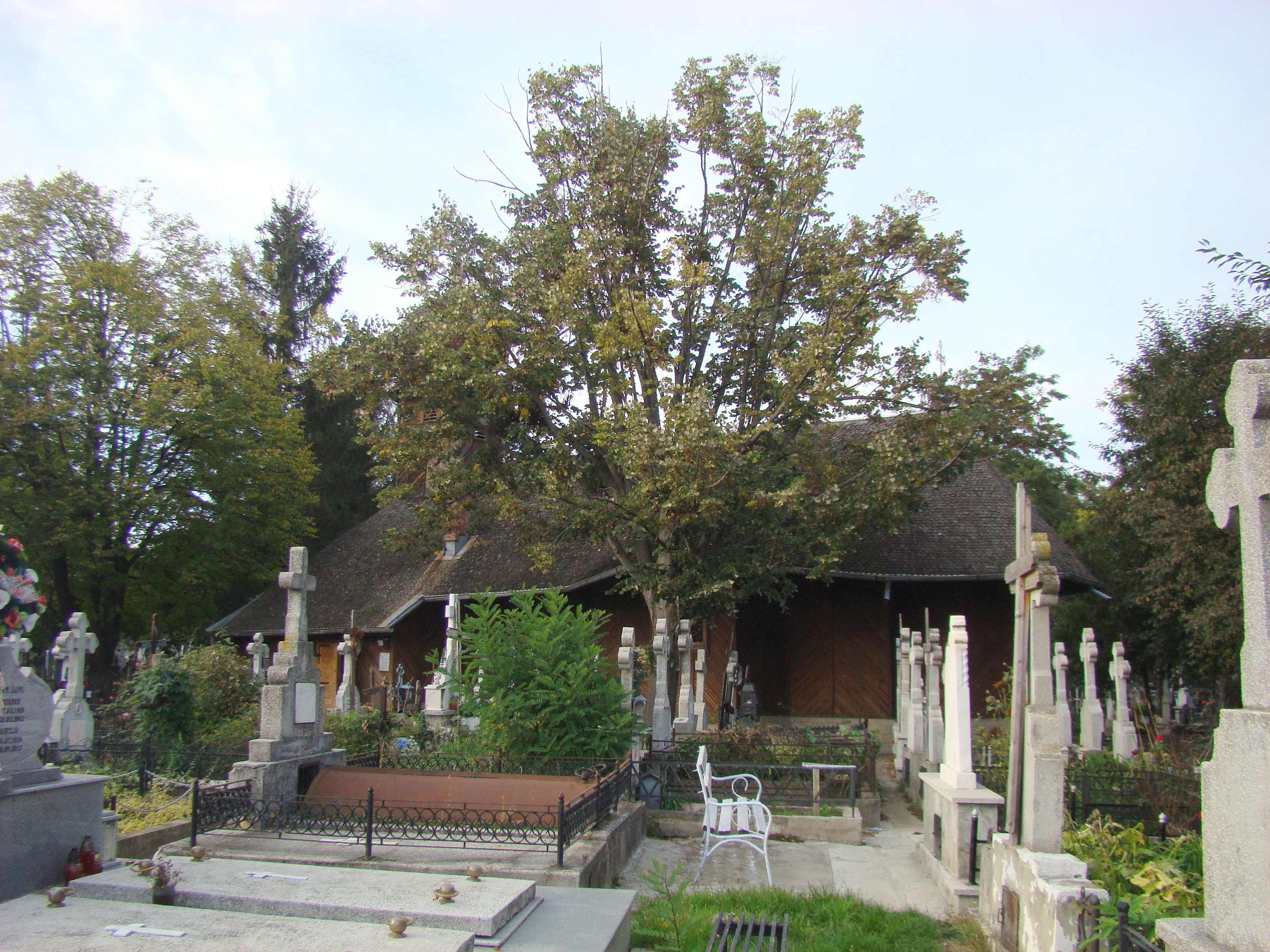
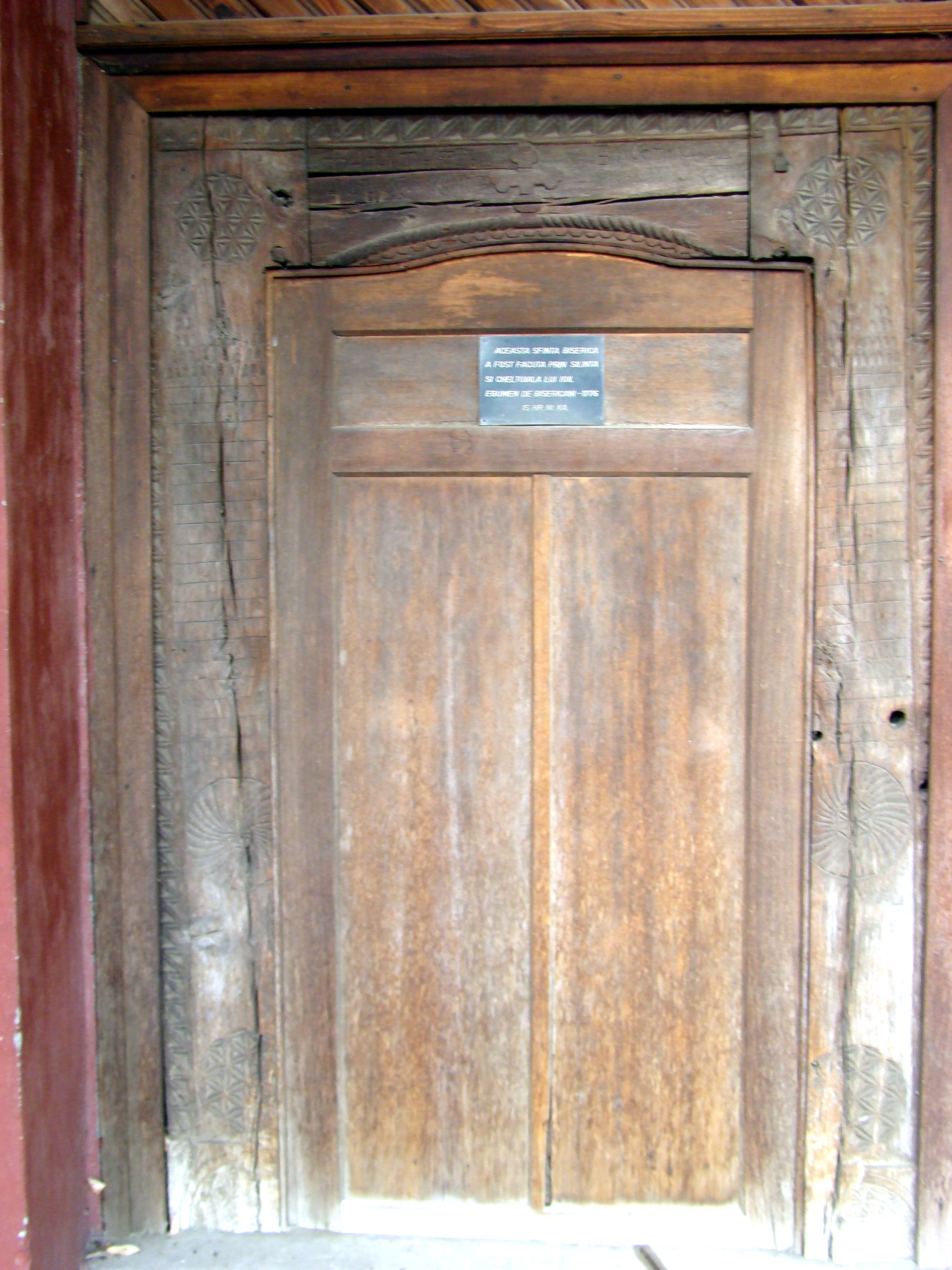
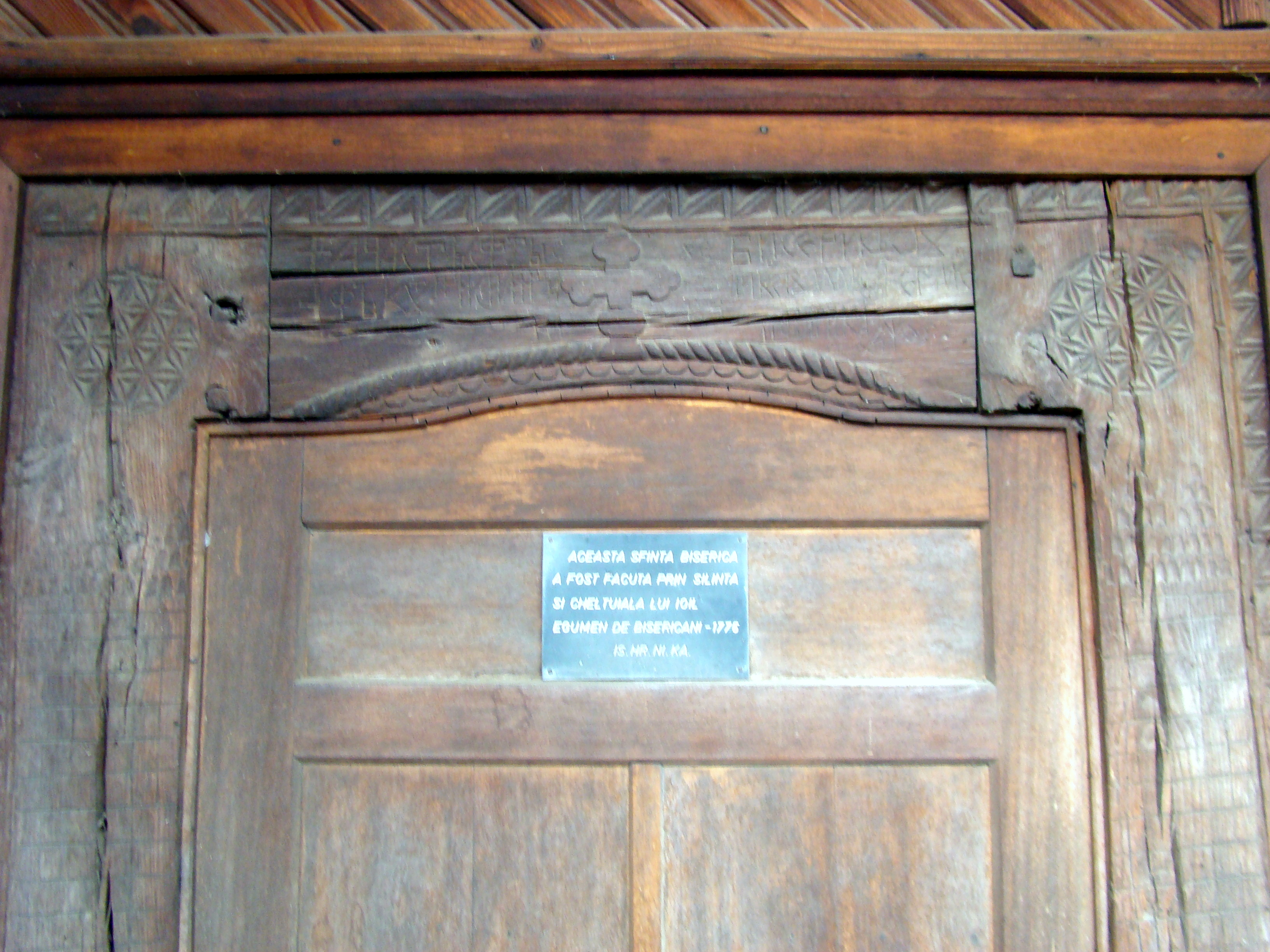
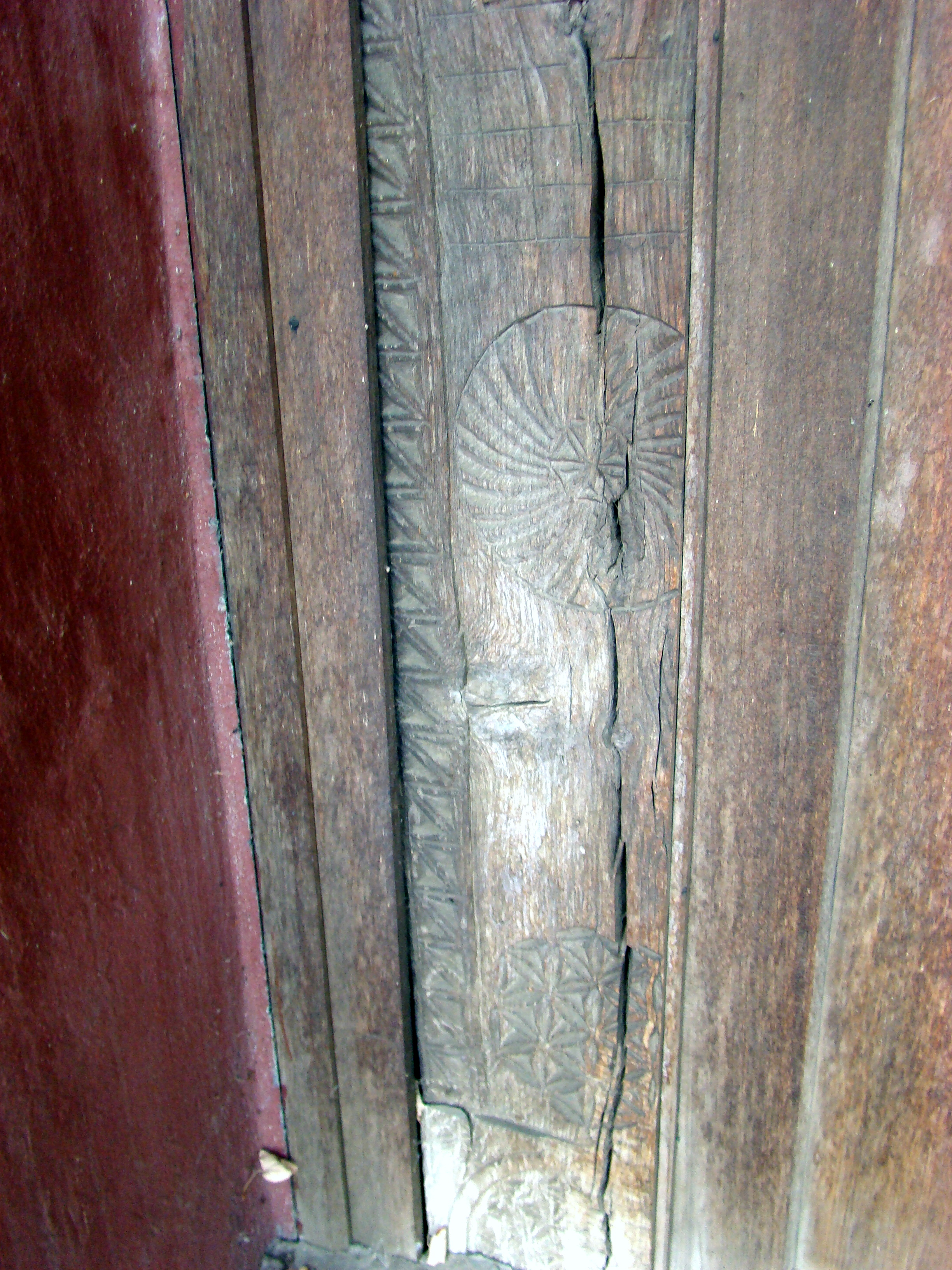
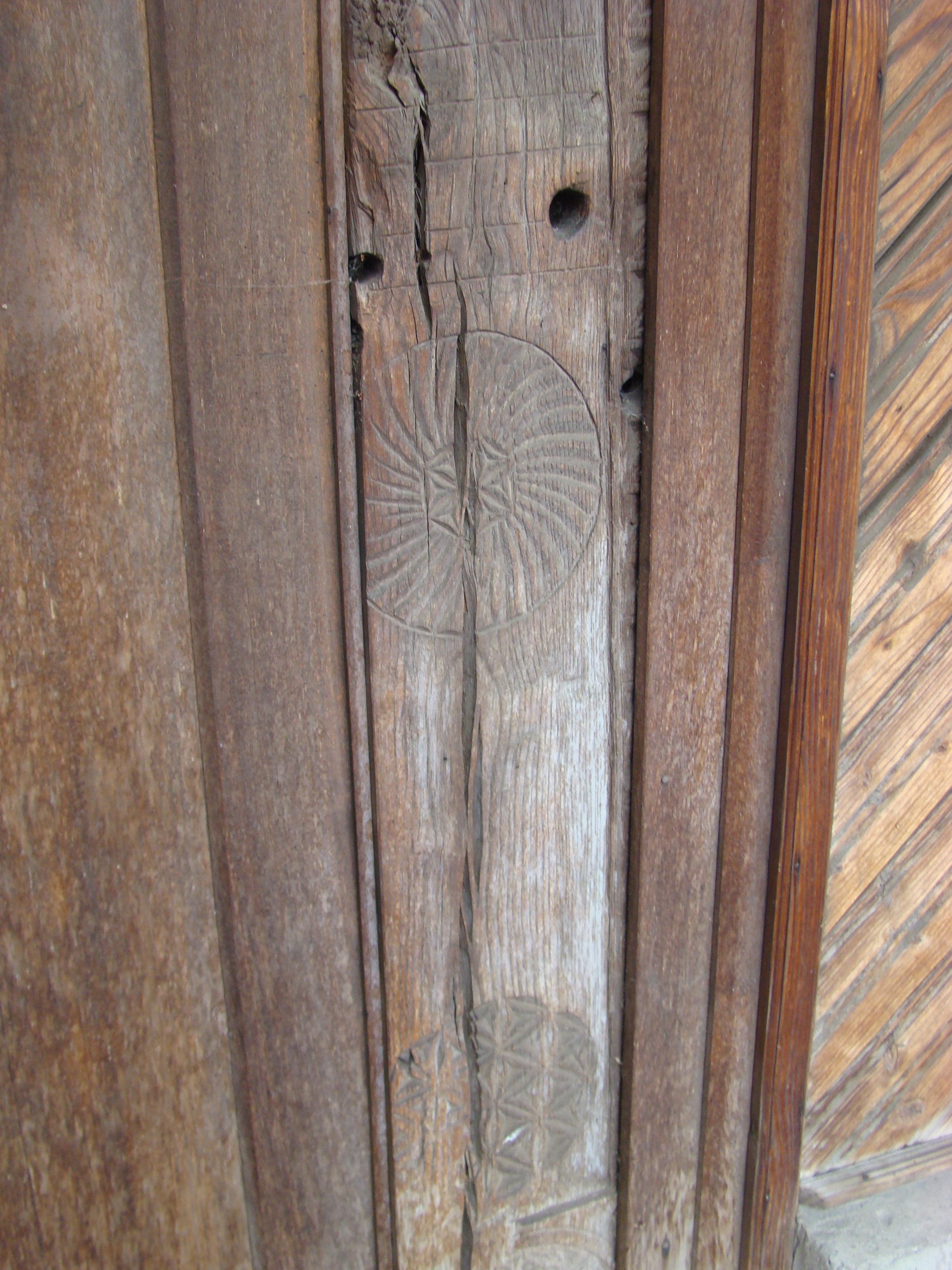
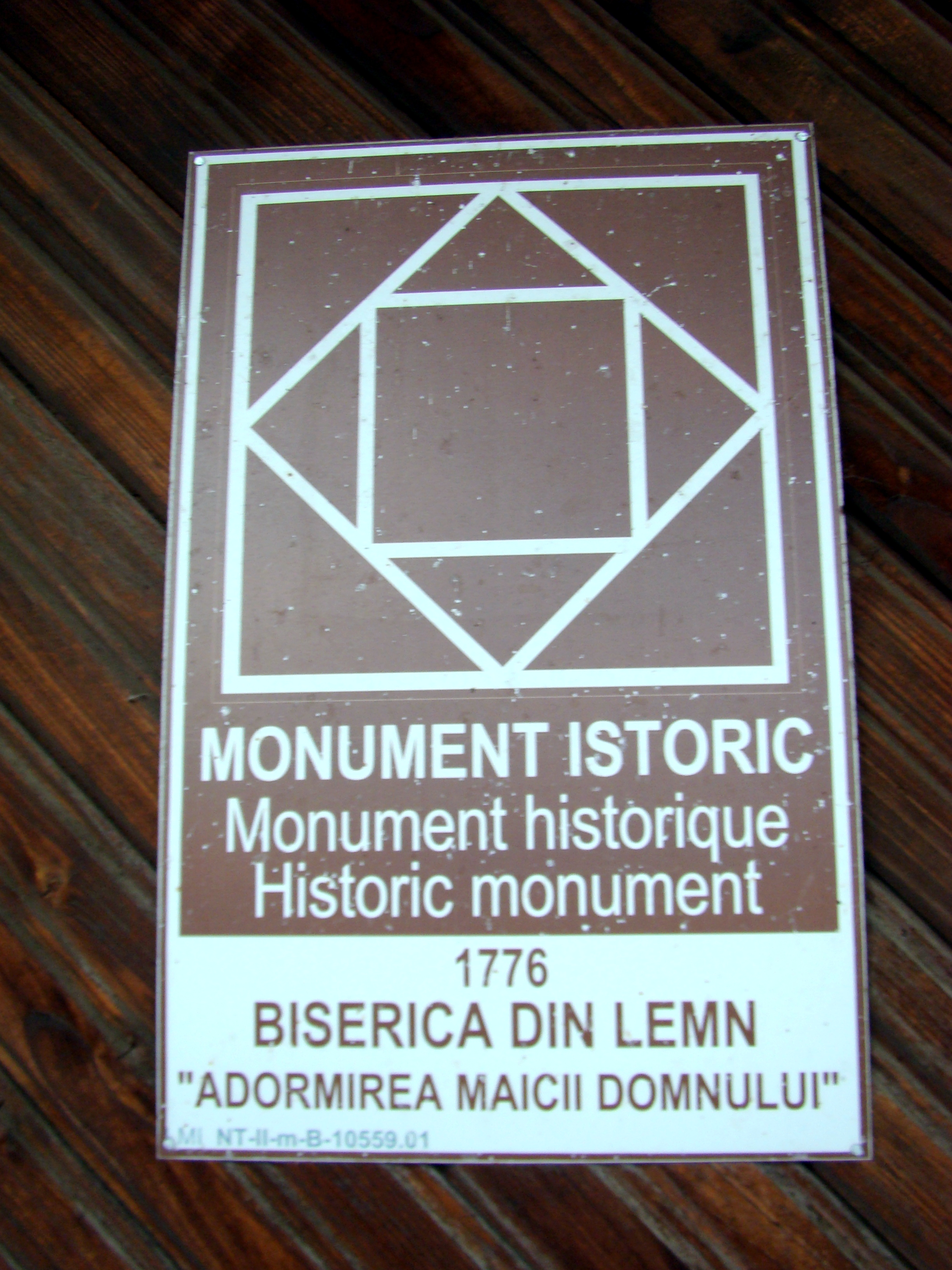
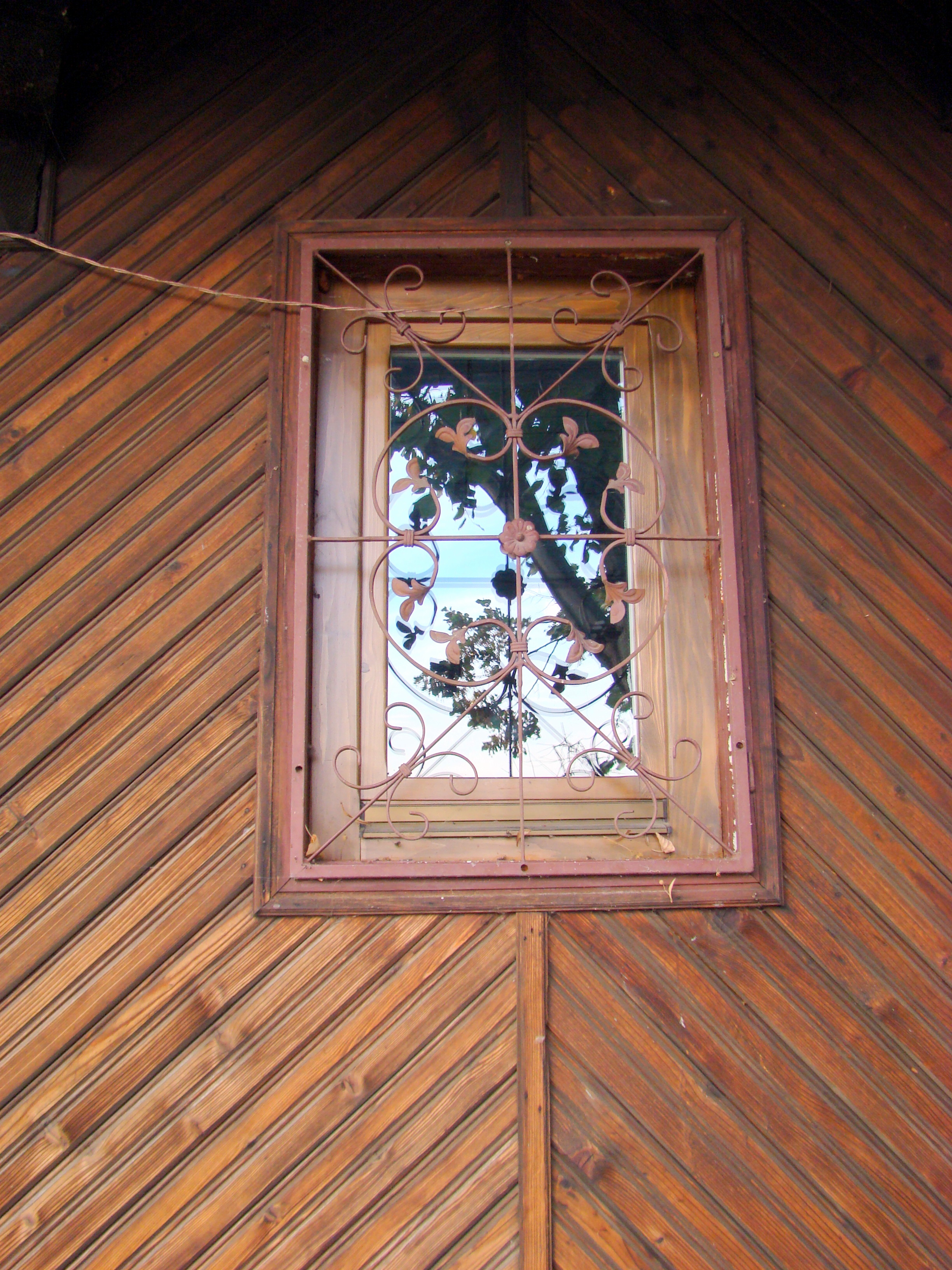
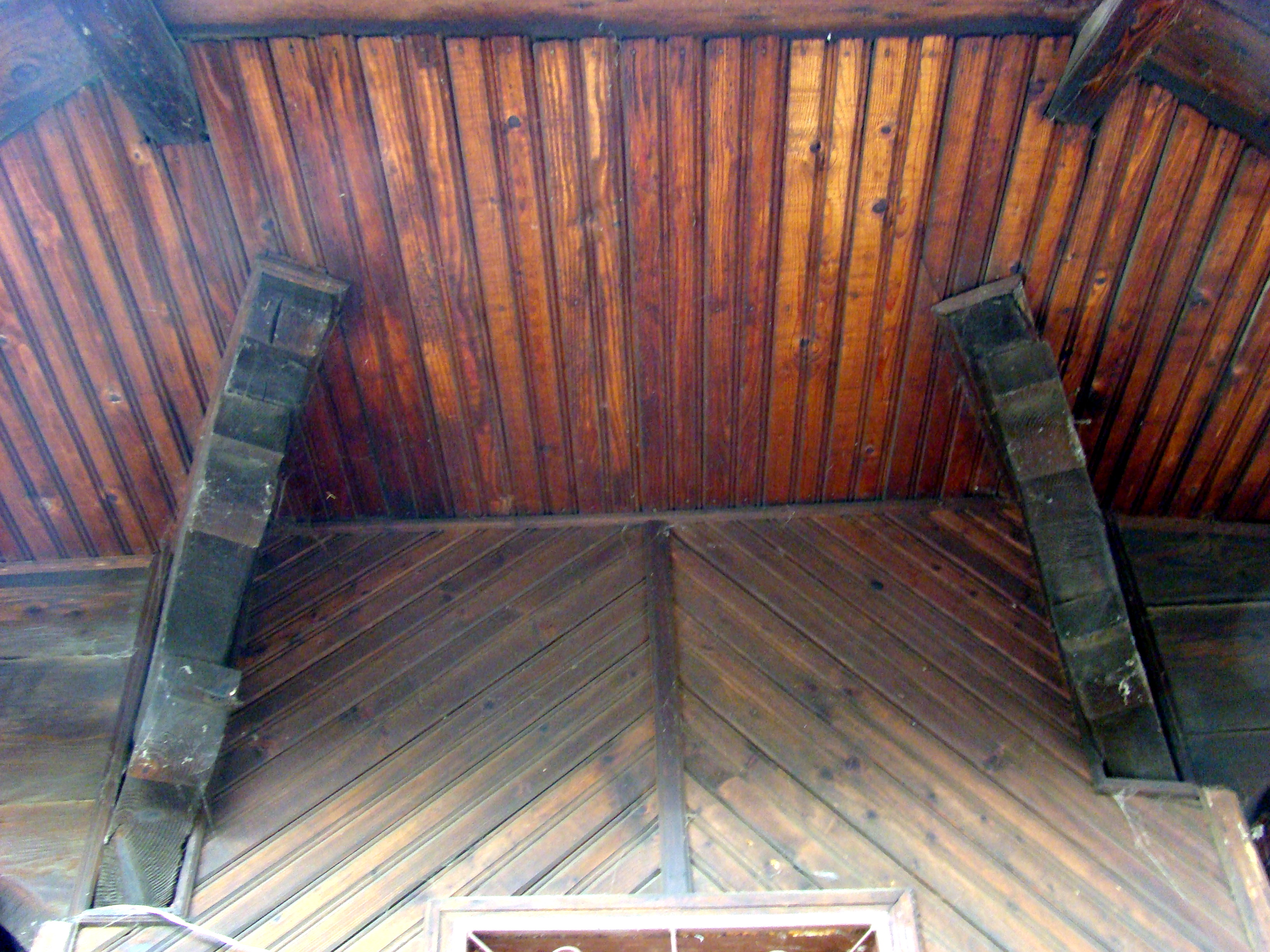
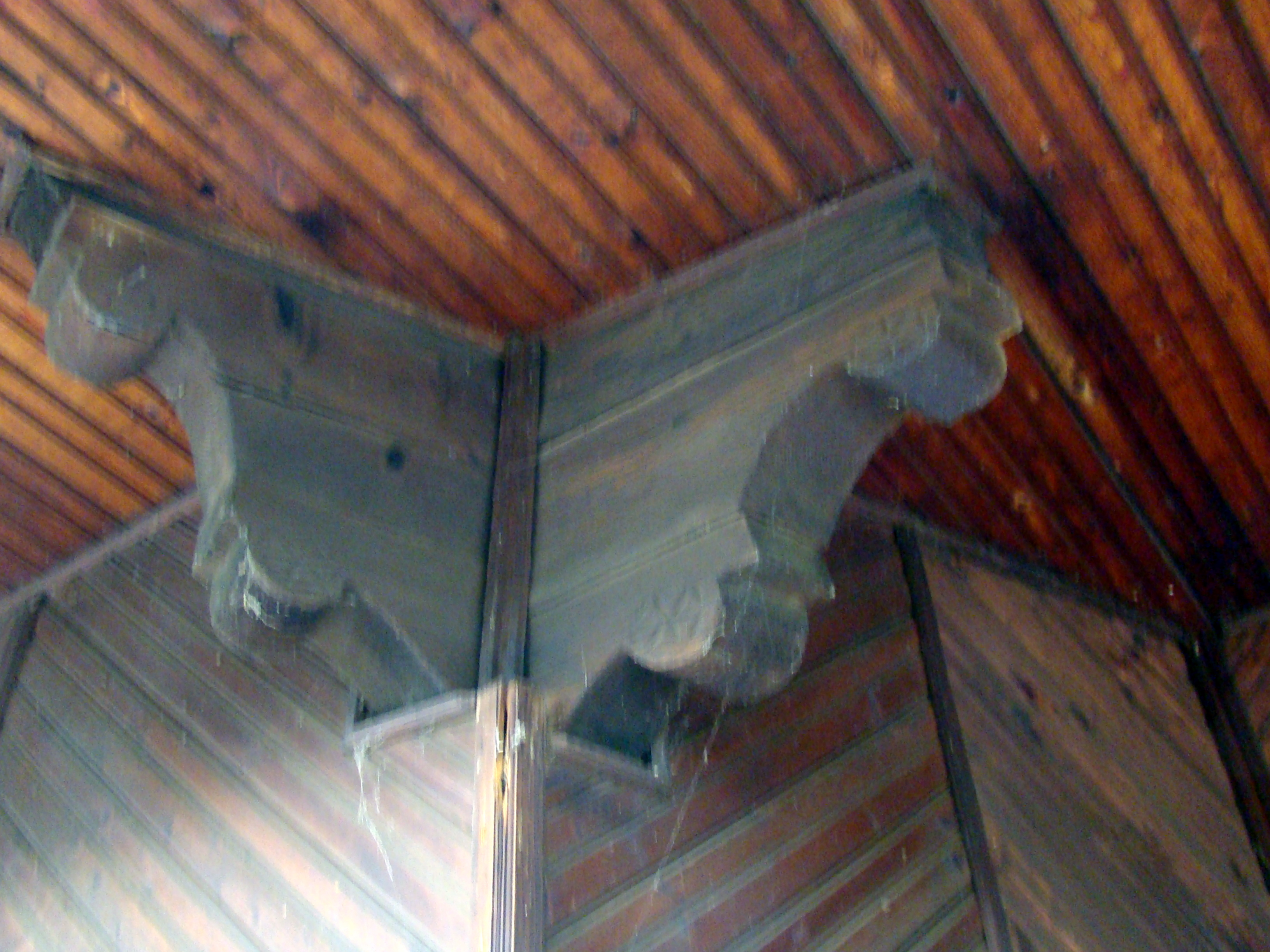
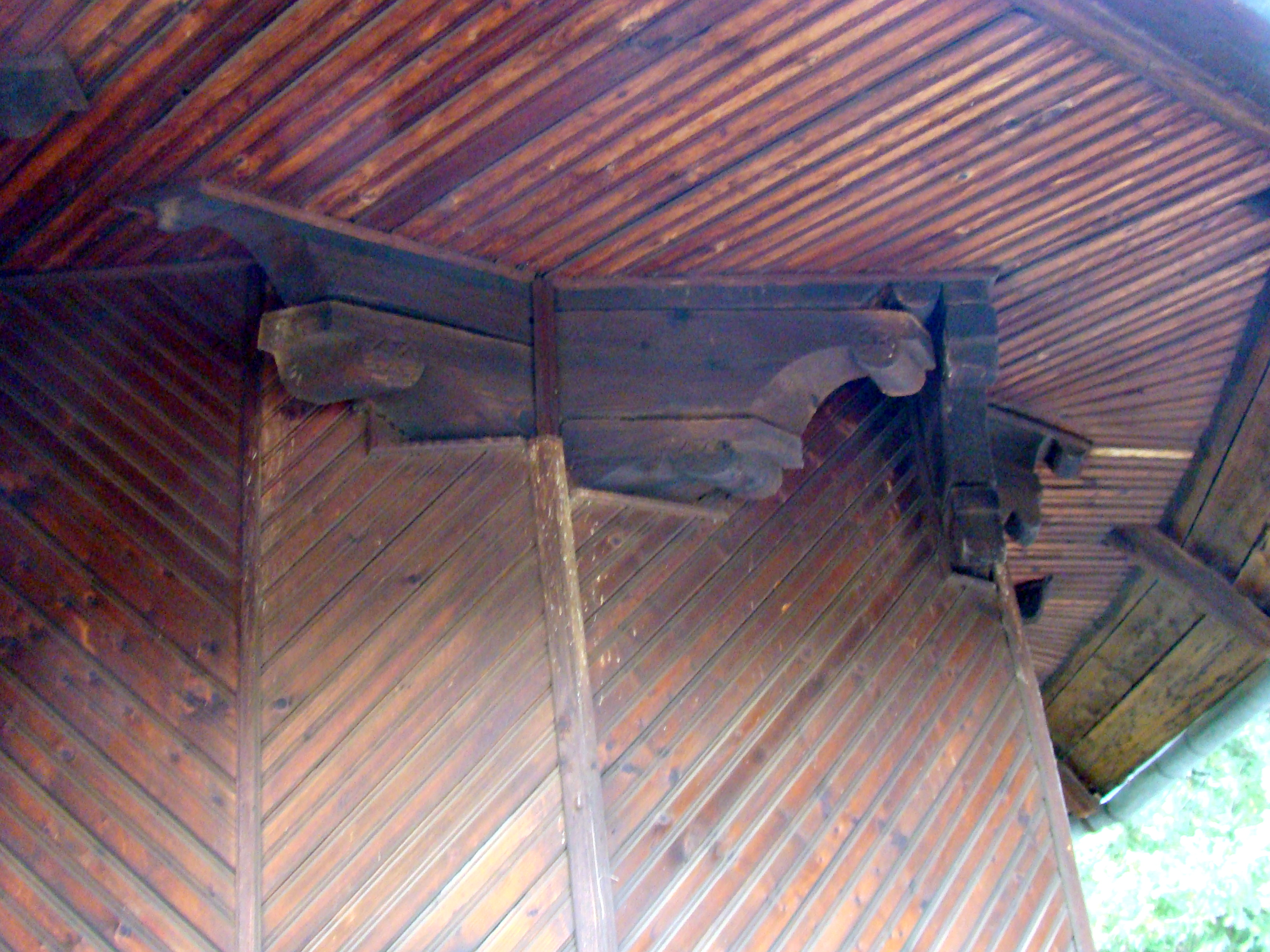
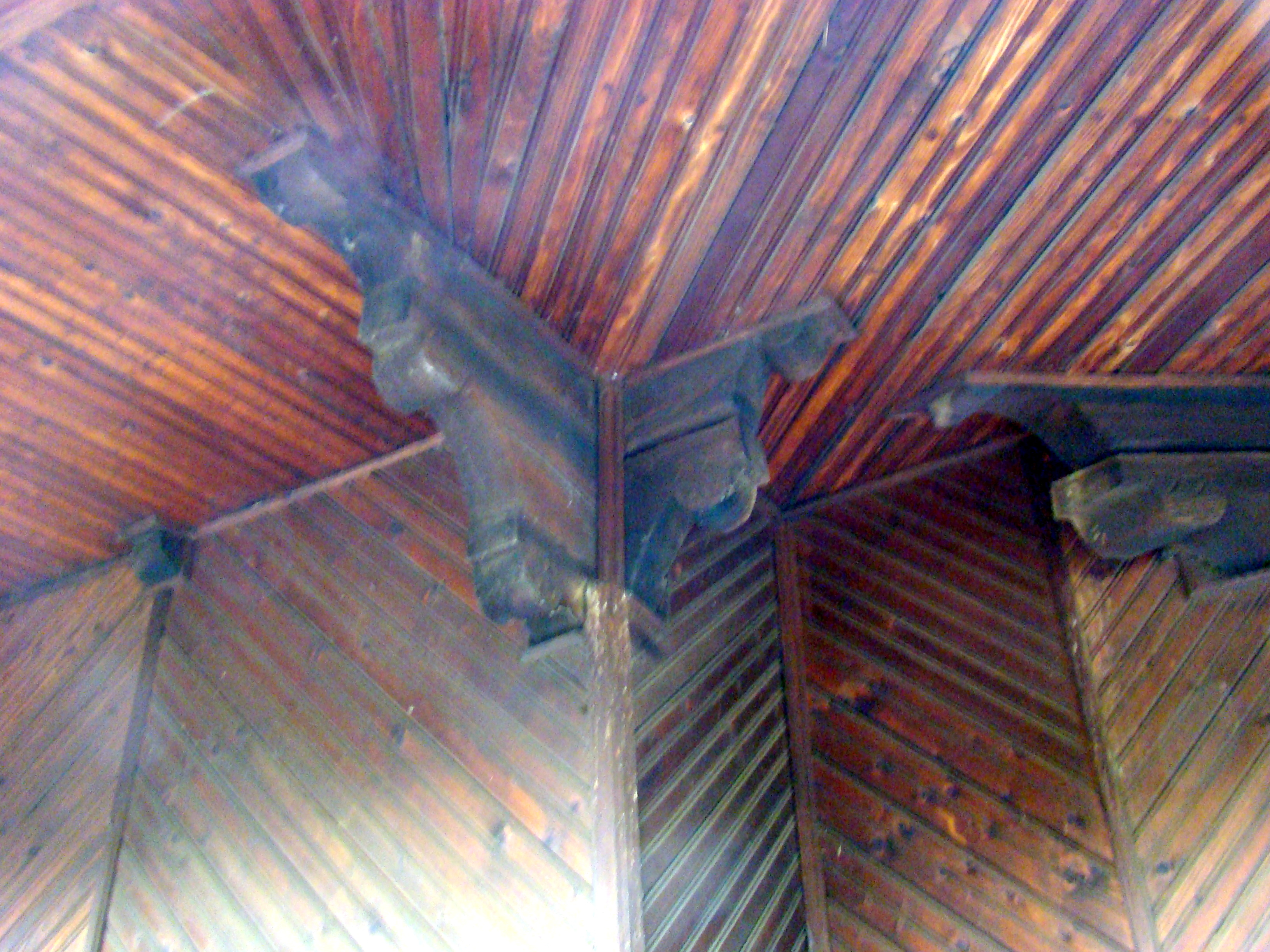
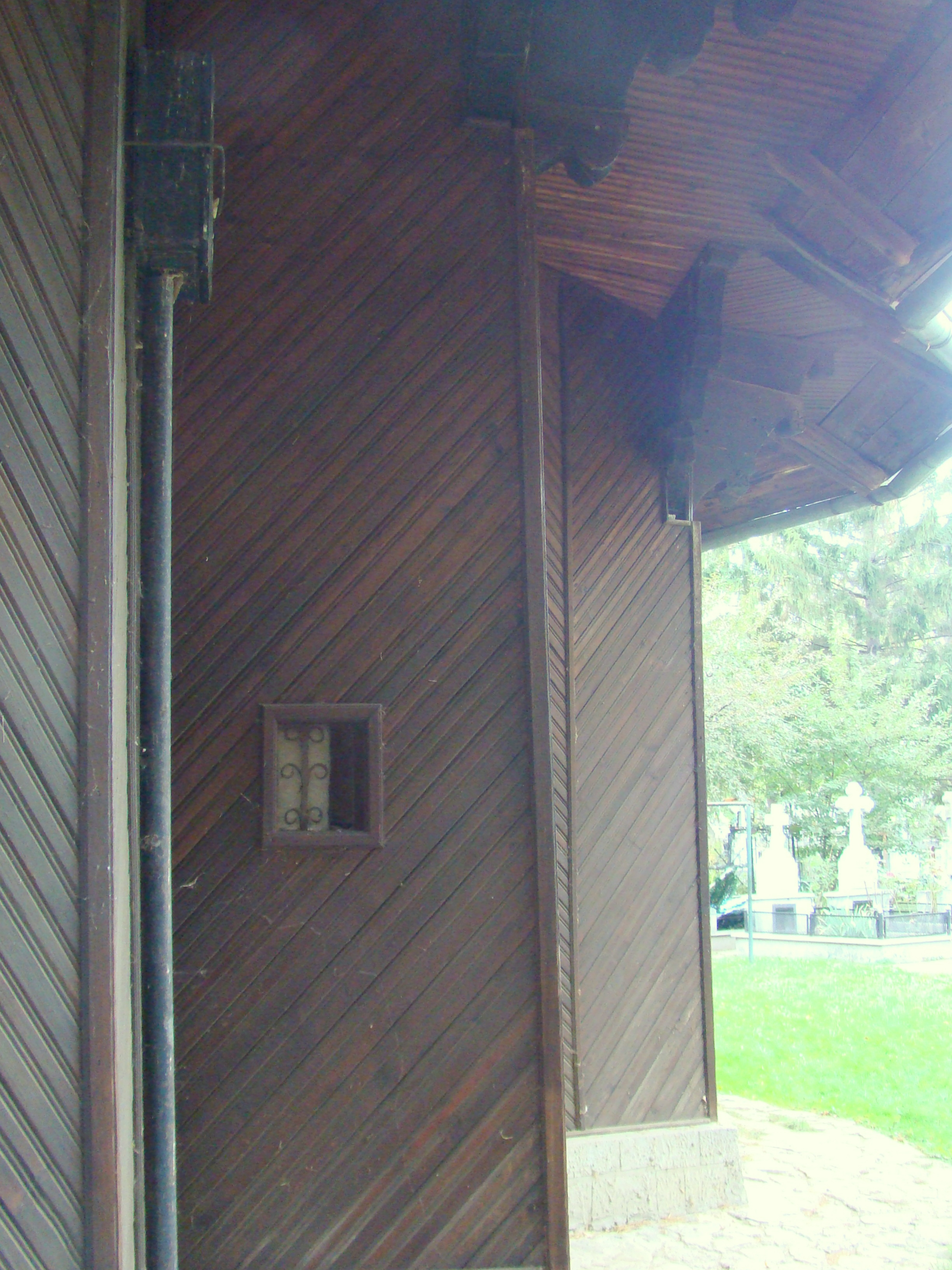
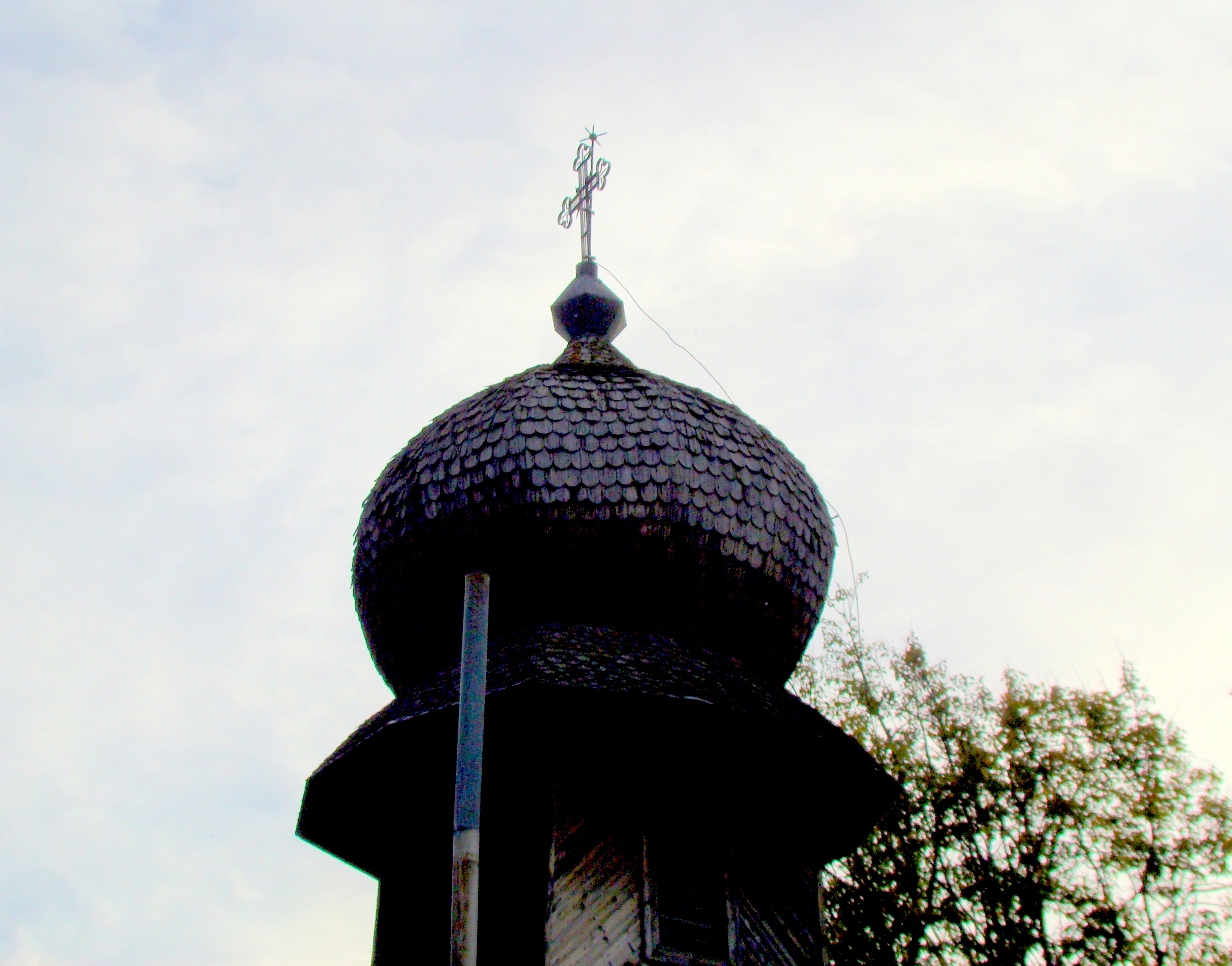
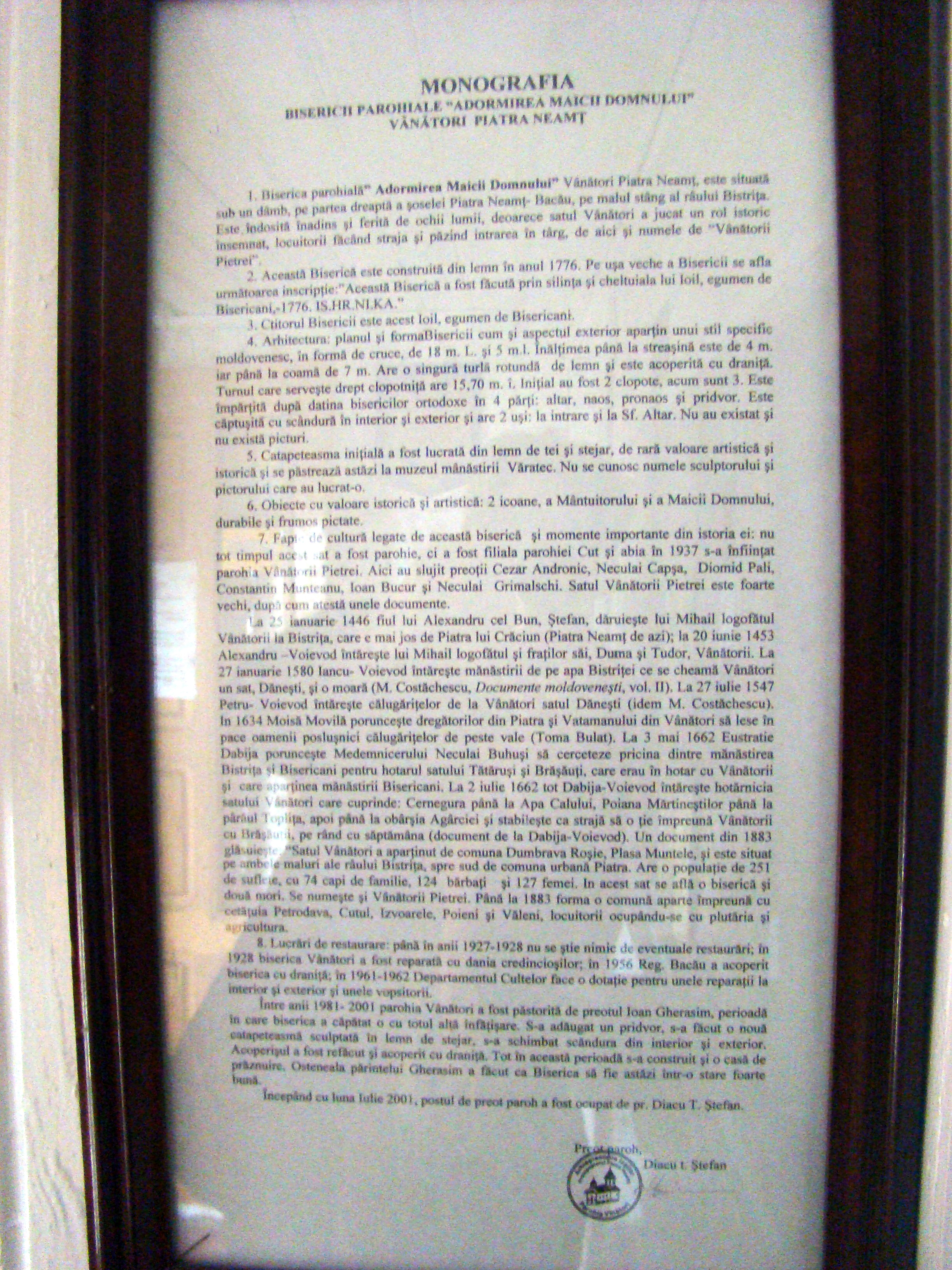
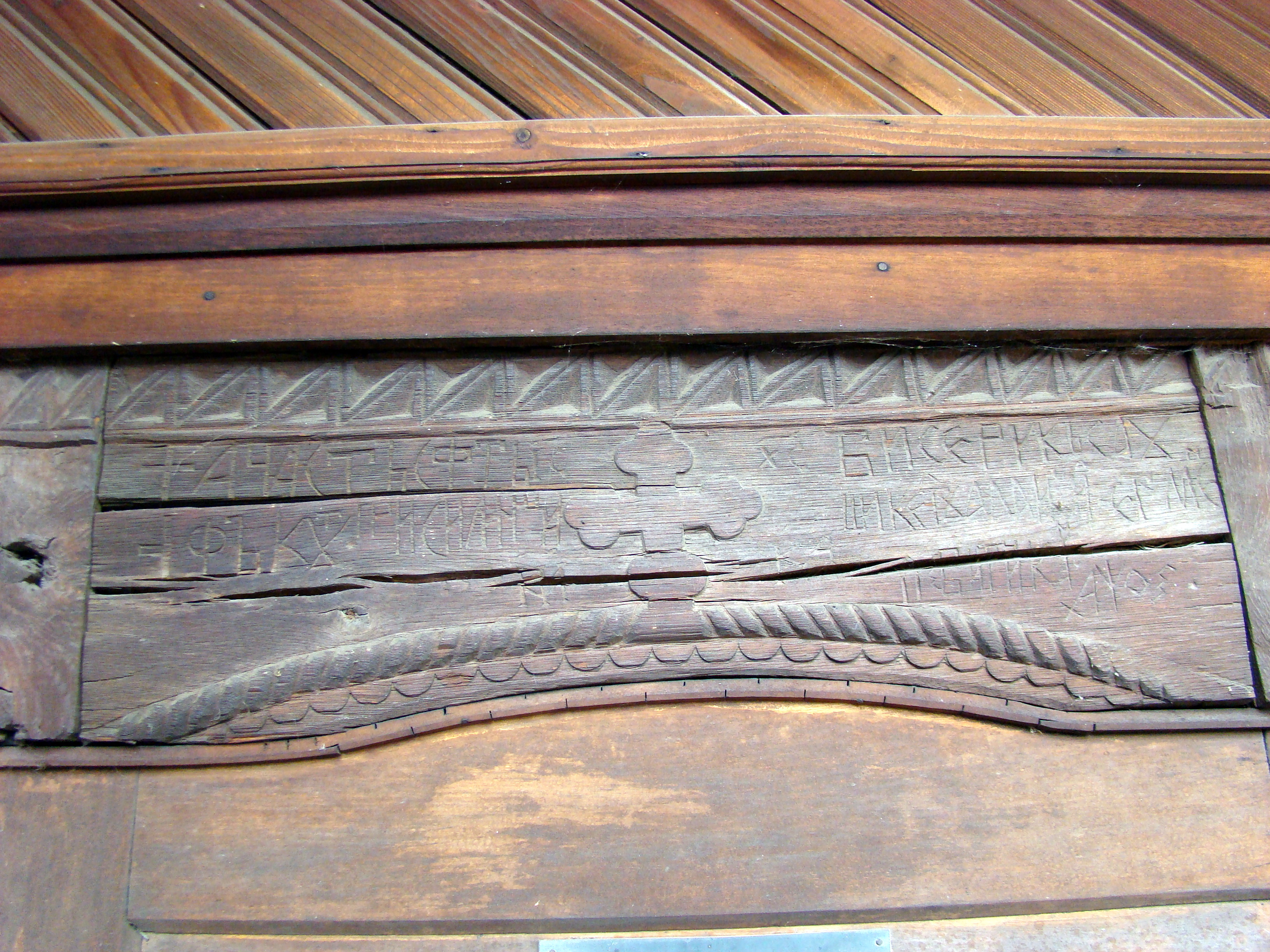
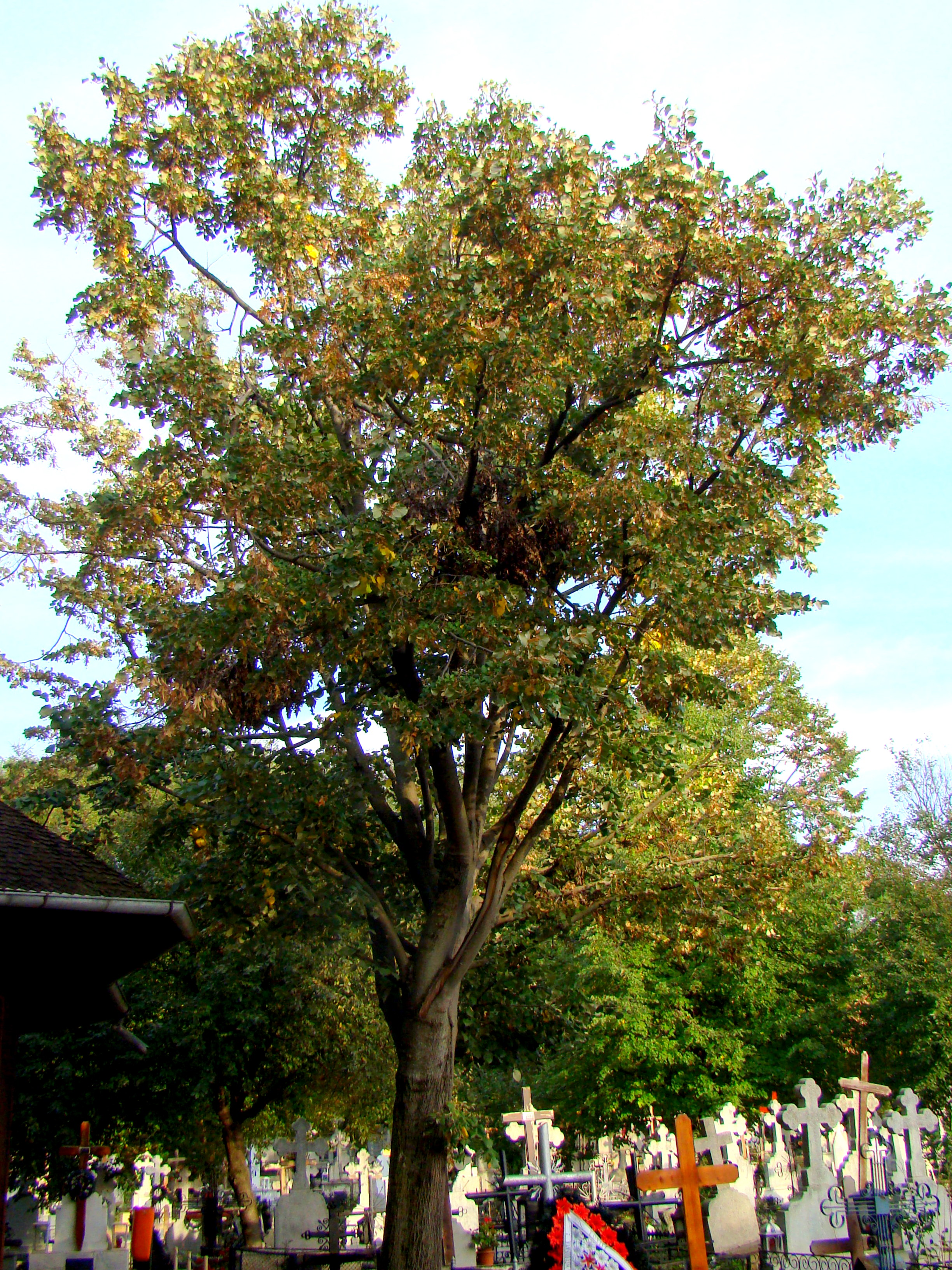
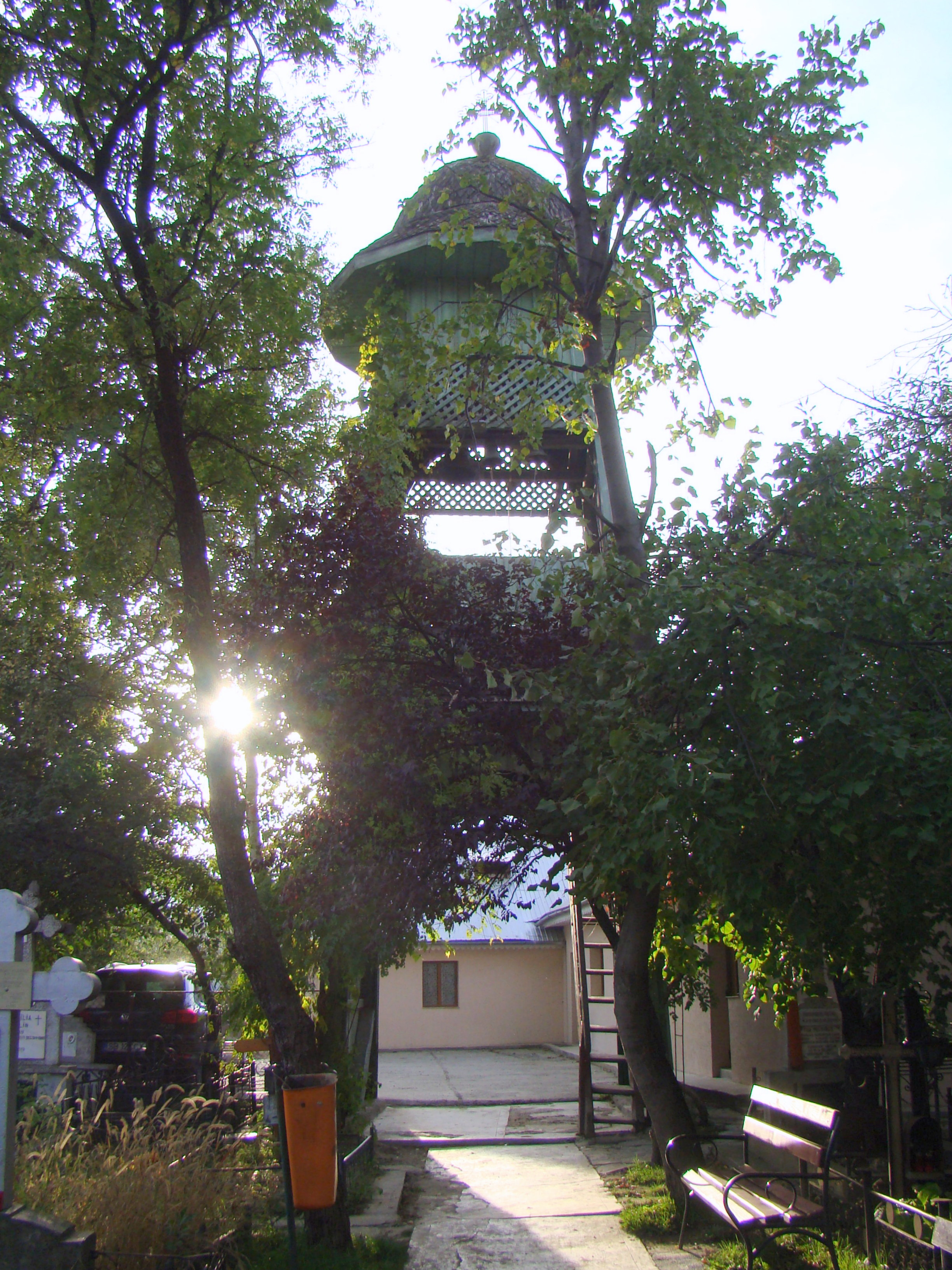
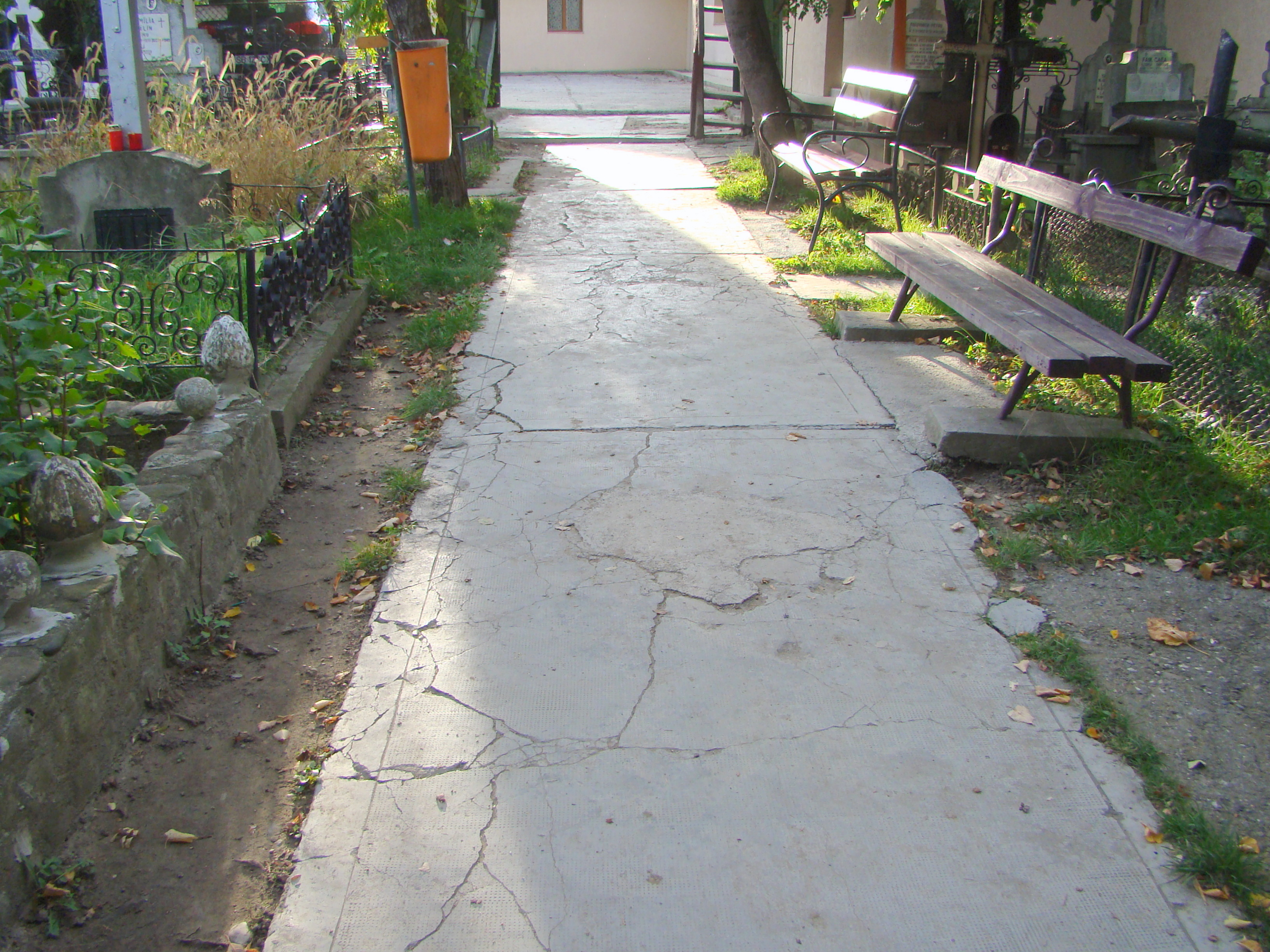
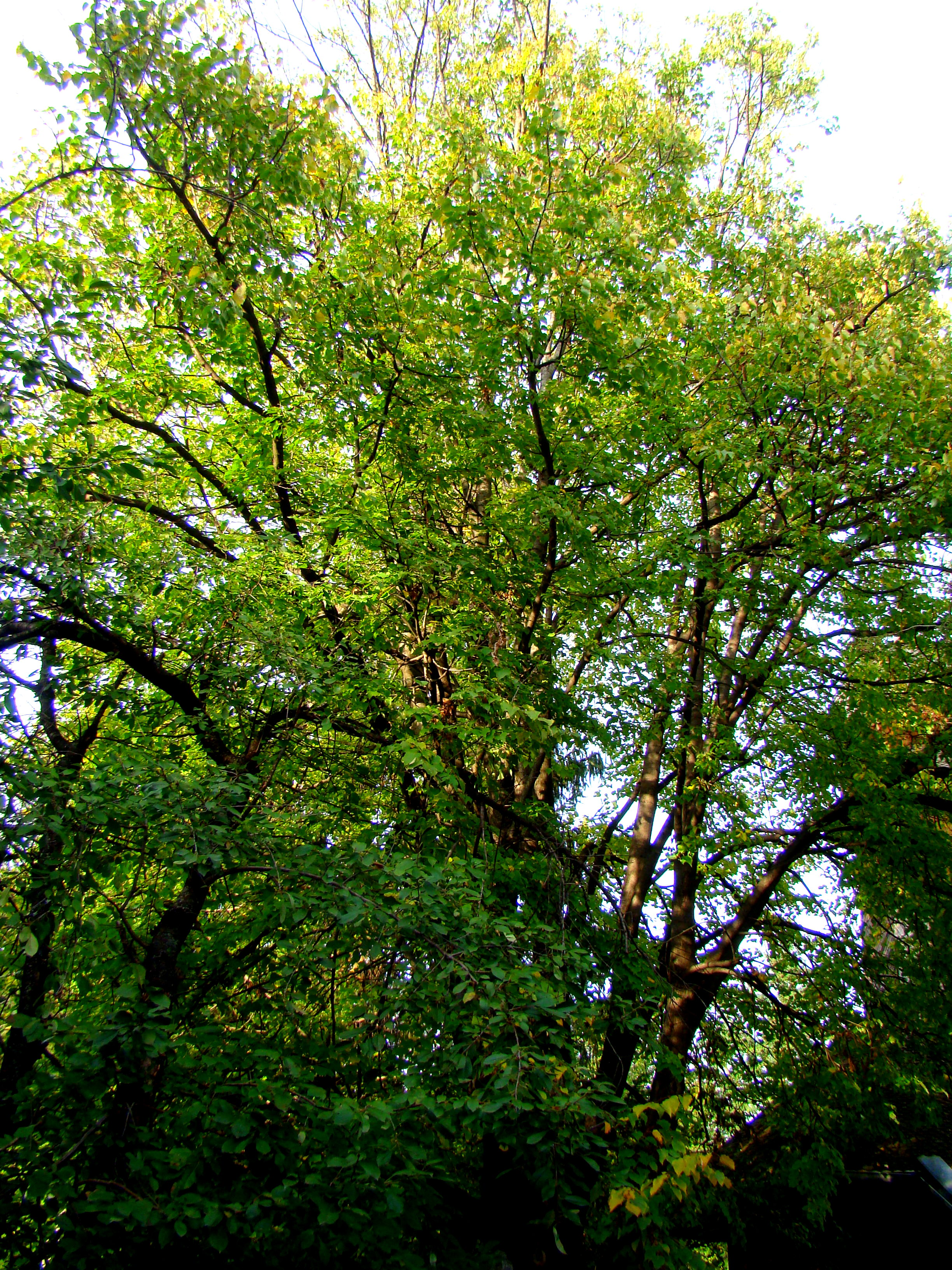
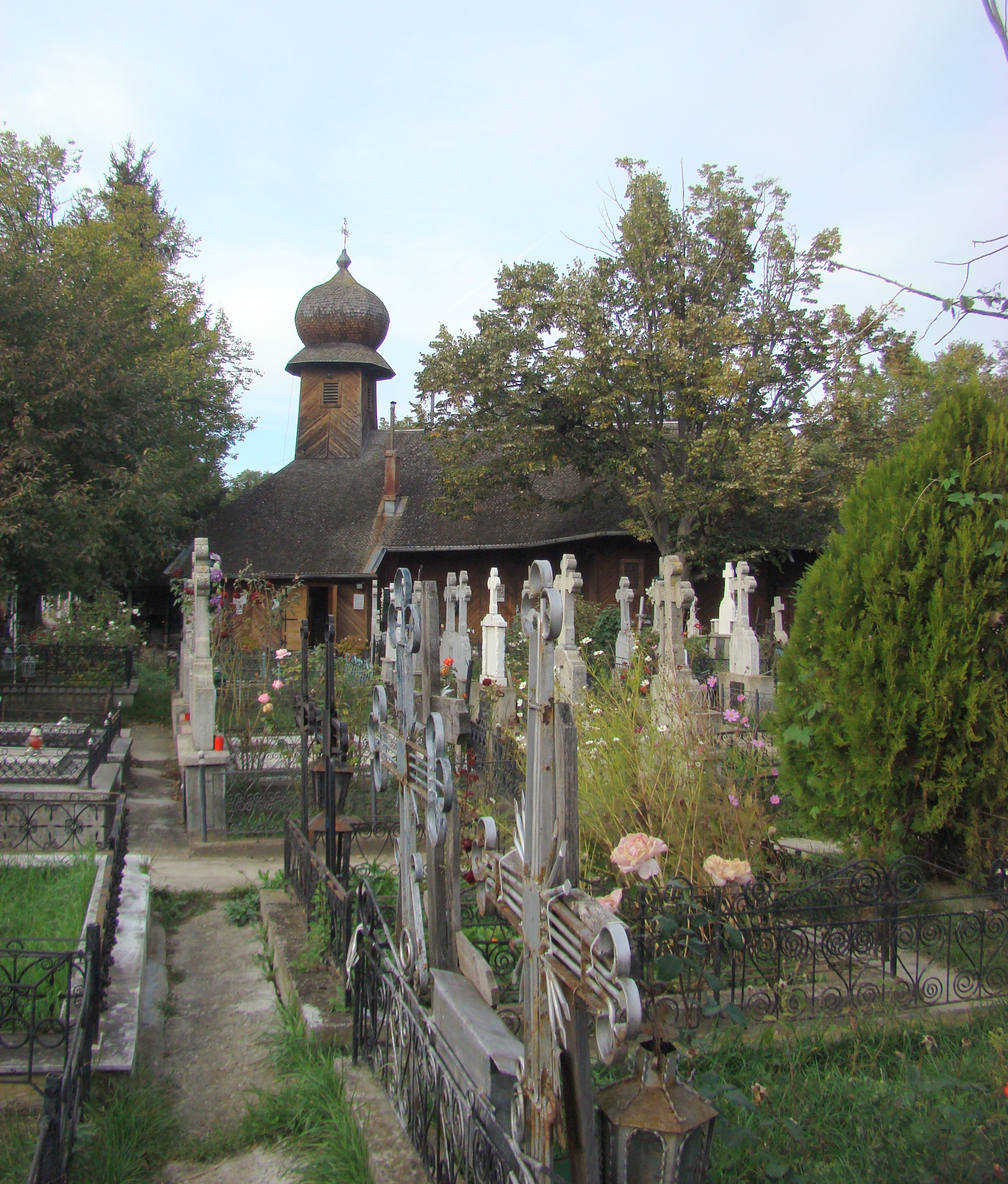

## Imagini din interior

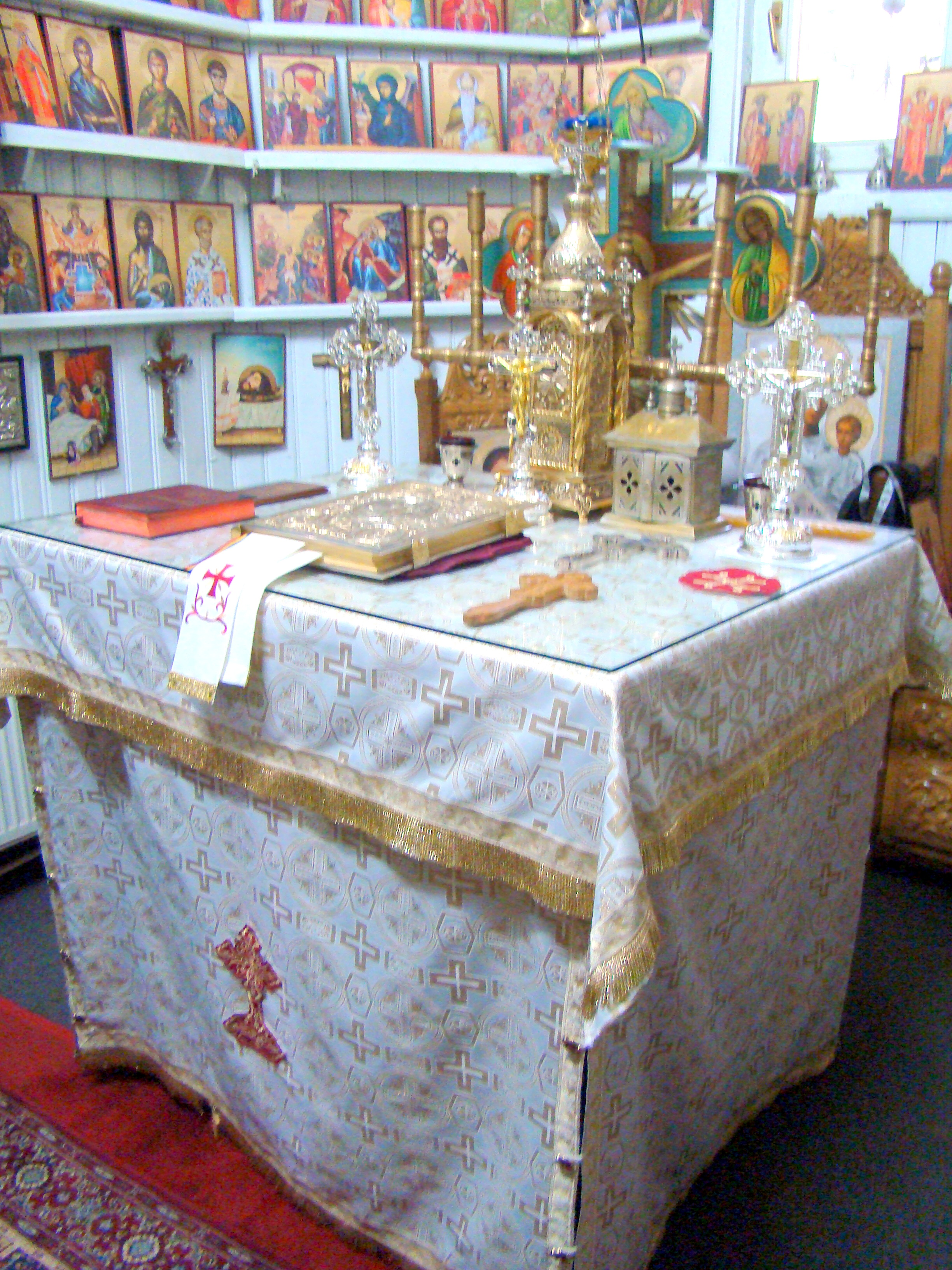
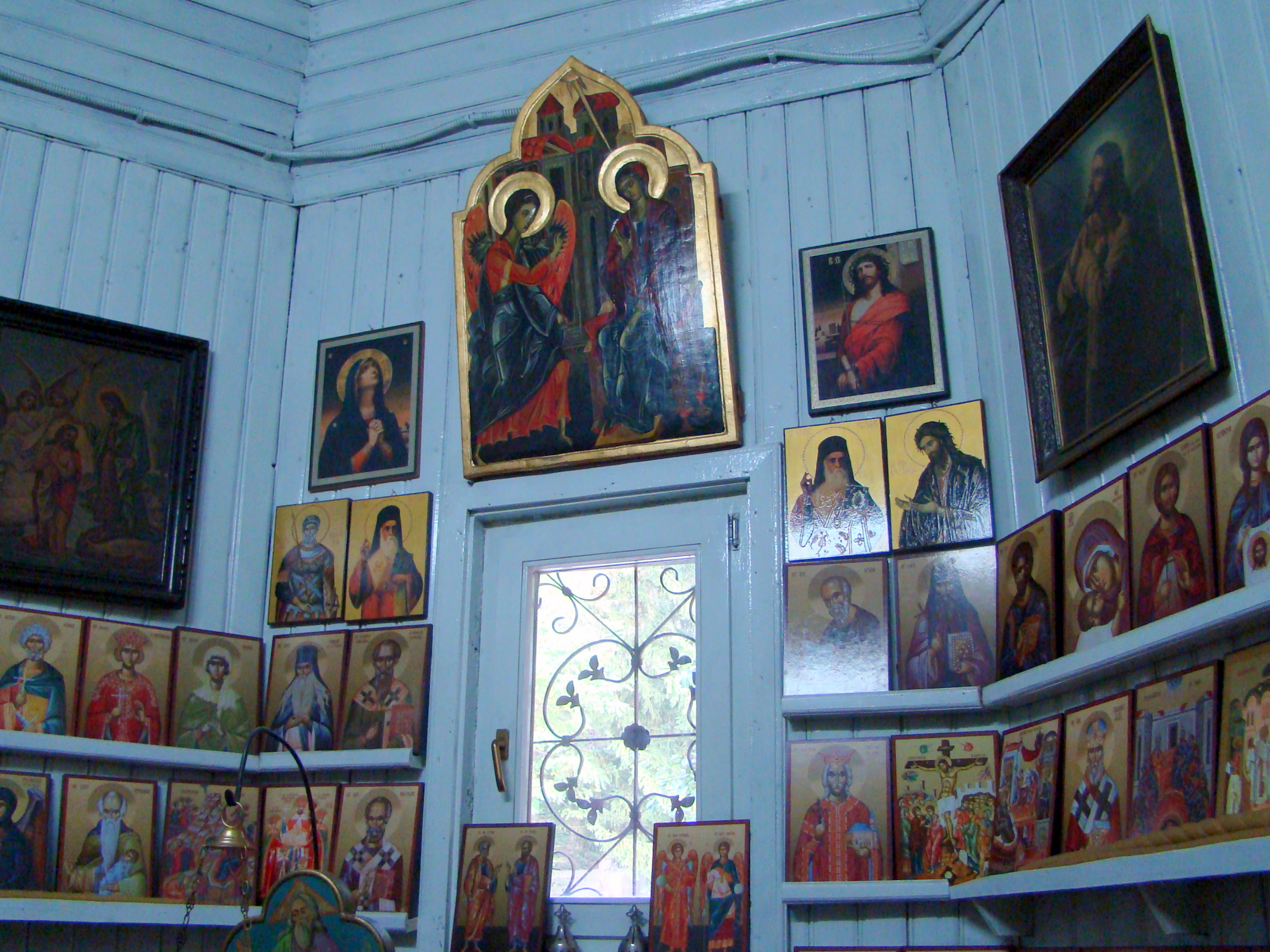
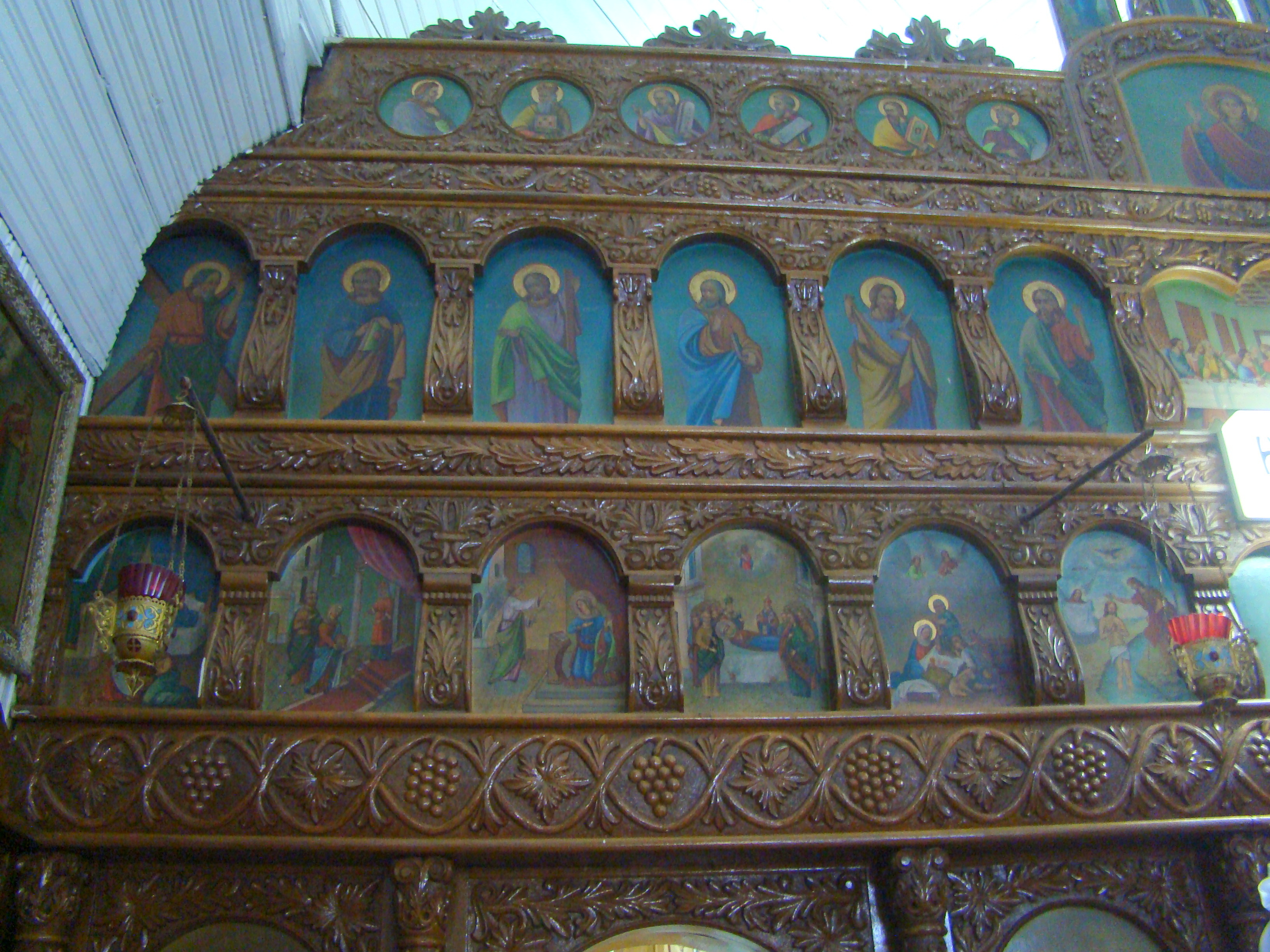
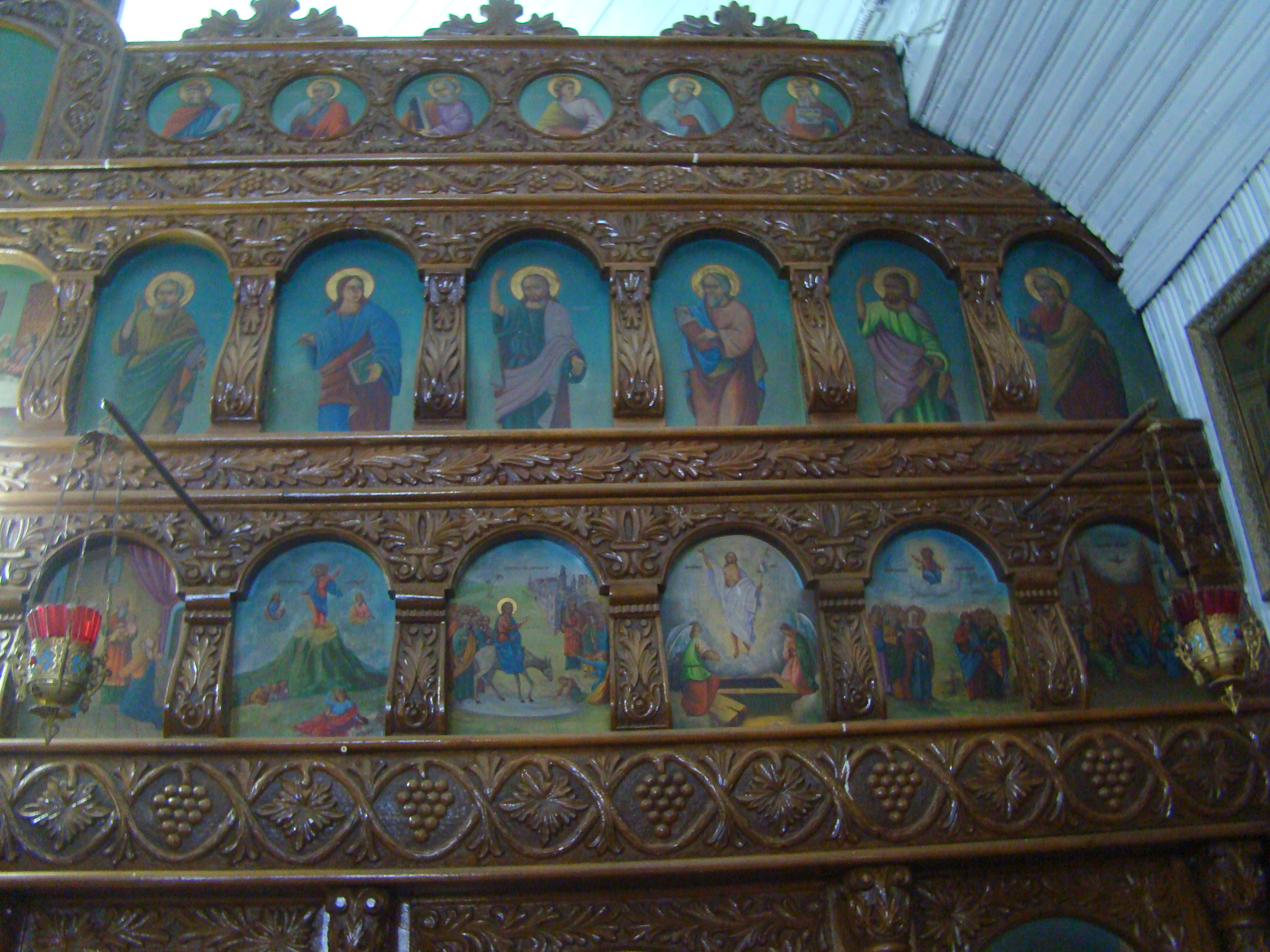
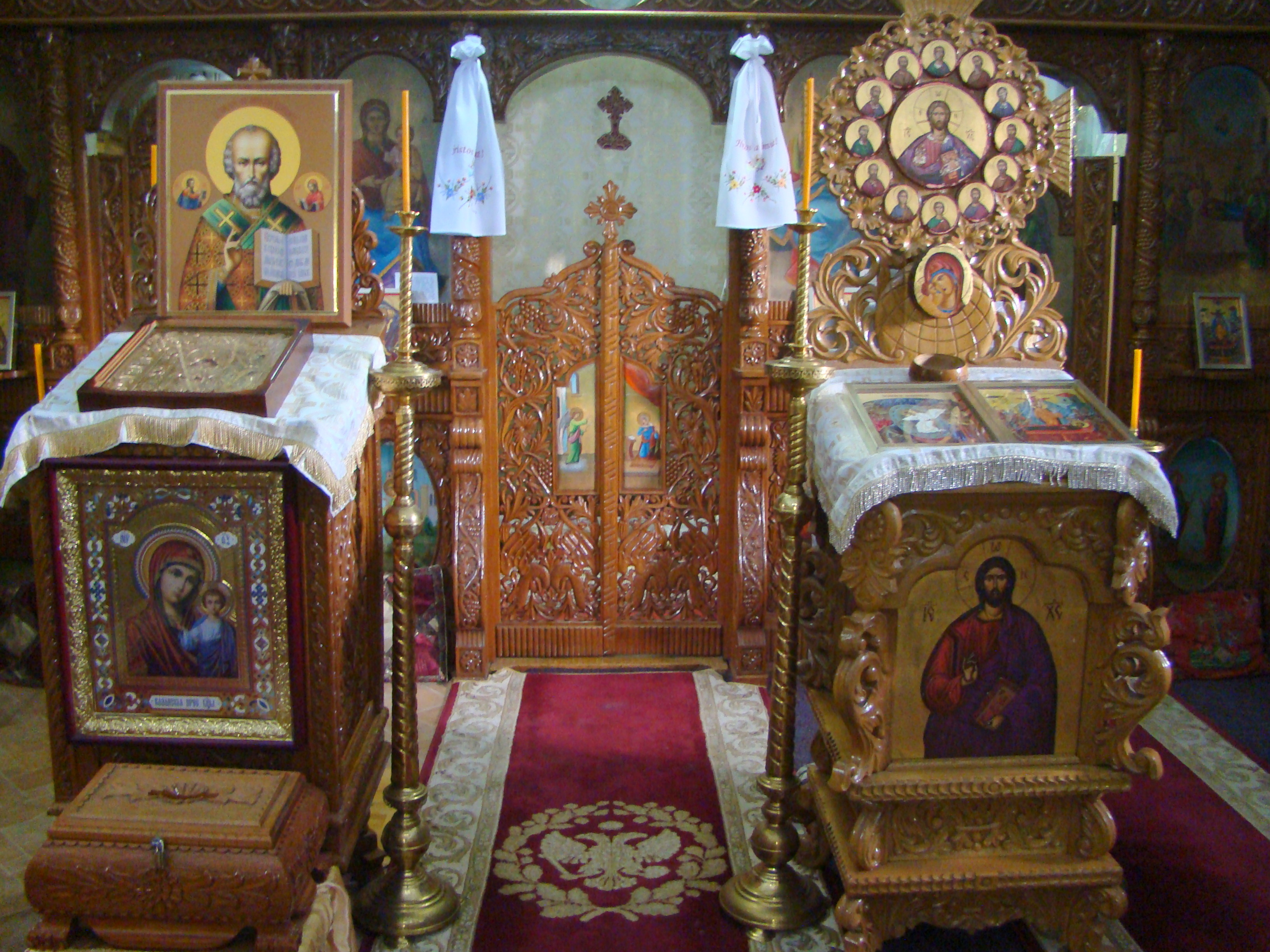
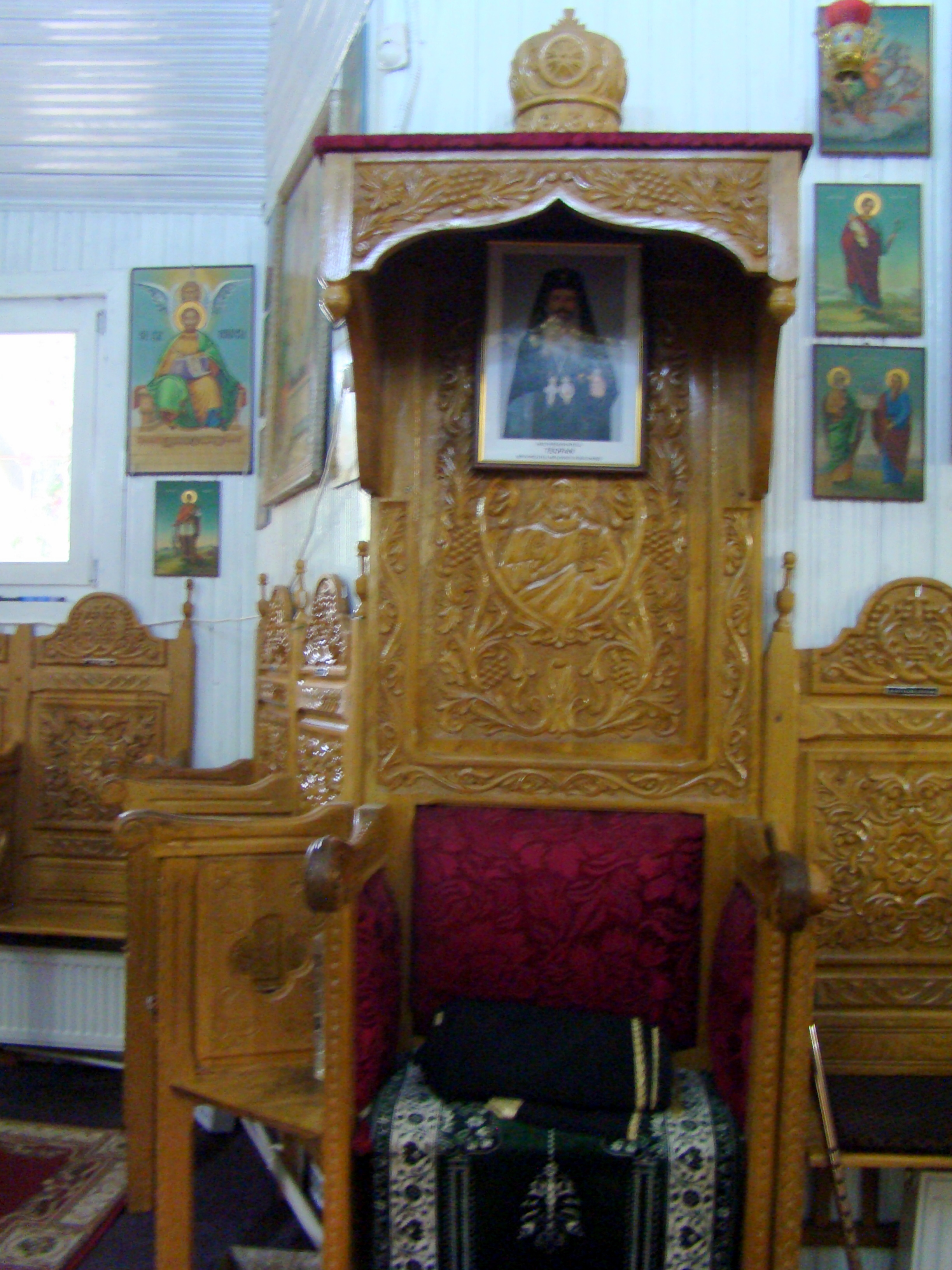
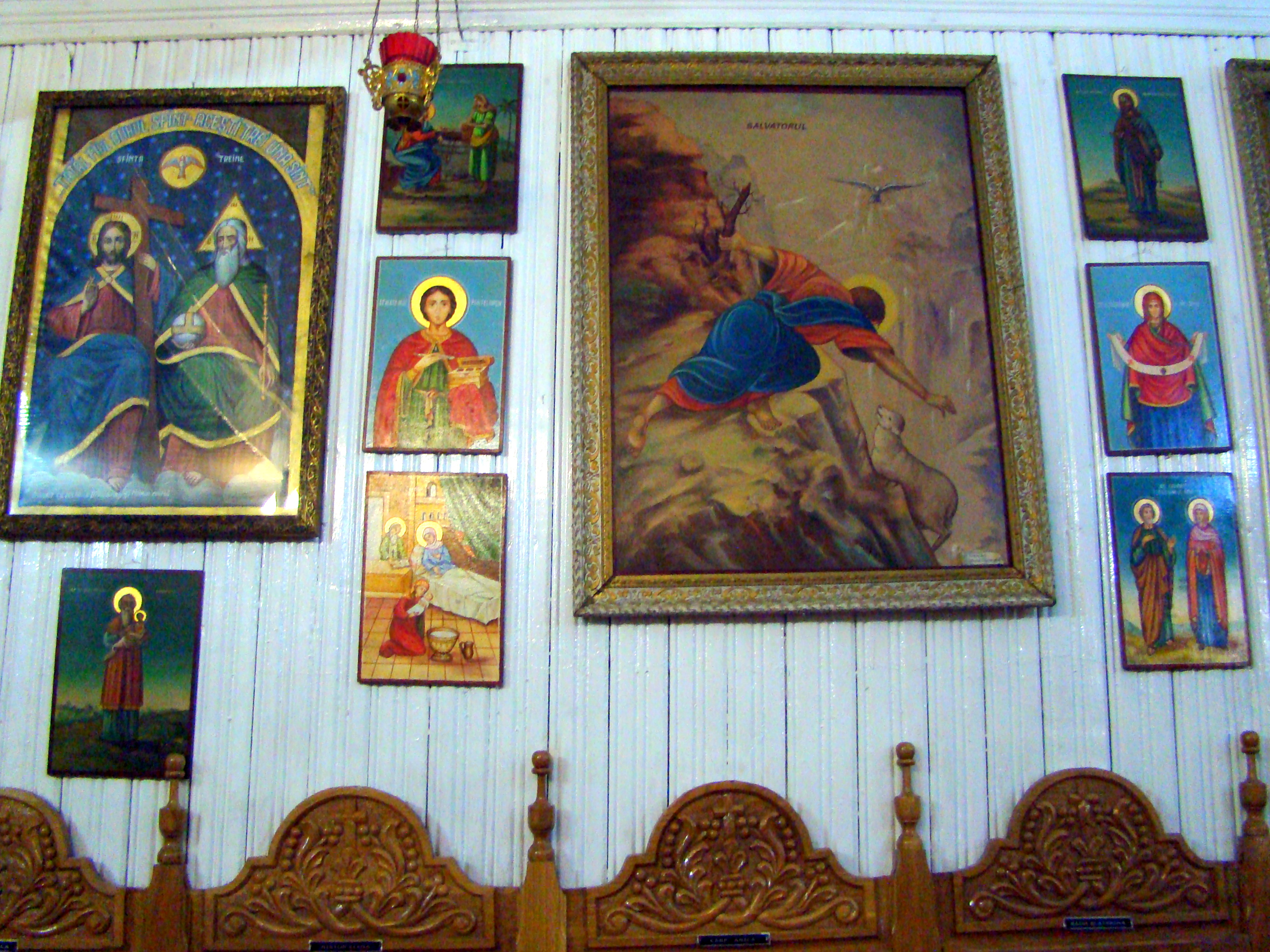
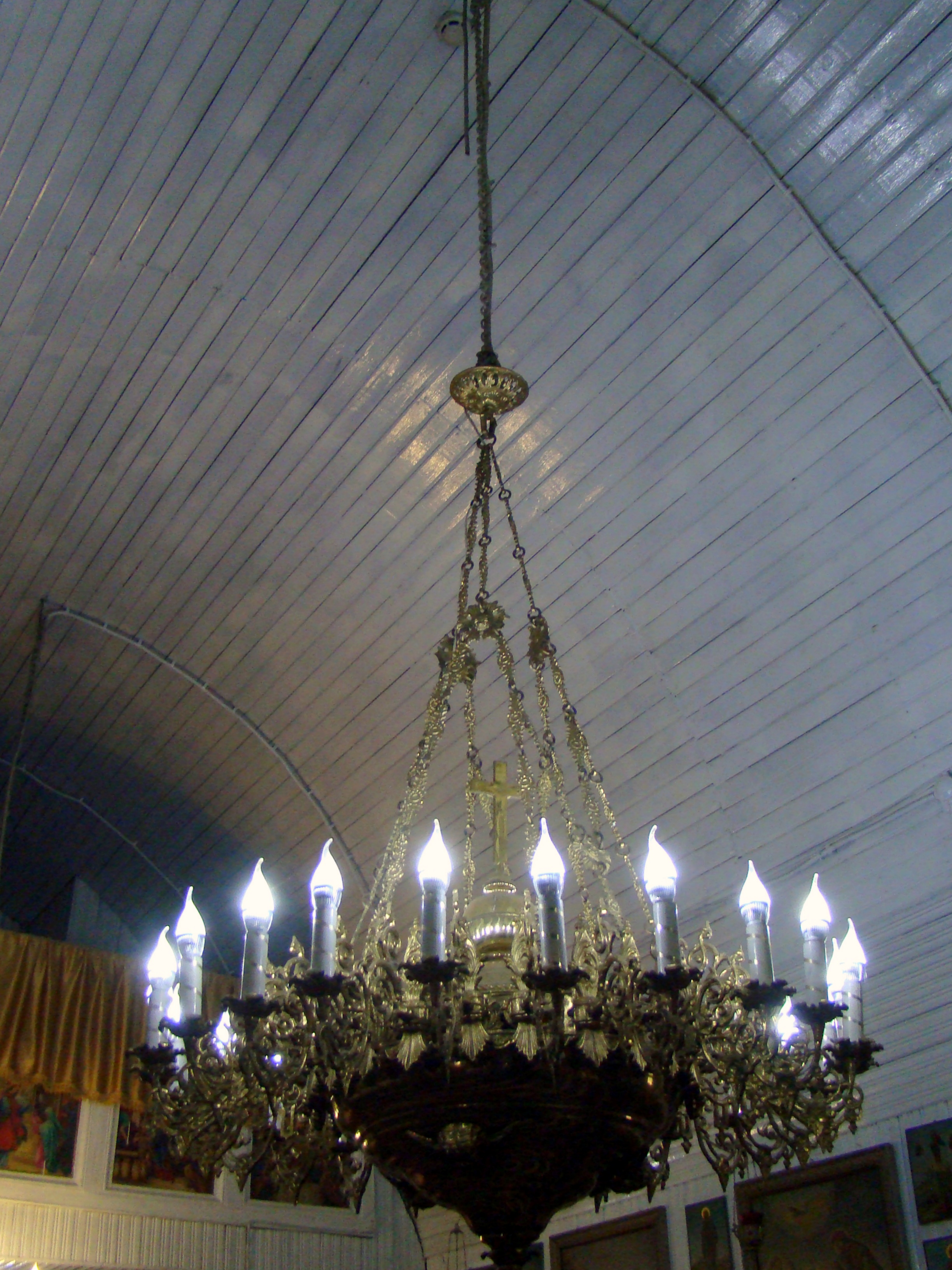
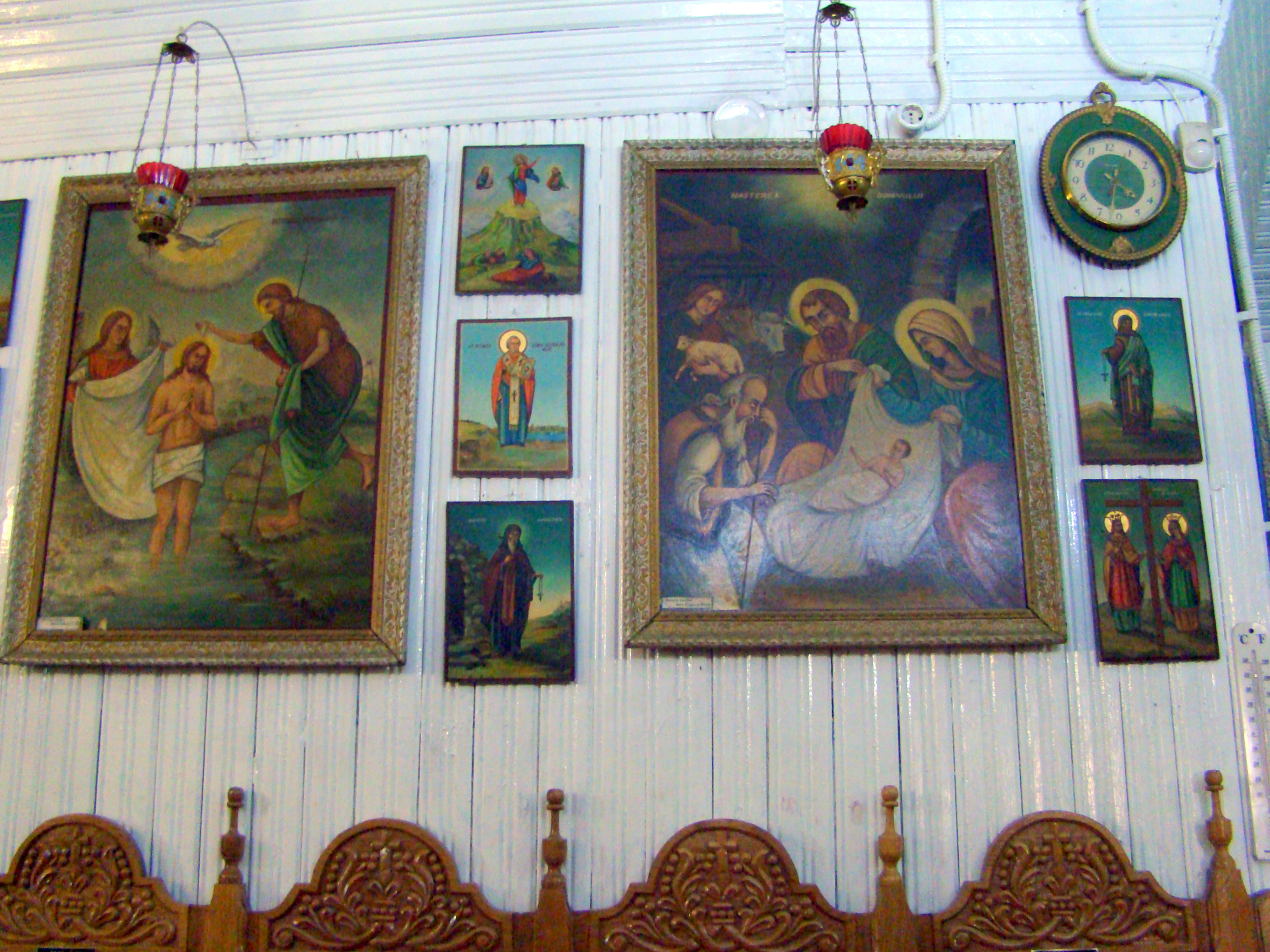
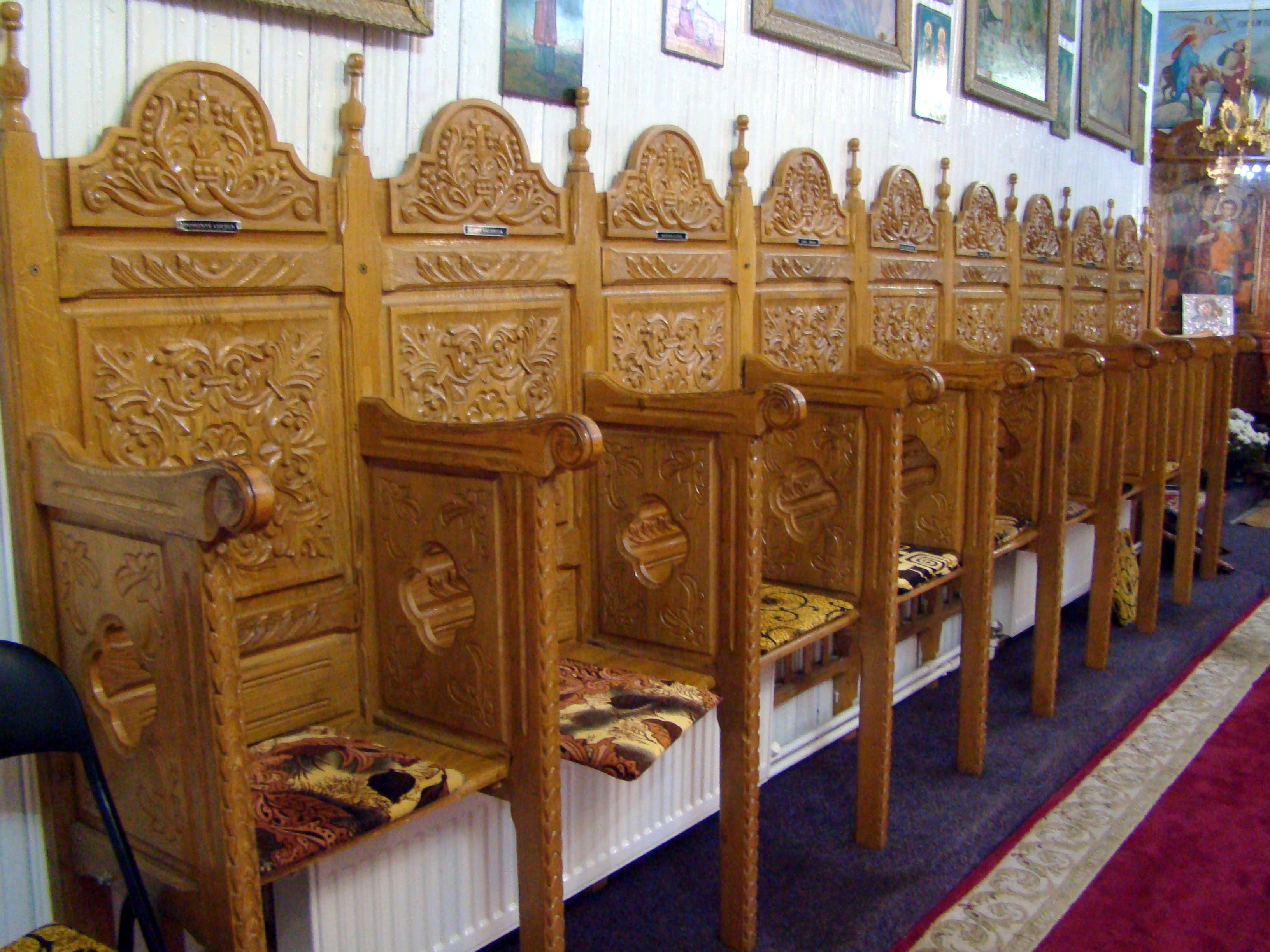
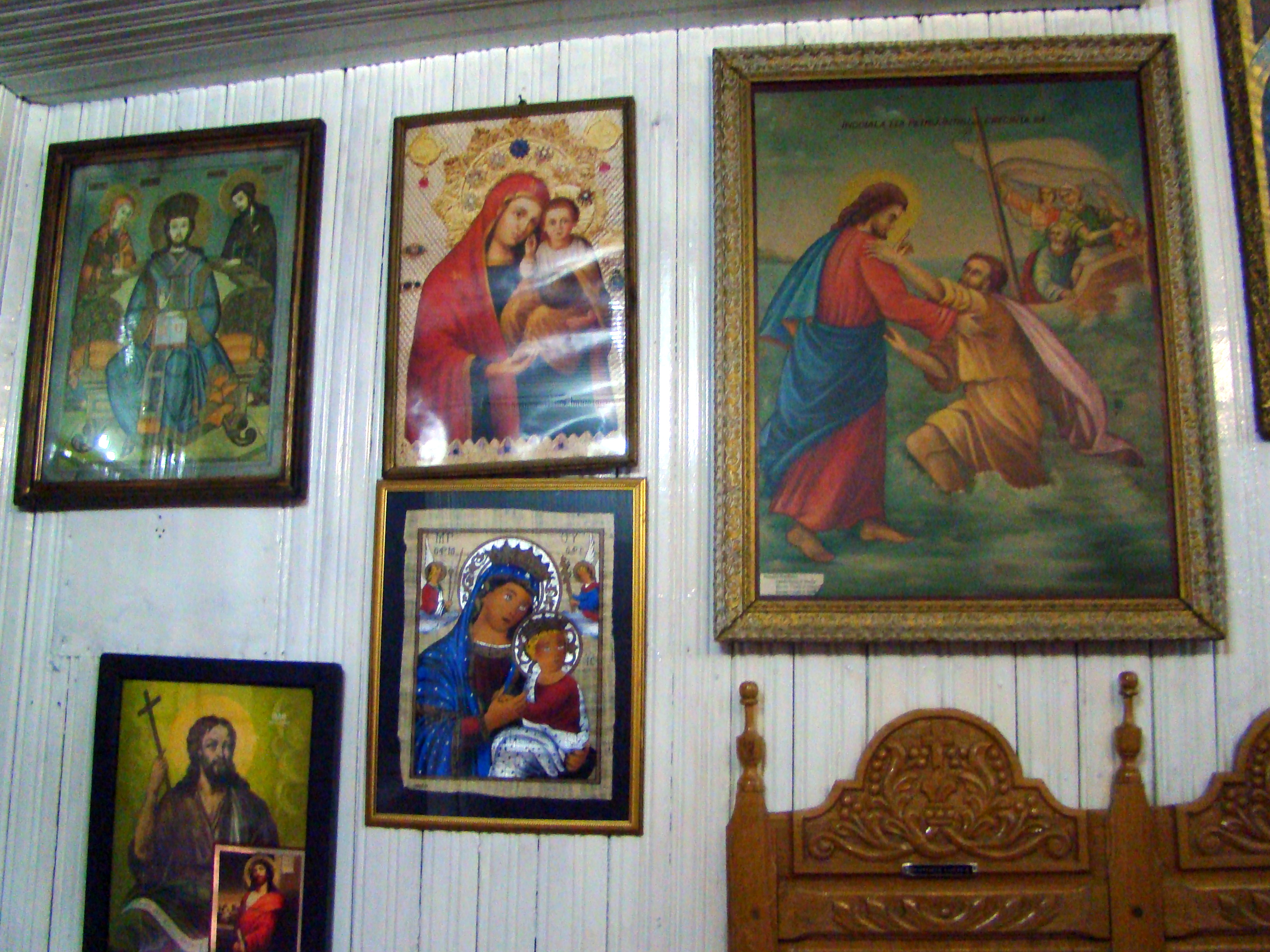
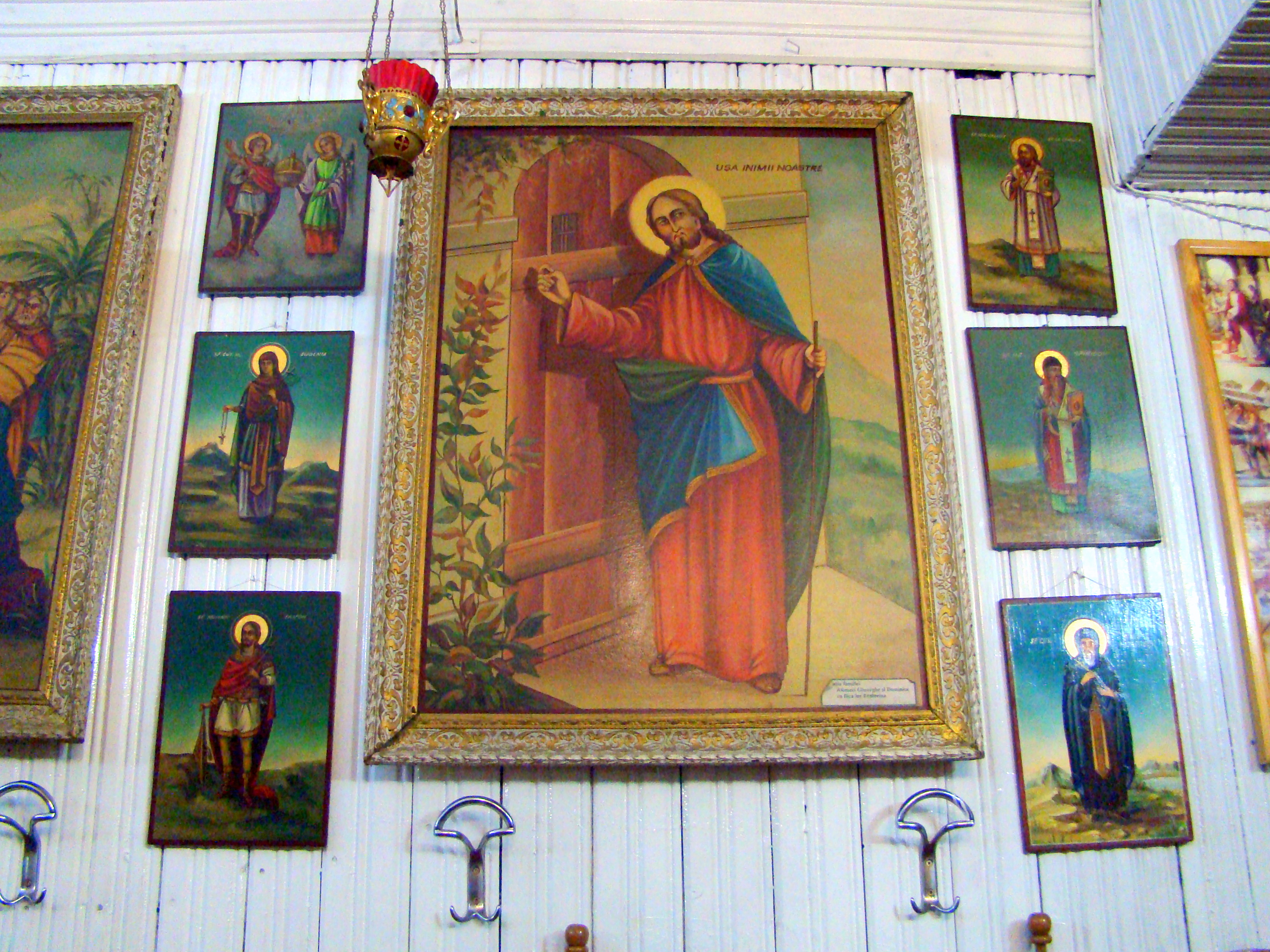
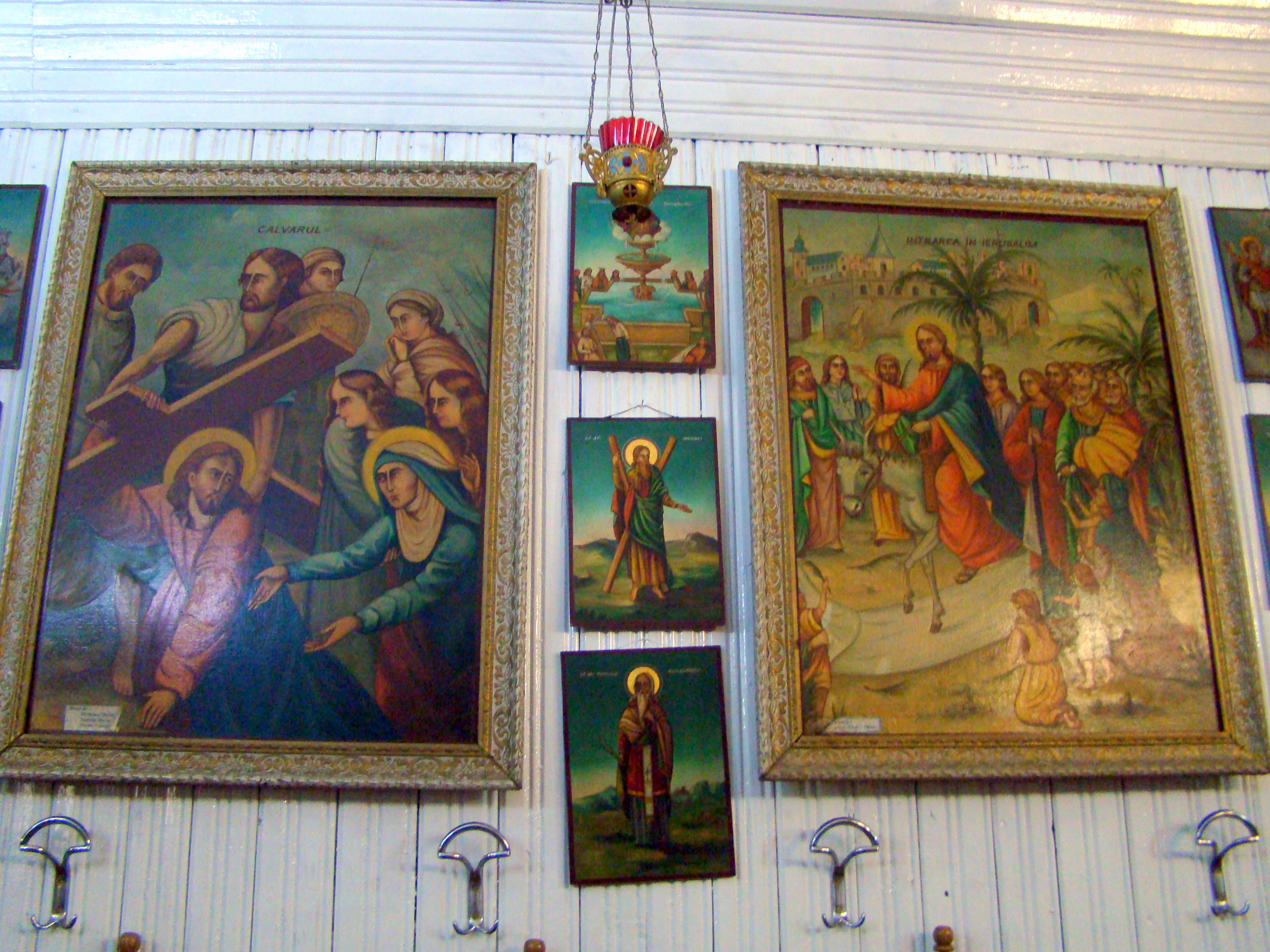
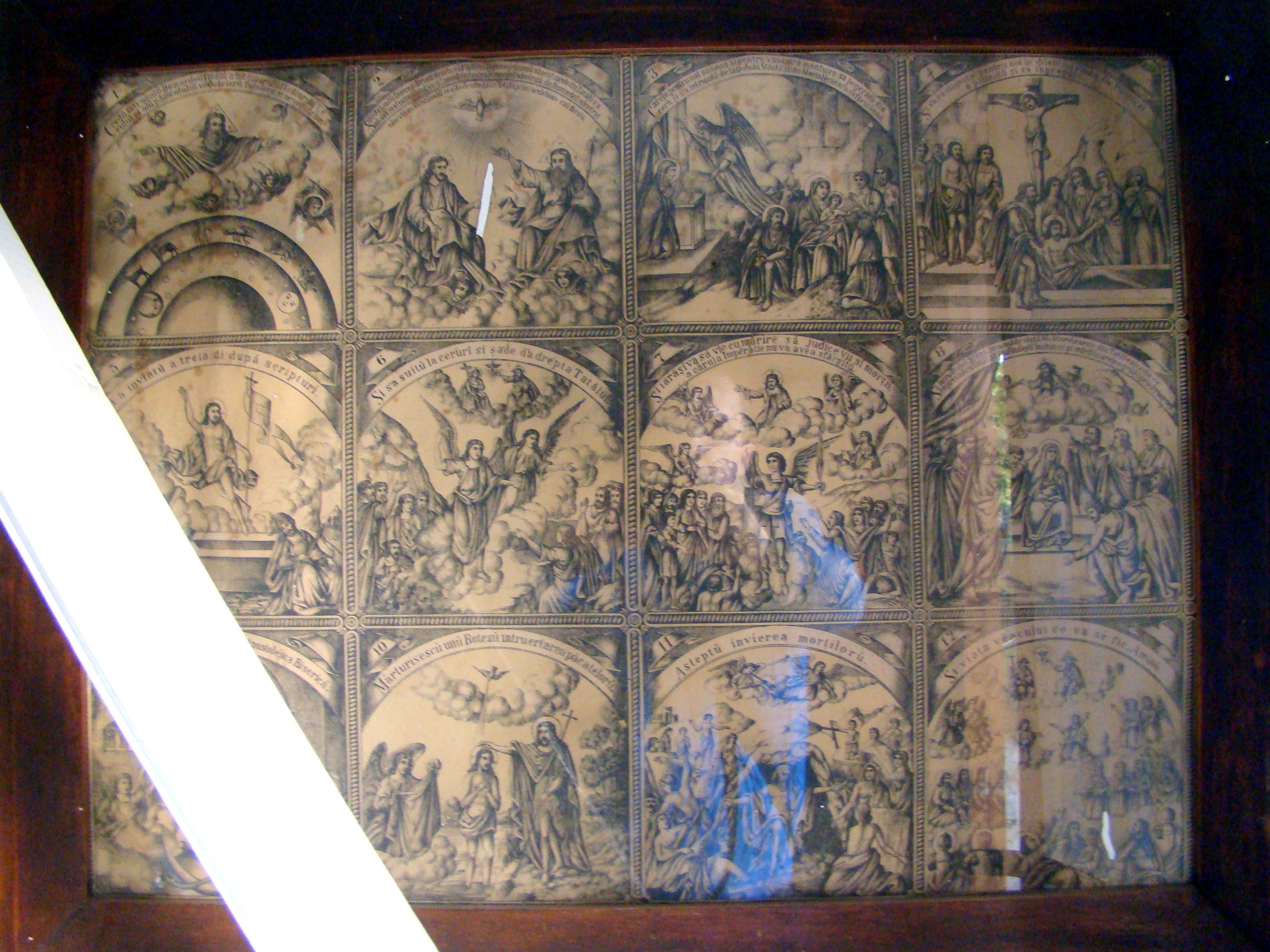
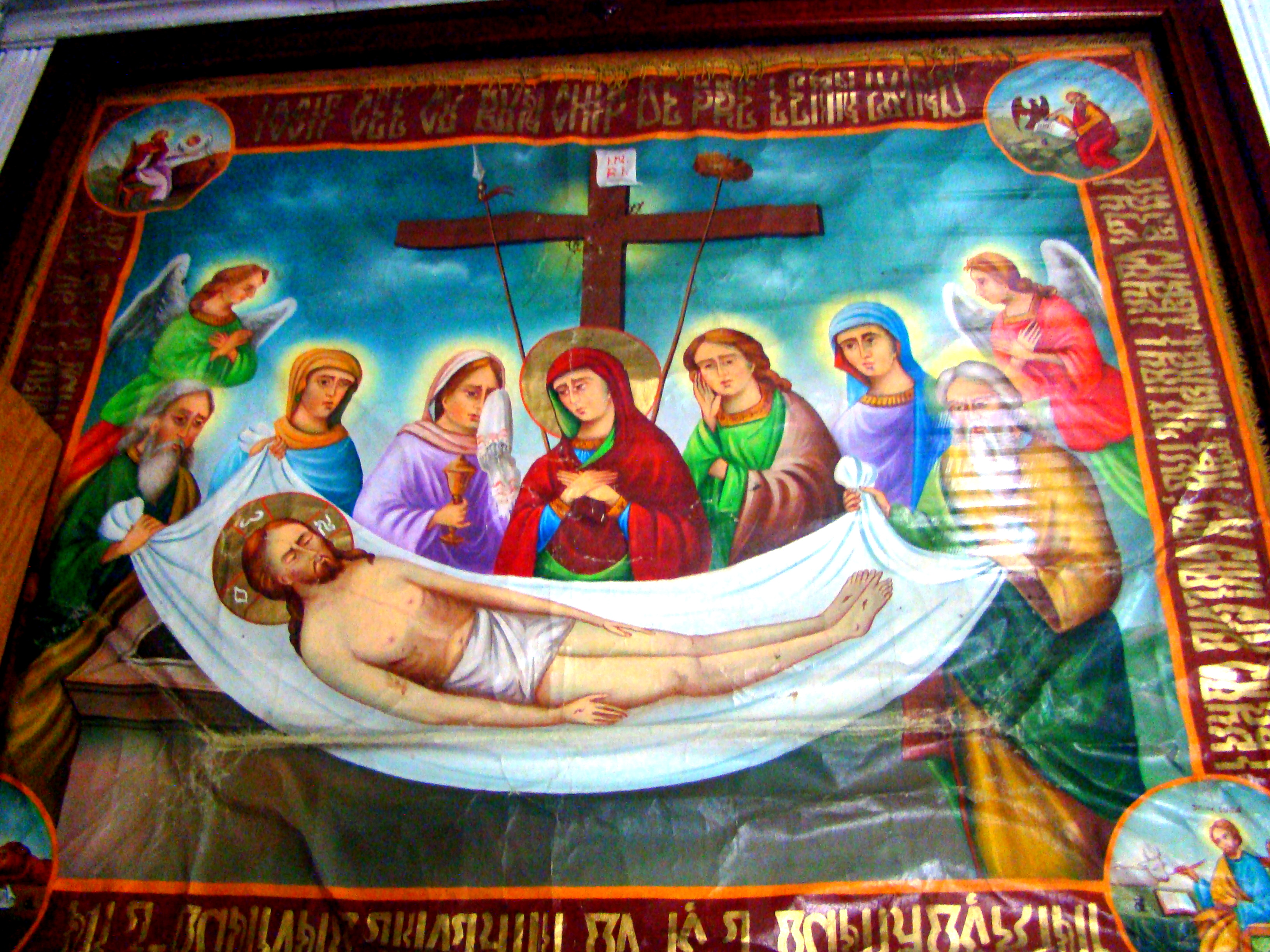
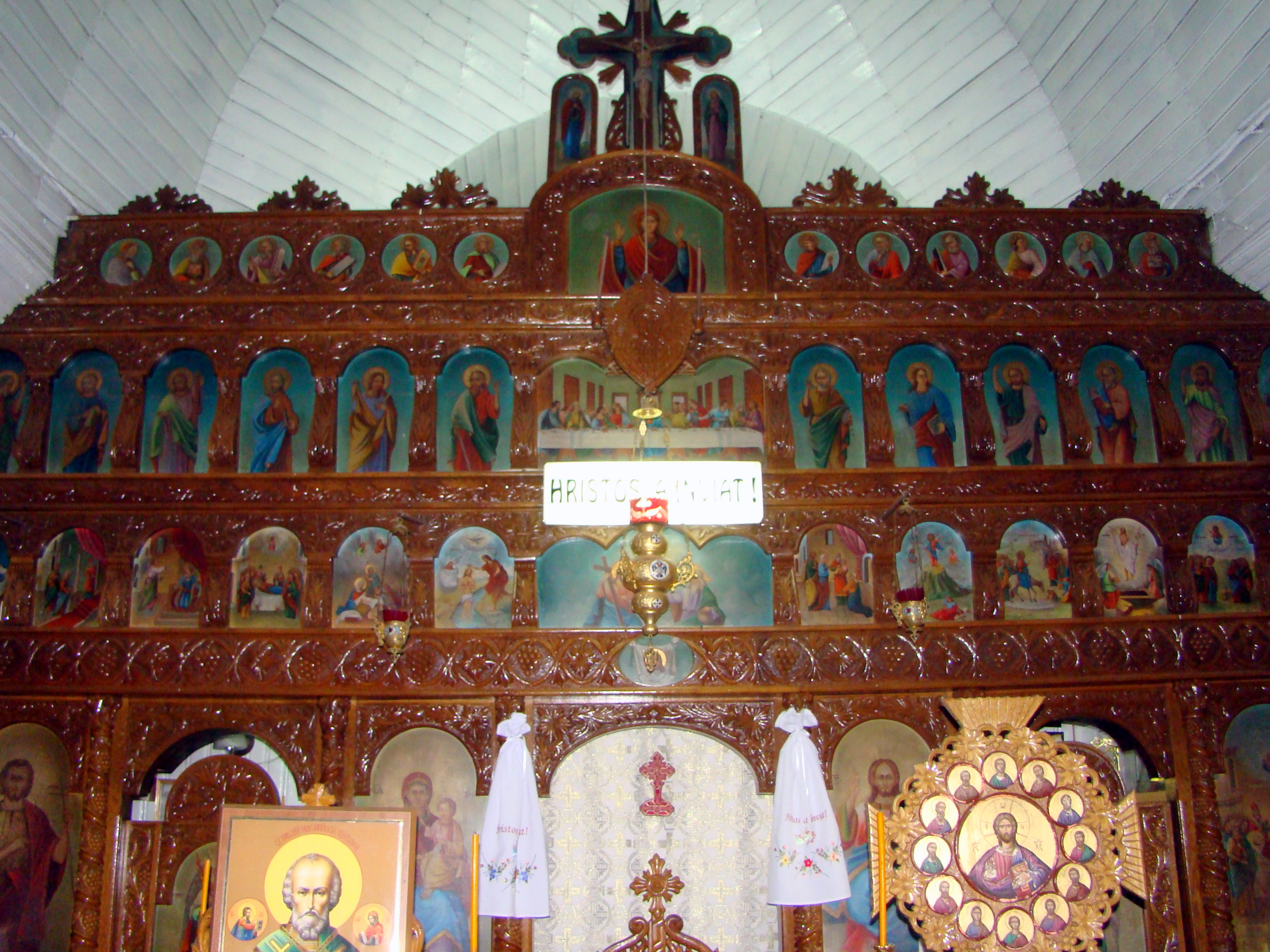
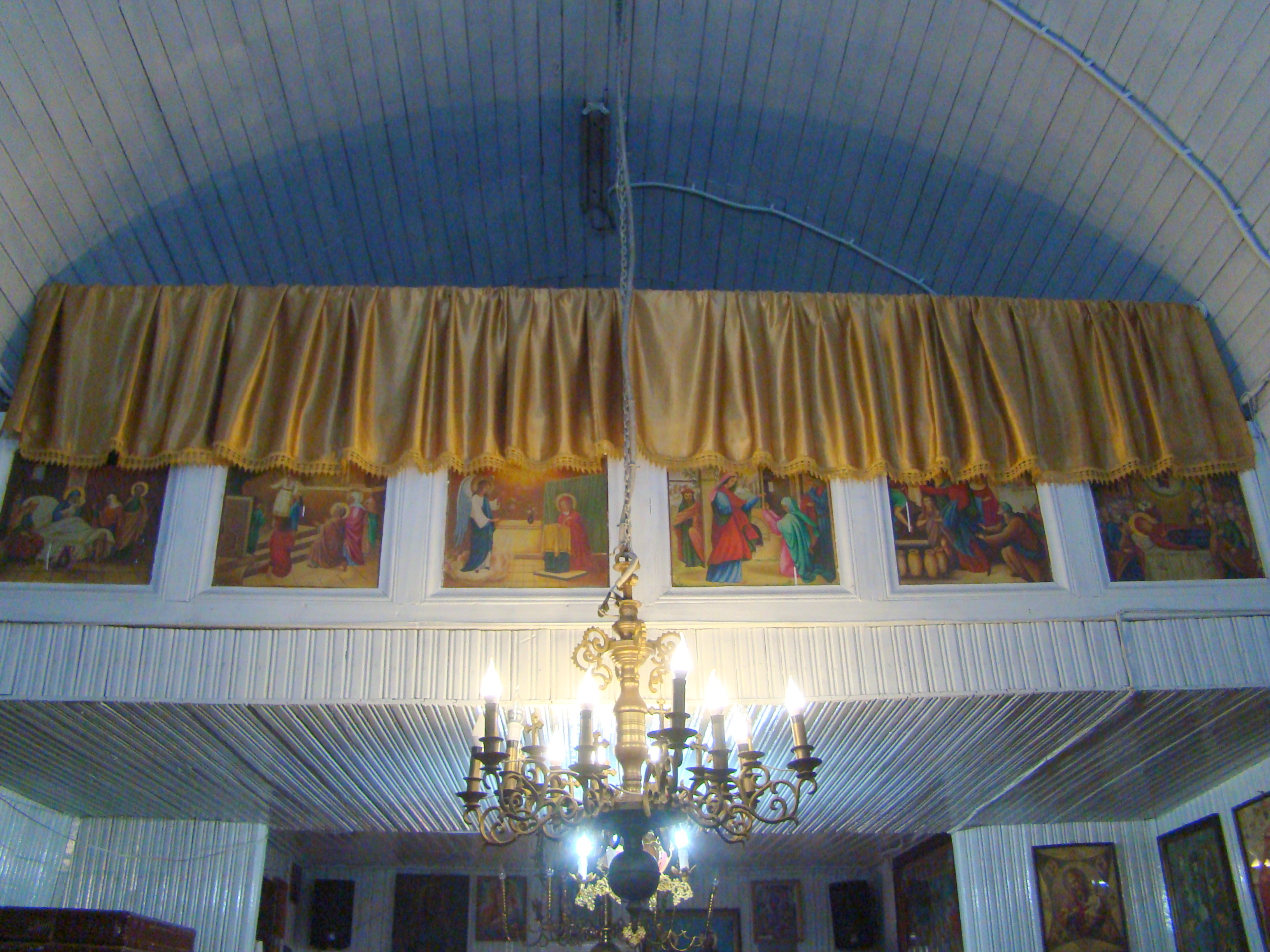
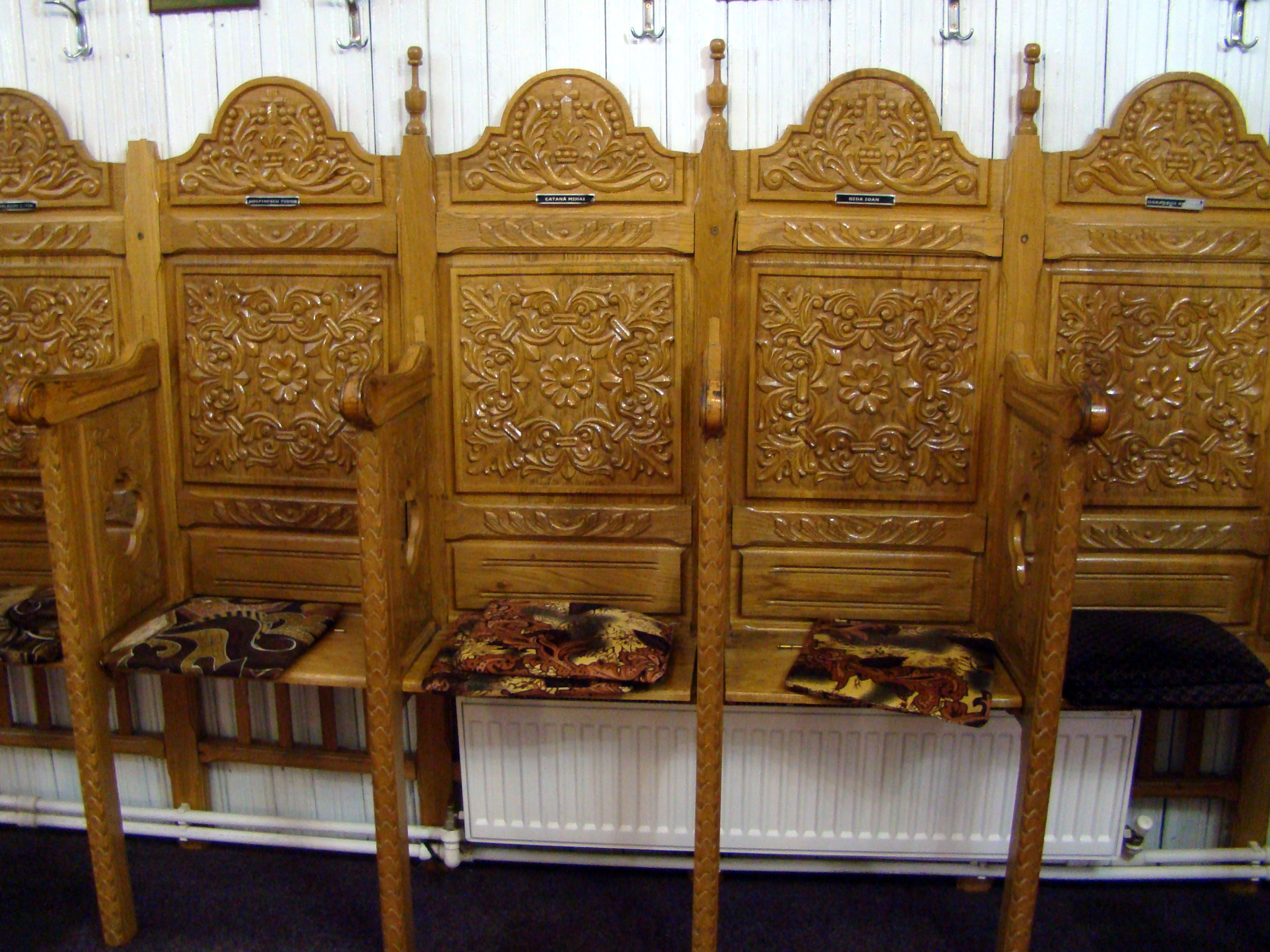
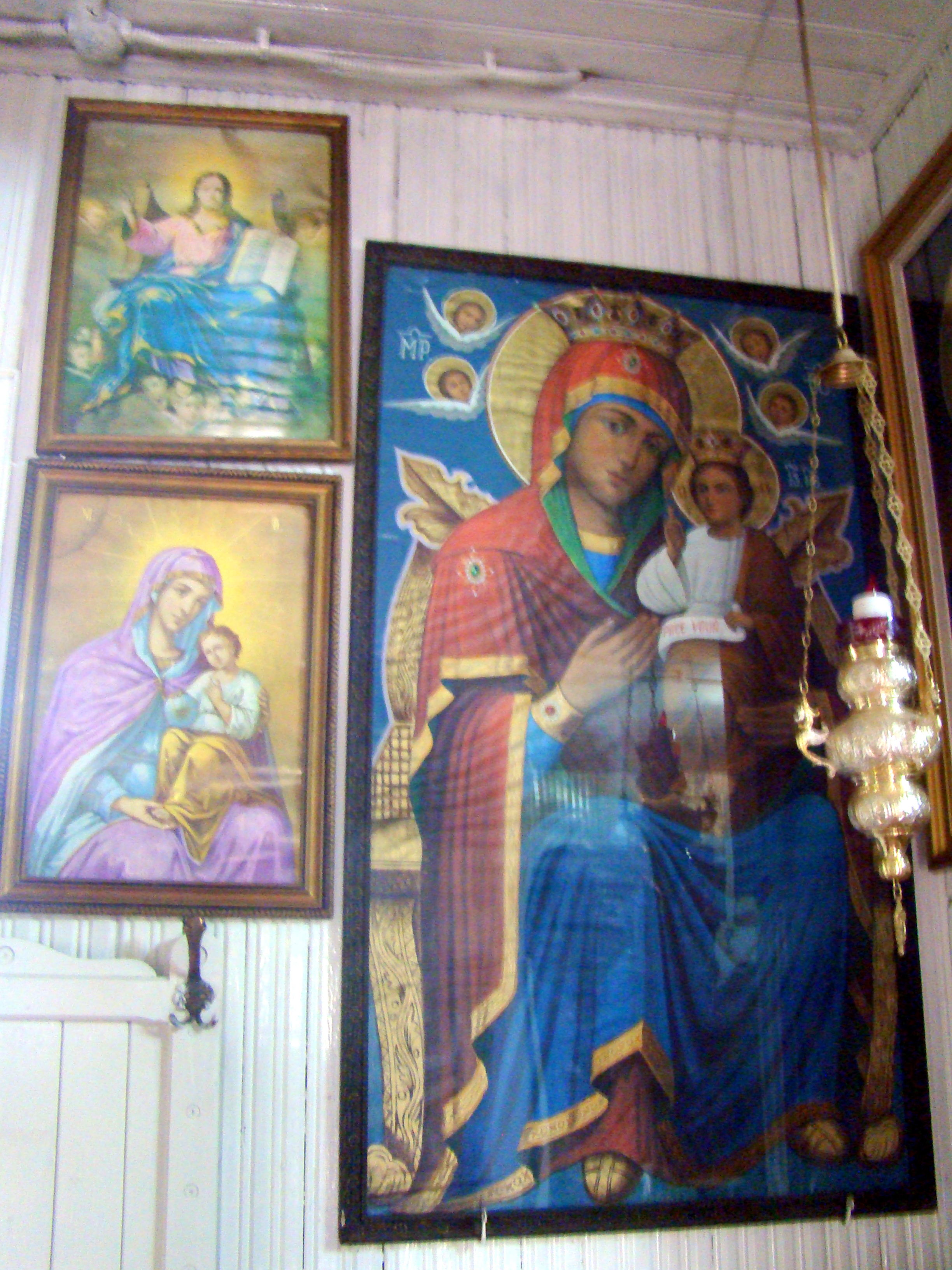
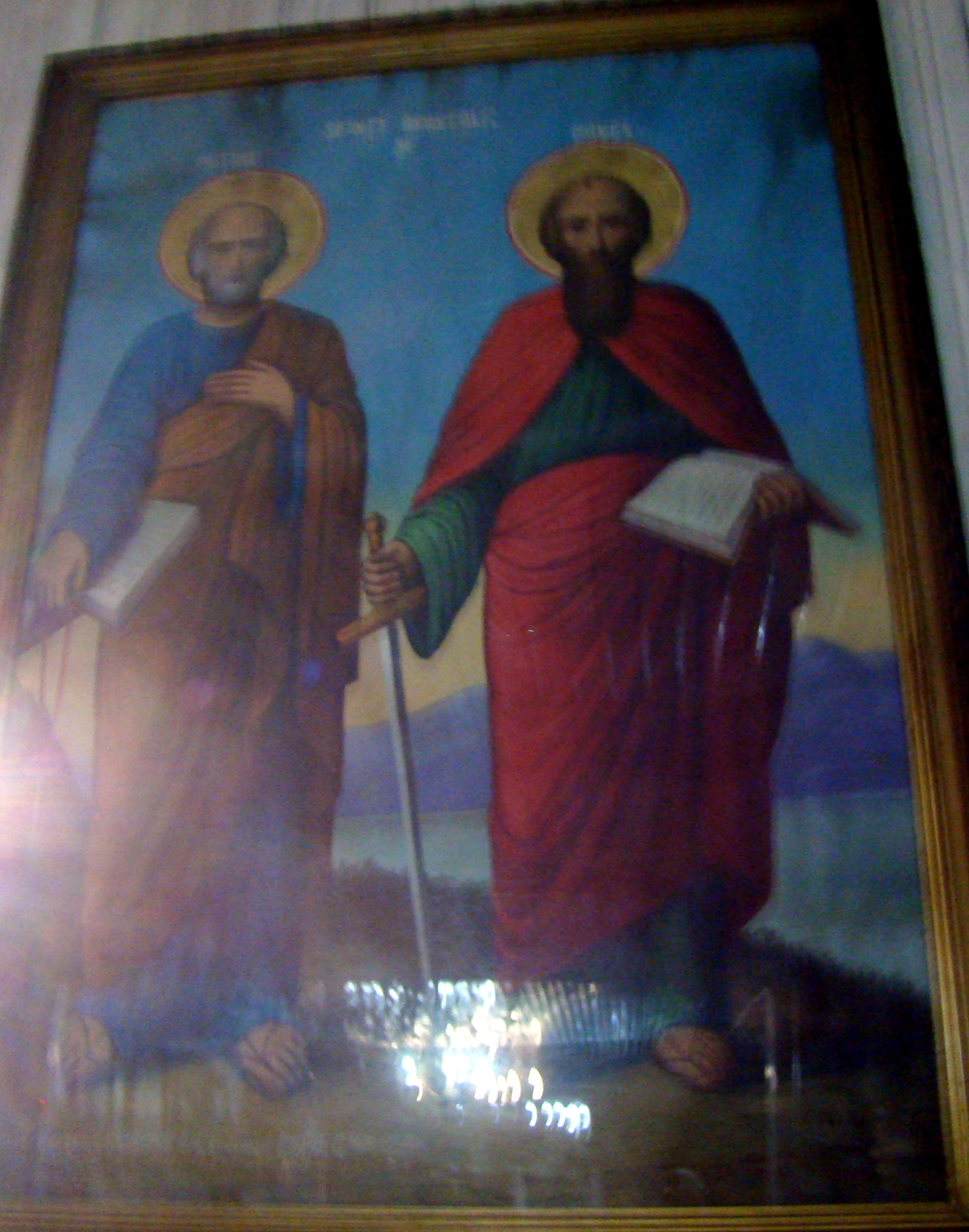
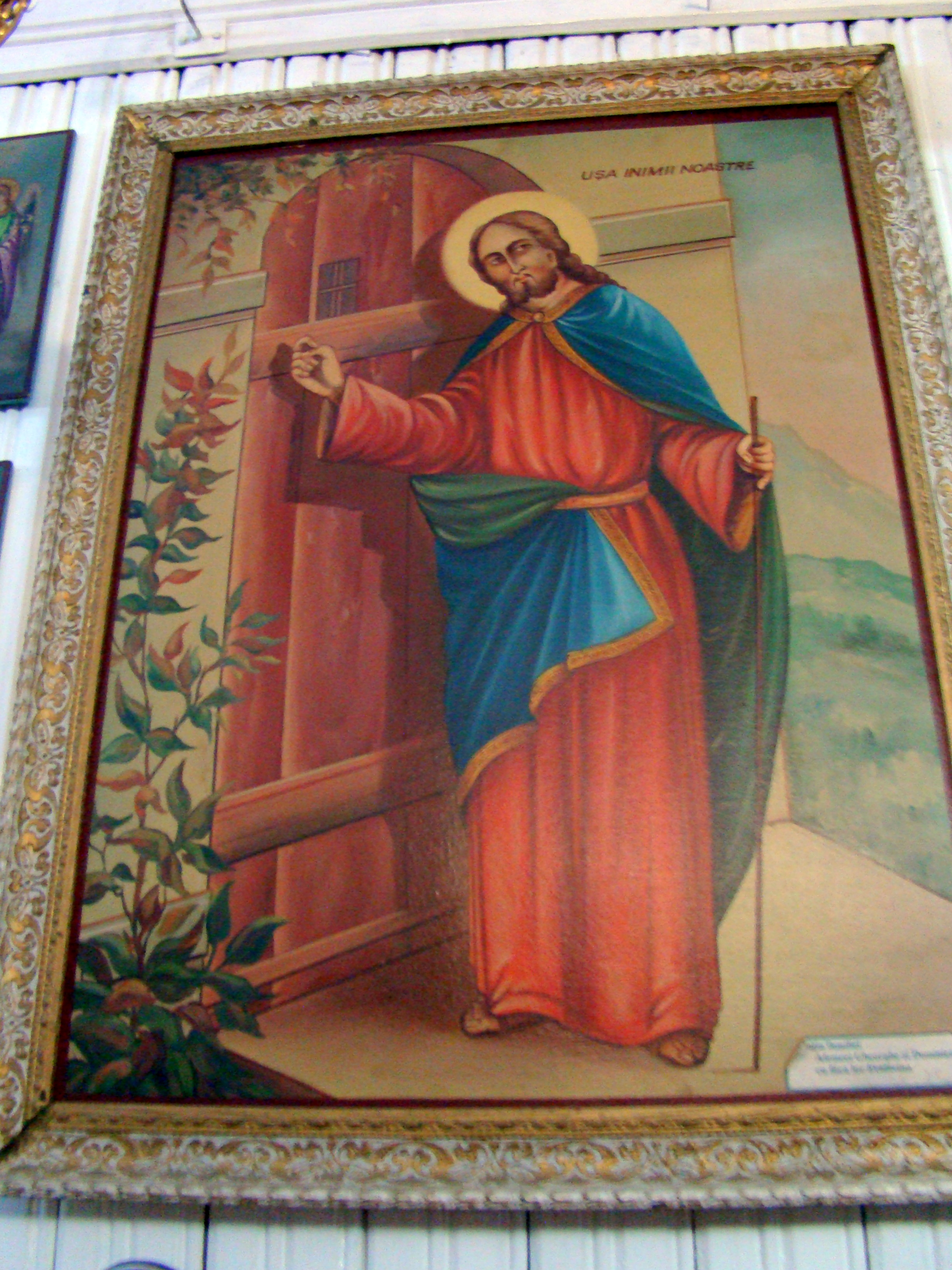
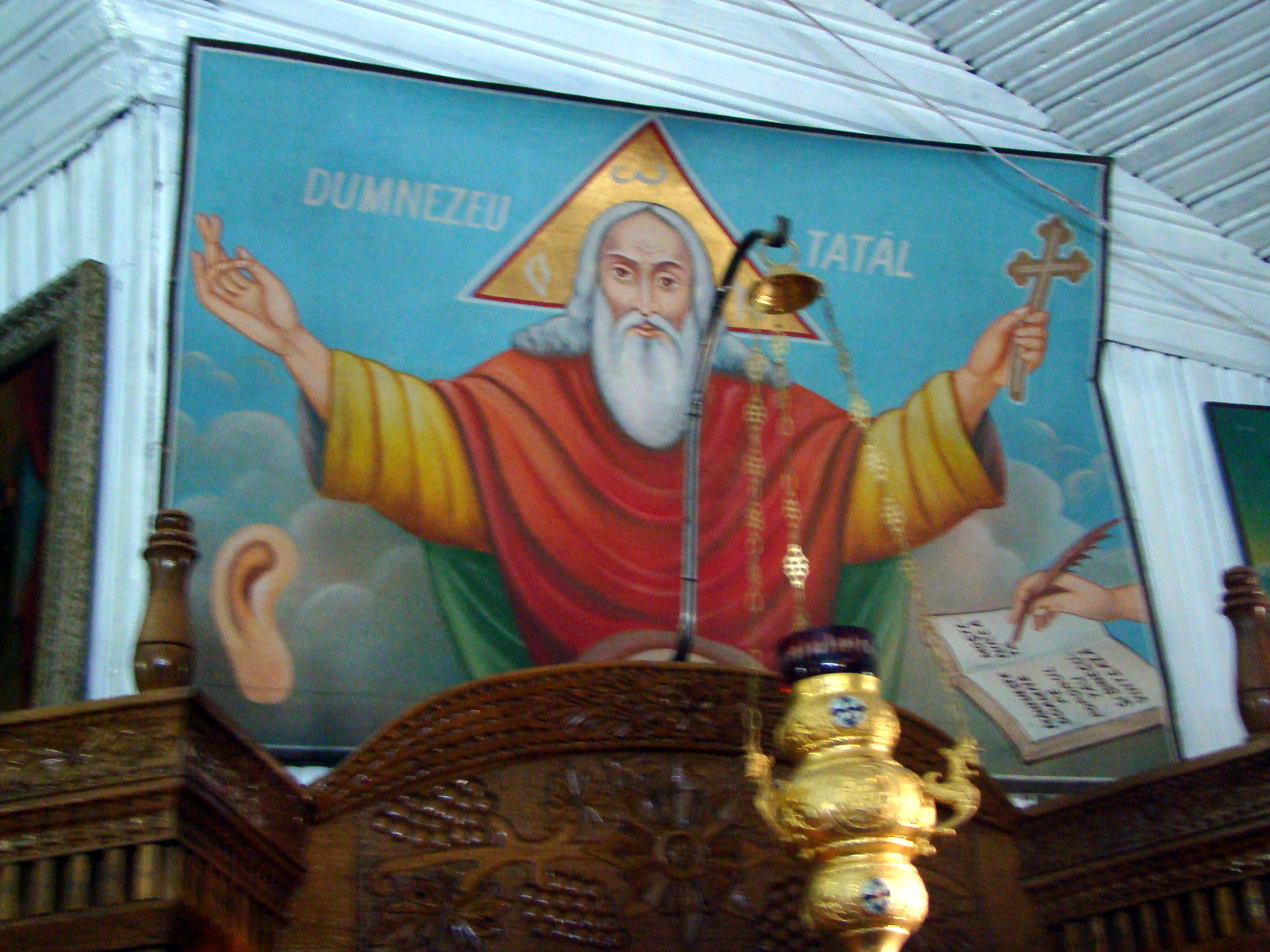
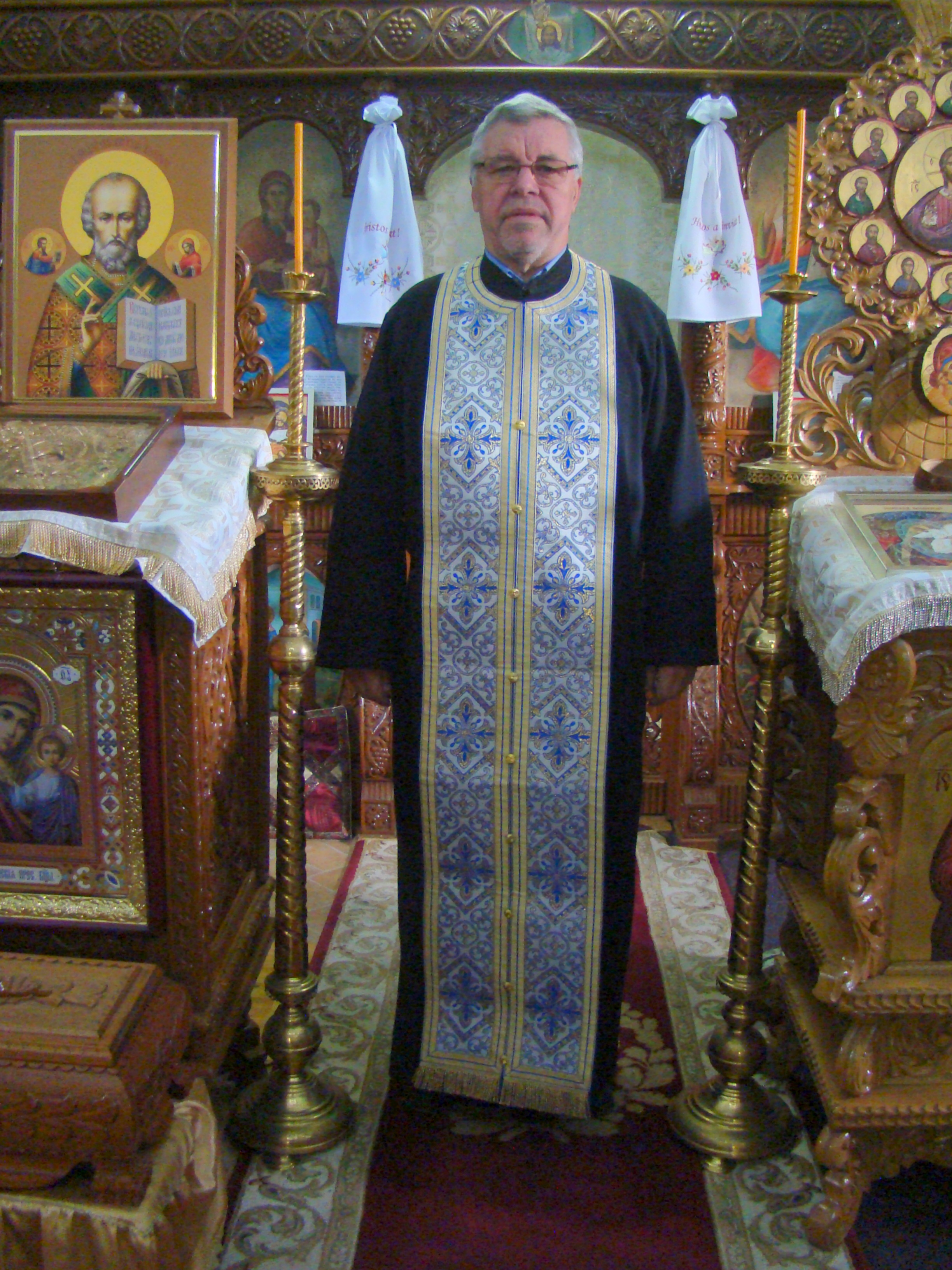
preotul paroh Diacu Ștefan
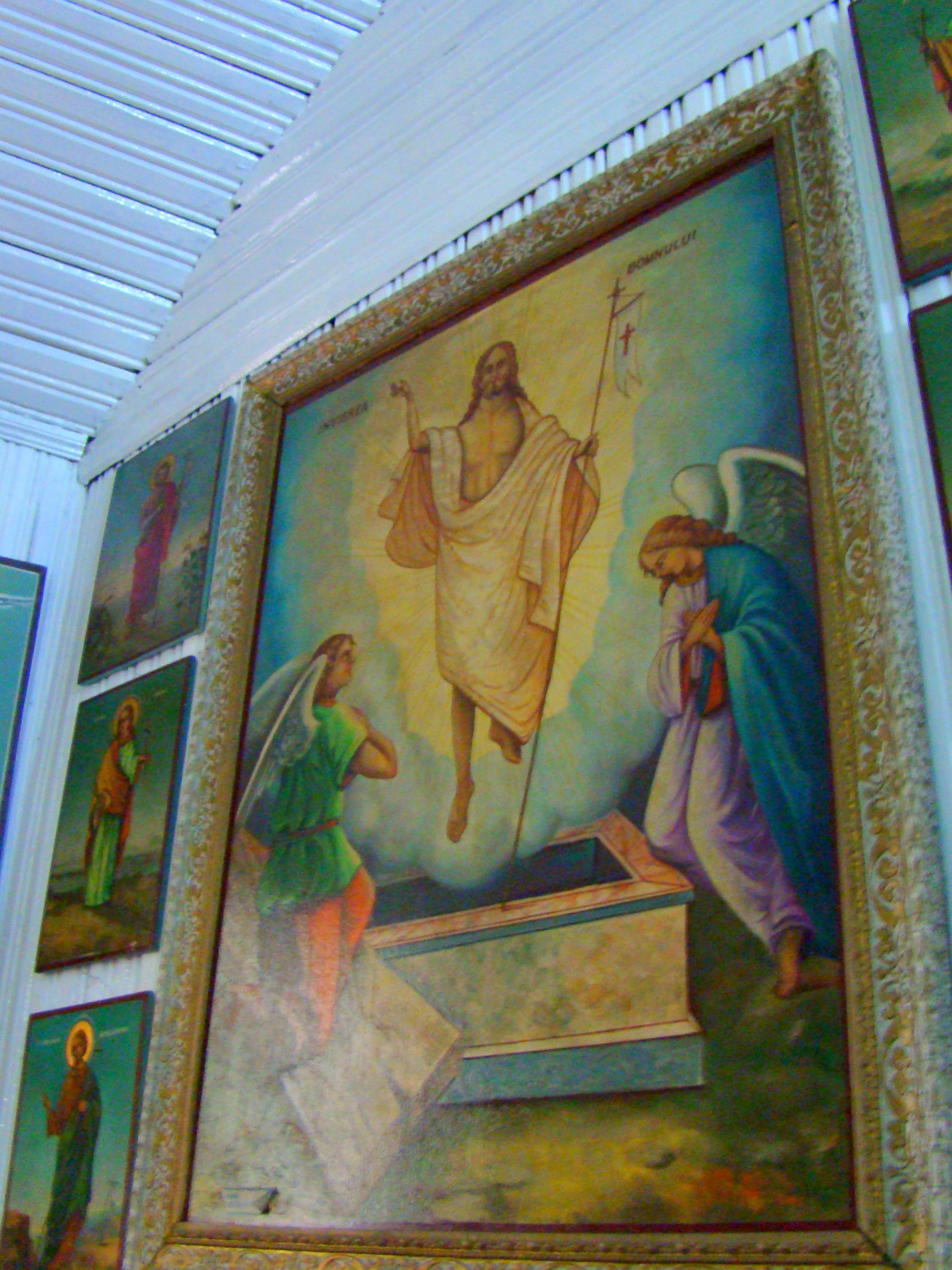
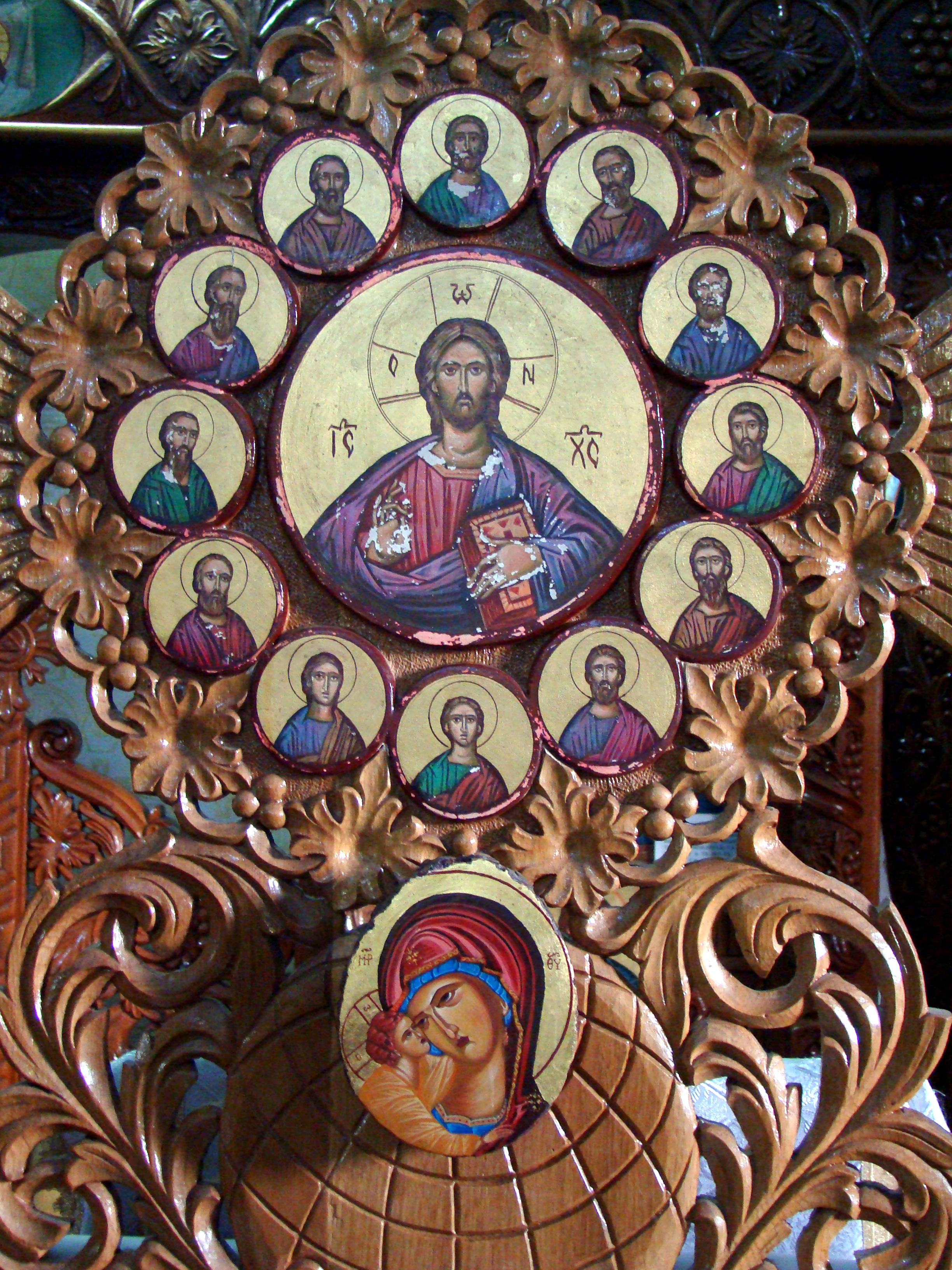
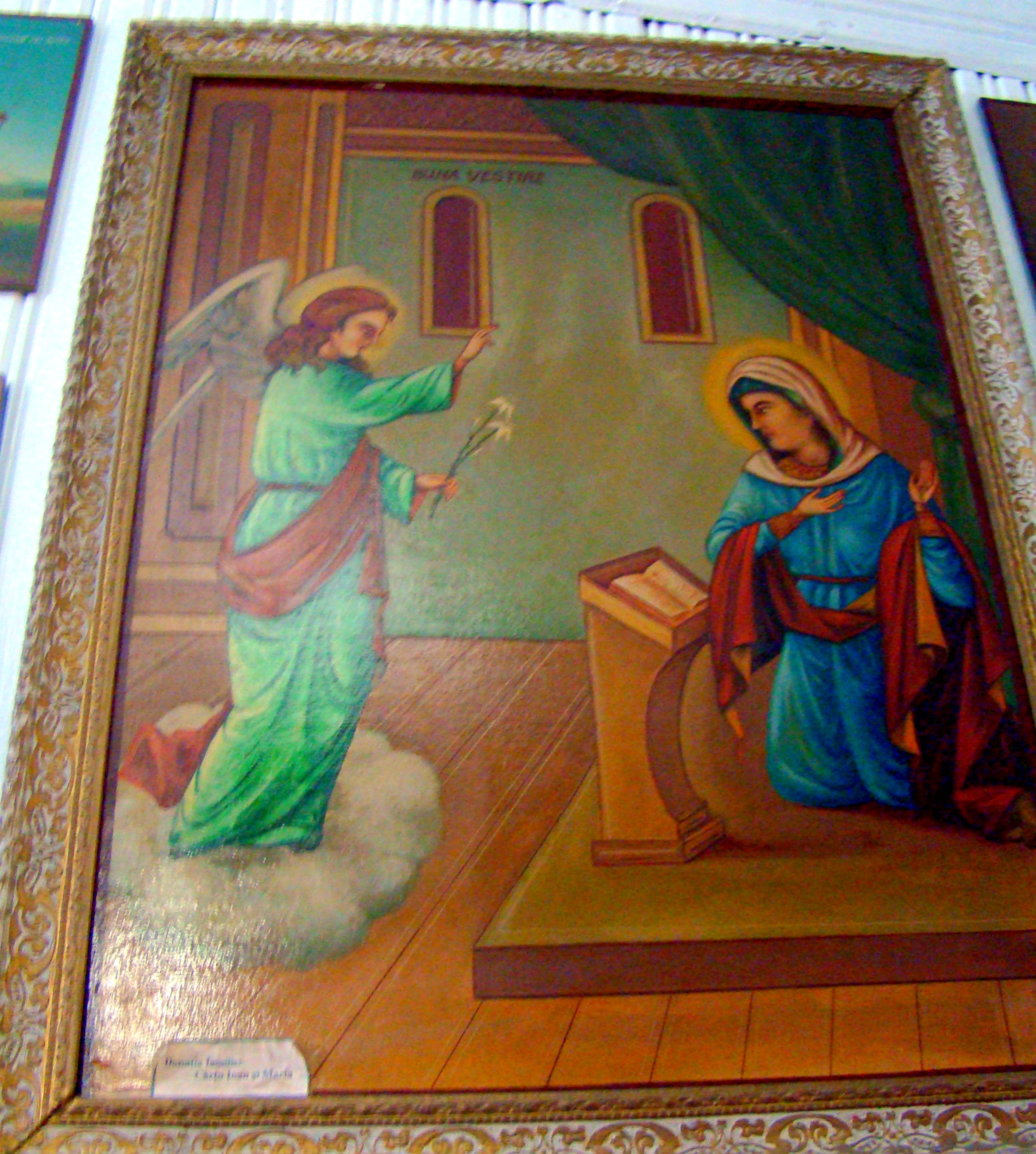
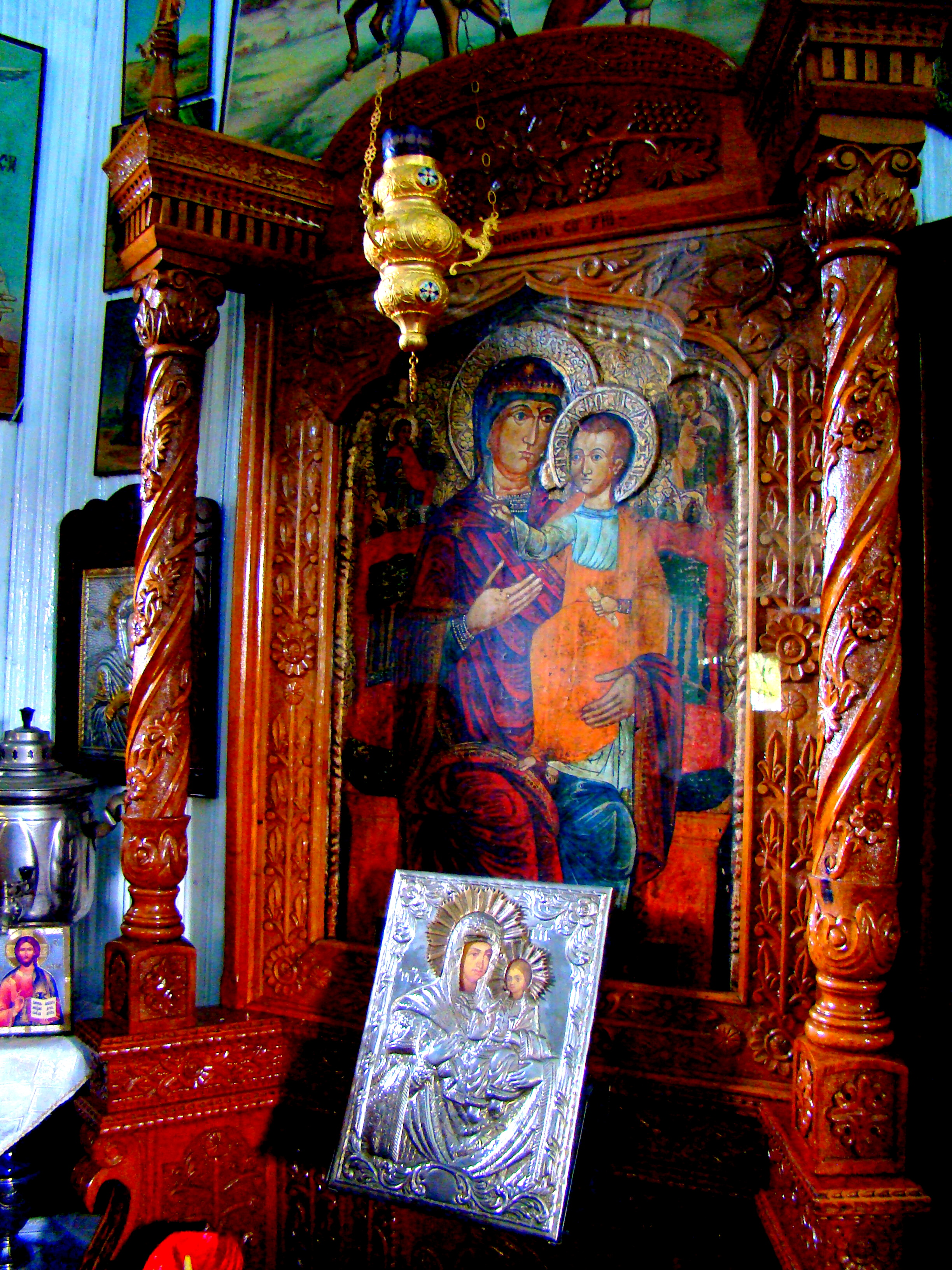
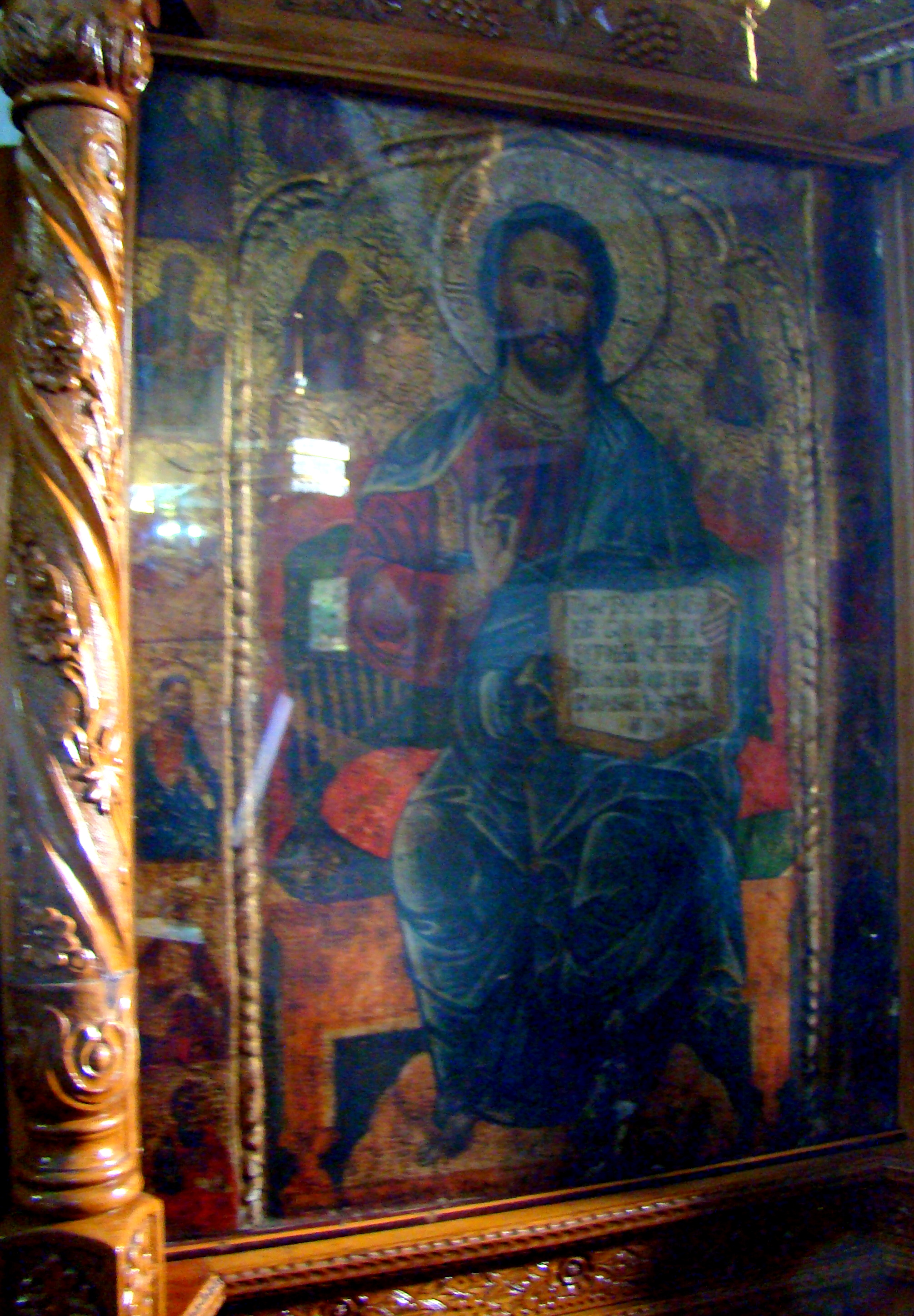
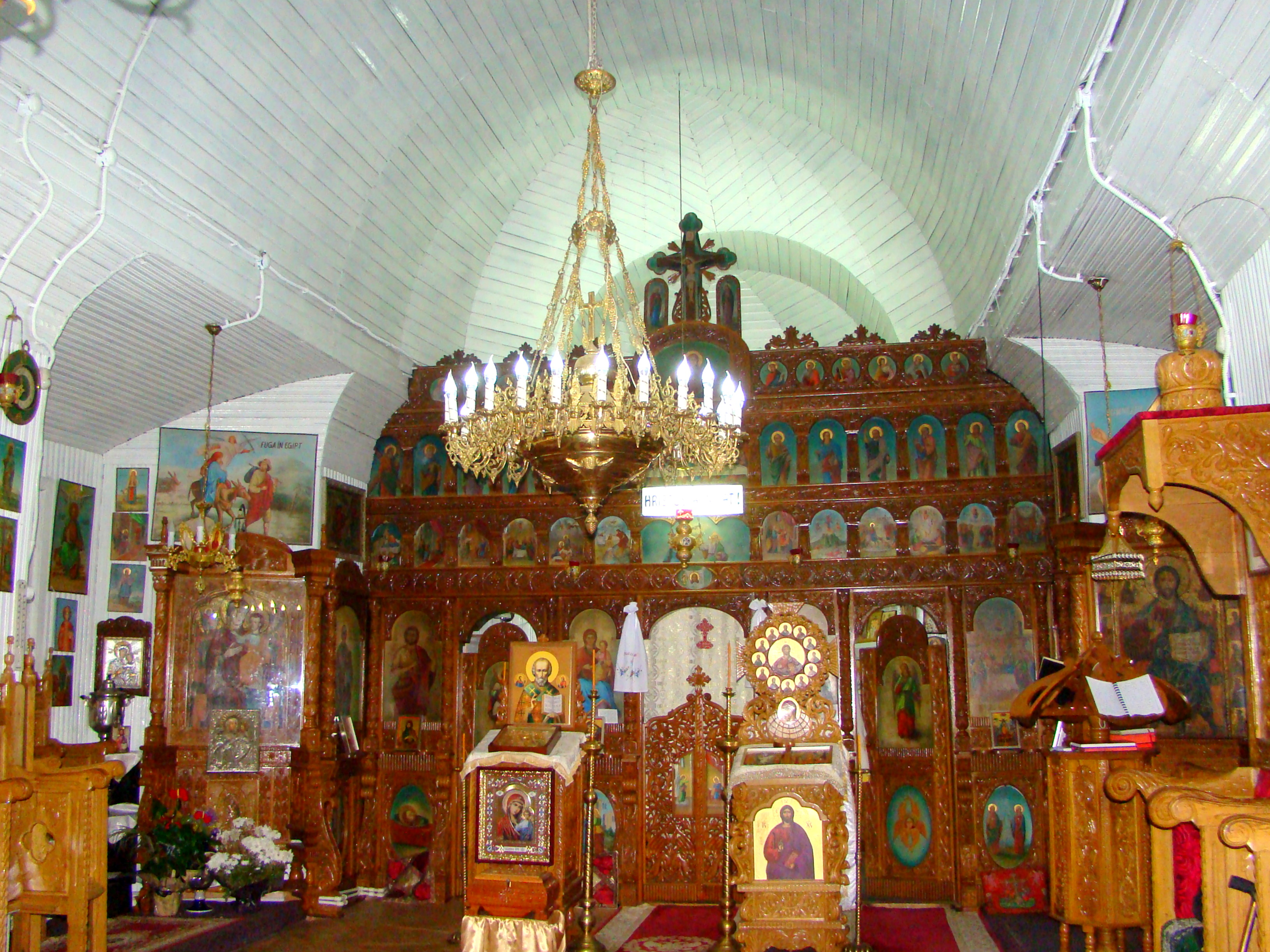